# Jämtland
För andra betydelser, se Jämtland (olika betydelser).
Jämtland (jämtska: Jamtlann) är ett landskap i södra Norrlands inland i mellersta Sverige. Jämtland gränsar i väster till Tröndelag i Norge, i nordöst till Lappland, i öster till Ångermanland och i söder till Härjedalen och Medelpad. Jämtland utgör 8,2 procent av Sveriges landyta, 34 009 kvadratkilometer och är Sveriges till ytan näst största landskap. Jämtland har en befolkning på cirka 118 000 personer, och landskapet är ett av de landskap i Sverige med flest personer bosatta på landsbygden. Emellertid bor majoriteten av befolkningen i den tätbefolkade Storsjöbygden.
Jämtland var under vikingatid en självstyrande bonderepublik, med ett av världens äldsta parlament, Jamtamot. Området blev därefter norskt 1178, och var så i mer än 450 år. Jämtland har tillhört Sverige sedan freden i Brömsebro 13 augusti 1645, men först 1699 räknades jämtarna som jämbördiga med personer från de gamla svenska provinserna. Kung Carl XVI Gustaf var under sin prinstid hertig av Jämtland, en titel han ibland fortfarande använder sig av.
Historiskt, socialt och politiskt har Jämtland utgjort ett undantagsområde mellan Norge å ena sidan och Sverige å den andra. Landskapets centrala position på Skandinaviska halvön har gjort att det har kännetecknats av inflyttning och kulturellt inflytande från främst Tröndelagen i väster (och därifrån vidare till övriga syd- och Mellannorrland) och ekonomiska relationer med de svenska landskapen i öster och söder under järnåldern, samt omväxlande politiska relationer åt båda håll. Jämtland ockuperades omväxlande av Sverige och Norge inte mindre än 13 gånger under perioden 1563–1677. De västliga historiska och kulturella förbindelserna har givit upphov till känslor av samhörighet med Tröndelagen och Härjedalen, och eftersom Jämtland inte alltid tillhört Norrland och Sverige betraktade Jämtlands befolkning sig förr inte som norrlänningar. Parallellt med en alltjämt stark jämtländsk identitetet och bibehållna kontakter västerut i landskapet betraktar sig stora delar av befolkningen i Jämtlands län (som även omfattar Härjedalen, delar av Hälsingland och Ångermanland) idag som del av Norrland.

## Etymologi

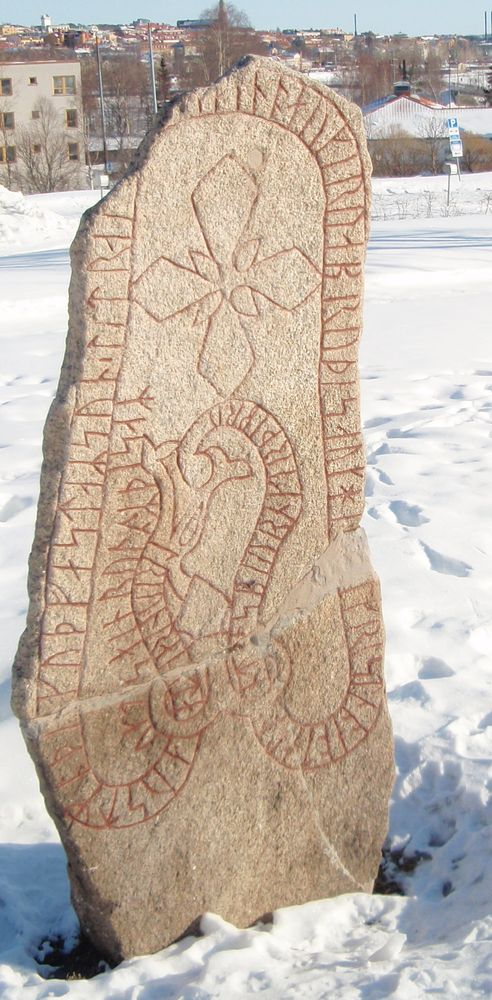
Frösöstenen.

Jämtland har fått sitt namn från folkslaget jämtar. Det äldsta kända belägget för landskapet är eotalont (normaliserad fornnordiska: Jamtaland) från Frösö runsten som restes under tidigare delen av 1000-talet. Roten till jämte (fornvästnordiska: jamti) och därmed Jämtland är den urgermanska stammen emat- (jämför med det tyska adjektivet emsig) med betydelsen flitig, uthållig, hårt arbetande och trägen. Fornspråkets förled eota (jamta) är genitiv pluralis av folkslaget jämtar.

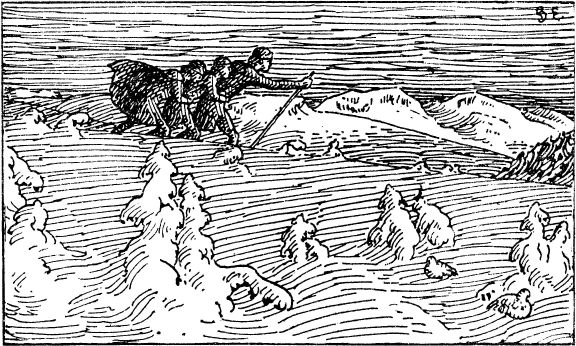
Jämtland betyder inte "det jämna landet". Bilden föreställer vikingen Arnljot Gelline på färd genom landskapet.

Jämtland har också en landnamsman, den som först tar ett land i besittning. I sin Heimskringla (Håkan den godes saga) från 1200-talet berättar Snorre Sturlasson om Kettil Jamte, en son till Anund jarl från Sparbu i Tröndelag, som drog österut över Kölen med en mängd folk och sin boskap vid mitten av 700-talet. De röjde skogen och byggde där stora härader kring Storsjöbygden. Området kallades därefter Jamtaland. Enligt den berättelsen var det Kettil Jamtes ättlingar som kom att bära folknamnet jämtar. En alternativ förklaring skulle kunna grundas i den omfattande järnframställningen före vikingatid. En folketymologisk teori är att det skulle ha att göra med landskapets platta delar i Storsjöbygden på grund av likheterna mellan "jämt-" och adjektivet "jämnt" (av urgermanskt *ebna). Den här sista, men mest spridda, teorin är emellertid språkligt omöjlig, eftersom det här snarare skulle ge namnet "Jämnland" utan t.
Det ursprungliga namnet på landskapet innehöll troligen ett p, vilket bekräftas i ett flertal stavningar i medeltida dokument där namnet ofta förekommer som Jamptaland. I östnordiskan skedde senare en ljudförändring från a till e, i-omljud, vilket resulterade i att Jämtland förekommer som Jempteland och liknande. Den ljudförändringen spred sig senare längre norrut men gjorde sig aldrig gällande i jämtskan där a:et bevarades. Genitivet föll så småningom bort och en reduktion skedde av de tre konsonanterna mpt i Jemptland respektive Jamptland. I östnordiskan föll p:et bort och formen Jemtland blev resultatet. I jämtskan föll däremot t:et bort och formen Jamplann  (då nd assimilerades till nn) uppstod. Den formen var allmän i äldre tid och brukbar i jämtskt talspråk in på 1900-talet, då en modifierad version, Jamtlann blev vanligare. Den svenska stavningen med ä tillkom när bokstaven var "modärn" under tidigt 1900-tal. Den förändringen ändrade emellertid inte uttalet. I danskt skriftspråk (och således även bokmål) har man bevarat stavningen med e. Områden som Jemtland i Ringsaker, Norge och Jemtland i Maine, USA bildades av emigrerade jämtar innan förändringen uppstod.

## Historia

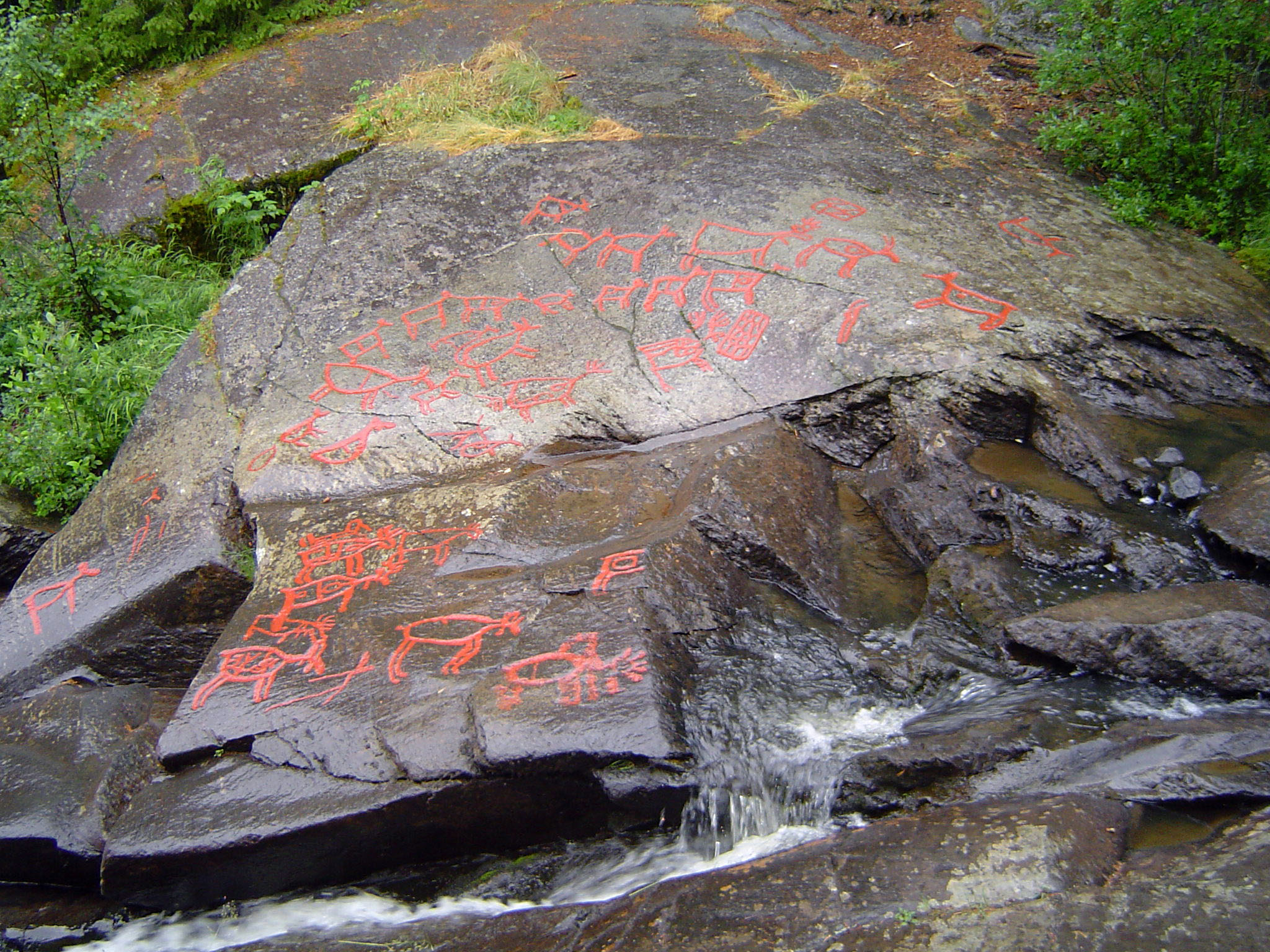
Hällristningar i Glösa, gjorda för cirka 5 000 år sedan. Hällristningarna består främst av älg och flera organ har målats ut. Hällristningarna är mycket lika de som man funnit i till exempel Moelv i Tröndelag och påminner även om grottkonsten i Altamira i norra Spanien. En hällristad älg från Glösa förekommer idag i Krokoms kommunvapen.

### Förhistoria
De första människorna kom till Jämtland någon gång mellan 7 000 och 6 000 år före Kristus från väster med en kultur som sedan spreds vidare i Mellannorrland. De var jägare och samlare. Flera tusen fynd från deras tid har hittats runt om i landskapet vid lägerplatser, längs stränder och sjöar, bland annat offerdalsspetsen från Åflo. Jägarfolket var nomader och följde bytenas vandringar. I Jämtland dominerade redan på den här tiden älgen, vilket flera hällmålningar och hällristningar vittnar om, bland annat vid Glösa i Alsen och vid Gärdesån i Offerdal. Jämtland har sammanlagt omkring 20 000 kända fornlämningar.
Majoriteten av alla svenska hällmålningar från stenålder och bronsålder har återfunnits i Mellannorrland. Nära hällmålningarna förekommer ofta fångstgropar och i Jämtland finns runt 10 000 kända sådana, vilket är fler än vad som påträffats i andra regioner i hela Skandinavien. Jaktgroparna placerades där man visste att älgarna rörde sig och kunde sträcka sig flera mil. Det finns idag flera ortnamn runt om i Jämtland som vittnar om fångstgroparnas betydelse för jägarfolket och deras avkommor.

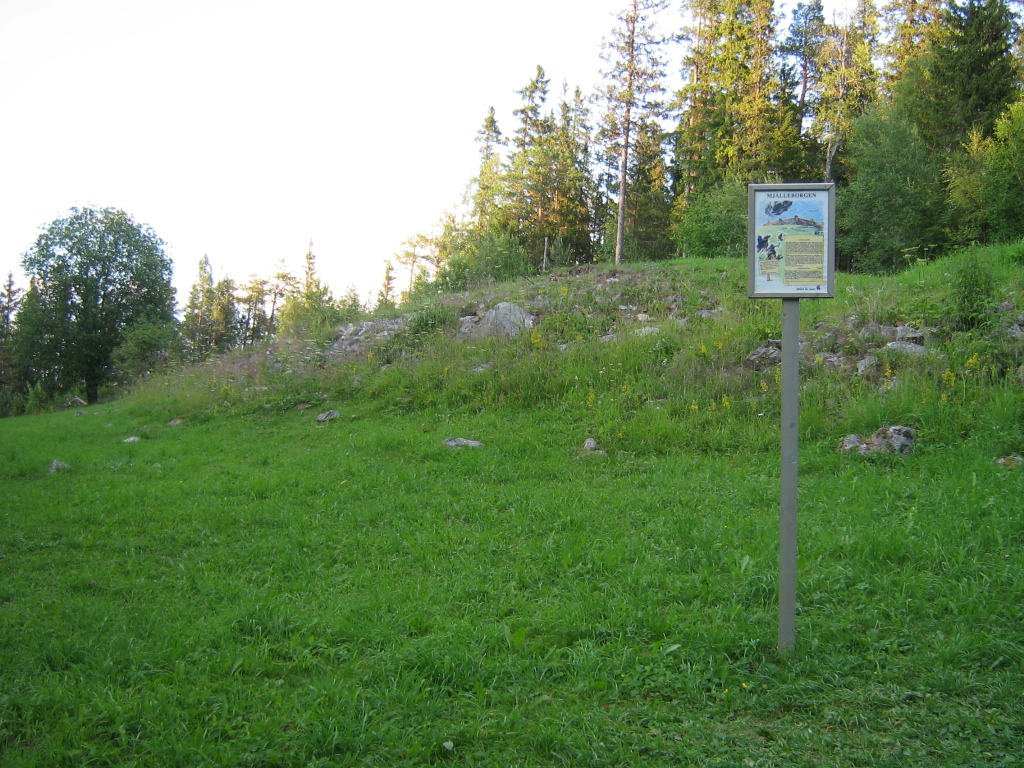
Resterna av Mjälleborgens terrass.

Jämtländsk bondekultur uppstod först under yngre romersk järnålder i den bördiga Storsjöbygden. Jägarfolket hade dock långt tidigare haft kontakt med neolitisk kultur. Något som fyndet av flinta man gjort vid Ånnsjön vittnar om. De jämtska bönderna odlade framför allt korn, men pollenanalyser visar även att till exempel hampa förekom. I slutet av 300-talet restes Mjälleborgen på Frösön för att kontrollera järnframställning och den omfattande järnhandeln. Järnhandeln kom dock att koncentreras till Ljungan, och skinnhandeln längs med Indalsälven och Ångermanälven  med en jägarkultur, eventuellt sydsamisk.  Folkkoncentration skedde i östra Storsjöbygden under folkvandringstid. Orter som Frösön, Brunflo, Rödön, Hackås, Lockne och Näs utmärker sig.
Storhögar börjar förekomma i Jämtland, liknande fanns i Bertnem i Nord-Tröndelag och på tre platser vid Ljungans och Indalsälvens utlopp längs med Medelpadskusten. Utifrån klustring av denna typ av högstatusfynd tros Storsjöområdet under folkvandringstid ha ingått i ett självstyrande jordbrukande småkungarike i Mellannorrland, som utgjordes av den fyndtäta geografiska triangeln mellan Mjälleborgen (Östersund), Norrala socken (vid dagens Söderhamn) och Gene (Örnsköldsvik). De samhälleliga strukturerna kollapsade emellertid på 600-talet i hela Mellannorrland och Mjälleborgen övergavs på 700-talet, sannolikt till följd av konkurrens från järnframställning som uppstått i södra Hälsingland och Gävleborg.

### Medeltid

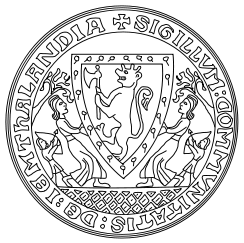
Magnus Lagaböter gav Jämtland dess första kända sigill 1274. På varje sida om skölden kan två jämtska jägare med pilbågar riktade mot ekorrar skönjas. Ekorrarnas vinterpäls, gråskinn, utgjorde den skatt jämtarna pålades efter att Sverre erövrade landet.

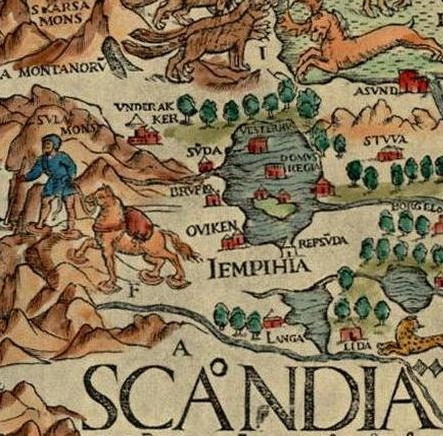
Detalj ur Olaus Magnus Carta Marina, med Jämtland latiniserat som Iempihia.

Under vikingatiden blev bebyggelsen mer omfattande, vilket kan ses som en bekräftelse på uppgifter i Snorre Sturlassons sagor (nedskrivna under 1100–1400-talet) om att många norrmän som flydde från Harald Hårfager bosatte sig i Jämtland i slutet av 800-talet, på samma sätt som många norrmän vid samma tid flydde till och koloniserade Island. 
När en klimatförändring (som senare resulterade i den medeltida värmeperioden) skedde intog Frösön ställningen som centralort. Det varmare klimatet gjorde att jordbruket blomstrade, boskapsskötseln och den för det skandinaviska inlandet unika buföringen utvecklas vidare runt om i Jämtland, framför allt i den södra delen när fjällkon introduceras. Jakten på älg och vilt ökar även under den här tiden. I religiöst hänseende utövade jämtarna asatro.
Bland gudarna i den nordiska mytologin kom Jämtland att domineras av de äldre vanergudarna (Frö, Njord med flera), även om också asagudarna dyrkades. I takt med att befolkningen ökade så anordnade man likt andra germanska stammar allting. Jamtamot beräknas ha upprättats på 900-talet och är unikt i Skandinavien då det är det enda som benämns mót (jämför med gotiskan) istället för þing. Jämtlands politiska status under den här tiden har av eftervärlden kommit att betraktas som en bonderepublik. Jamtamot hölls årligen veckan då den 12 mars inföll och i egenskap av allting hade alla jämtar rätt att deltaga vid mötet, vilket innebar att folkförsamlingen som samlades var mycket stor i förhållande till Jämtlands folkmängd. Jamtamot var den högsta instansen i Jämtland under den tid då tinget var verksamt. Vid Jamtamot avgjordes tvister och domar föll i brottmål. Utöver det fungerade tinget även som en slags regering då tinget även beslöt i frågor som skatt.
Jämtland kristnades någon gång under mitten av 1000-talet, då även Frösöstenen restes, Sveriges nordligaste runsten. Efter den processen tog Jämtland form som ett kristet landskap och den första kyrkan, Västerhus kapell byggdes kort efter resningen av runstenen.
I Snorre Sturlassons sagor sägs jämtarna ömsom betalat skatt till norska konungar som till exempel Håkon Adalsteinsfostre och Öystein Magnusson för att få beskydd. Sagorna uppger även vid ett tillfälle att jämtarna skulle ha betalat skatt till en sveakung. Sagornas pålitlighet i frågan om Jämtlands politiska tillhörighet anses emellertid vara låg. I Norges äldsta skriftliga dokument, Historia Norvegiæ, från 1170-talet står det däremot klart och tydligt att Norge gränsar i nordöst till Jämtland.
I samband med de norska inbördesstriderna besegrade Sverre Sigurdsson jämtarna på Storsjöns is i slaget vid Andersön 1178. Konsekvenserna av nederlaget var högre skatter och minskat självstyre i och med att Jämtlands lagman hädanefter utsågs av kungen. Jämtarna behöll dock även i fortsättningen en särställning som en ointegrerad del av det norska riket, det kallades i äldre norska handlingar för "det östra riket – öystræ rikinu". Jamtamot fortsatte att fungera och i likhet med andra skatteländer fick jämtarna inget inflytande över de norska kungavalen.

### Krigstid i Jämtland
Efter att Norge förenats med Danmark år 1536 kom Jämtland att styras från Köpenhamn och blev ofta en krigsskådeplats under de dansk-svenska krigen. Dessa resulterade i att Jämtland avskildes från Danmark-Norge och blev en del av Sverige genom freden i Brömsebro 1645. Därefter gjorde Danmark upprepade försök att vinna Jämtland åter, och ockuperade landskapet två gånger, kortvarigt 1657 och något längre 1677 i och med återerövringen av Jämtland. Båda gångerna hälsades norrmännen som befriare och vid den senare ockupationen bedrev jämtarna snapphaneverksamhet mot svenska armén. Ett försök till försvenskning av de norsksinnade jämtarna påbörjades direkt efter övertagandet, men det var först 1699 som jämtarna räknades jämbördiga med personer från de gamla svenska provinserna.

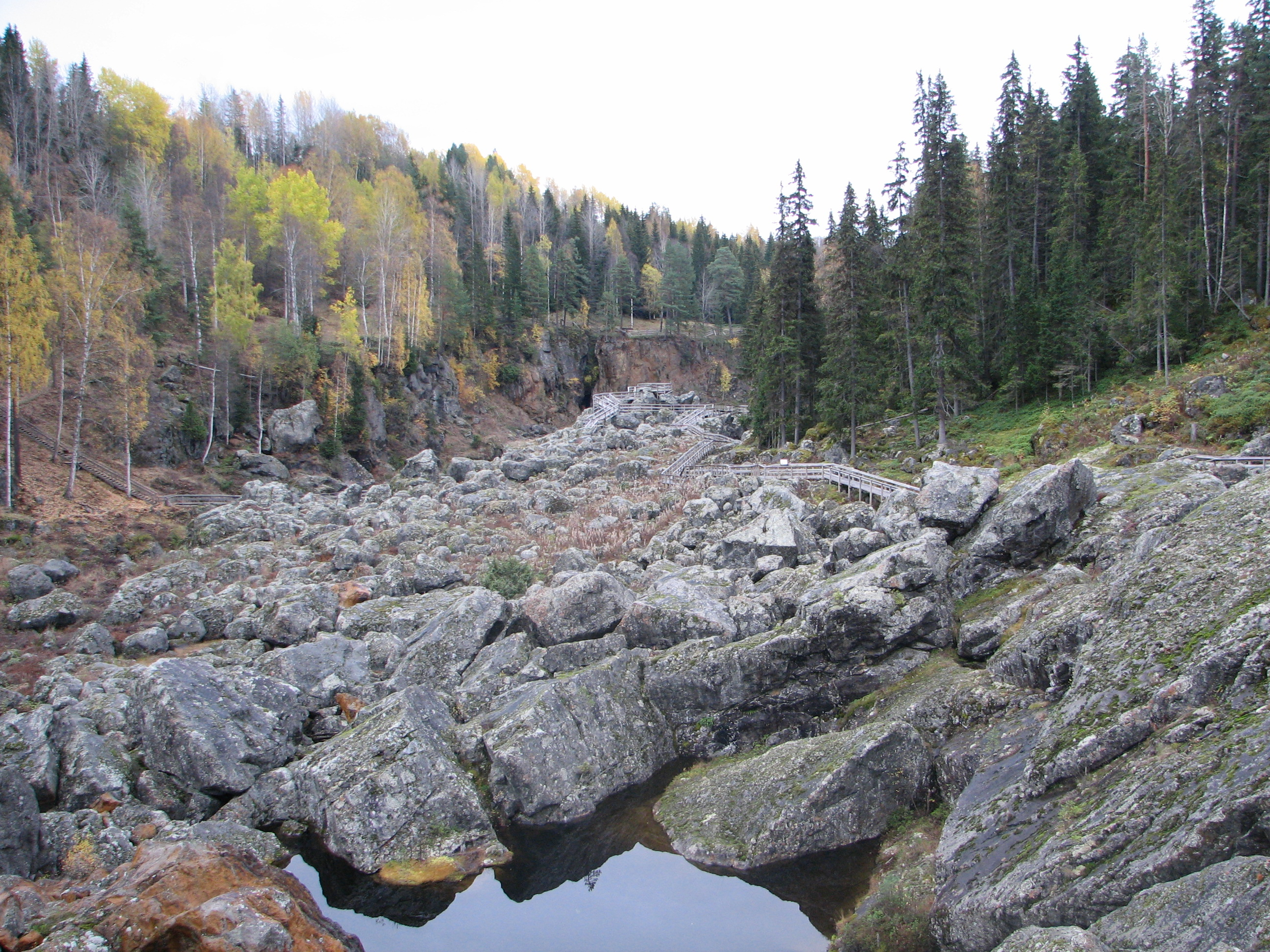
För att göra Jämtlands skogar tillgängliga försökte man 1796 att skapa en flottled förbi Storforsen. Detta skulle ske genom en rullstensås, som visade sig vara för porös för att motstå vattentrycket. Det hela slutade med en av Skandinaviens största naturkatastrofer då Ragundasjön tömdes på vatten och Storforsen blev Döda fallet.

Den jämtska självstyrande traditionen hölls alltjämt vid liv. Jamtamot hade under den danska tiden övergått till att bli ett landsting. Jamtamot förbjöds även senare av den danska staten och kom då att hållas i hemlighet. Delar av Jamtamot överfördes vid övergången till Sverige till det som blev Jämtlands landsjämnadsting. Sveriges intentioner i landskapet var först och främst försvarsmässiga, vilket ledde till att de jämtska bönderna fick en enorm börda att bära. Jämtarna lyckades därefter genomdriva ett kontrakt, där det slogs fast att jämtska styrkor inte fick tas ut i krig, utan enbart försvara landskapet 1688. Kontraktet revs senare upp av Karl XII och jämtar deltog i Armfeldts tåg mot Norge under stora nordiska kriget, när Karl XII dog marscherade Armfeldt tillbaka till Jämtland, då över 3 000 man miste livet i Jämtlands fjällvärld. Tiden som följde, frihetstiden innebar anläggande av nya jordbruk runt om i Jämtland och införandet av potatis och spannmålsmagasin, vilket gjorde att befolkningens levnadsstandard blev bättre.

### Nyare tid
På order av Gustav III blev Östersund Jämtlands första (och hittills enda) stad 1786, till viss del för att kväva den urgamla, fria forbondehandeln som inte gav tillräckliga skatteintäkter till den svenska staten. Först hundra år senare kom industrialiseringen i landskapet igång med etablerandet av mellanriksbanan, Sundsvall–Östersund–Storlien–Trondheim, och med uppväxten av skogsindustrier och så småningom även med turism i fjälltrakterna. I början av 1900-talet gick Jämtland in i folkrörelsetiden och den största rörelsen blev den frisinnade Godtemplarrörelsen, som faktiskt fick sitt (i förhållande till folkmängden) starkaste fäste i Jämtland-Härjedalen i hela världen och det var i Östersund som världens största ordenshus restes. Befolkningen har minskat kontinuerligt sedan 1950 sett över hela Jämtland och det mesta av industrin och sysselsättningen har lokaliserats till stråket Östersund–Åre. En lång tradition av militär närvaro i Jämtland upphörde 2005 när försvaret lade ned samtliga regementen och skolor de tidigare bedrivit i staden.

### Kyrkorna
Se även Jämtlands kristnande

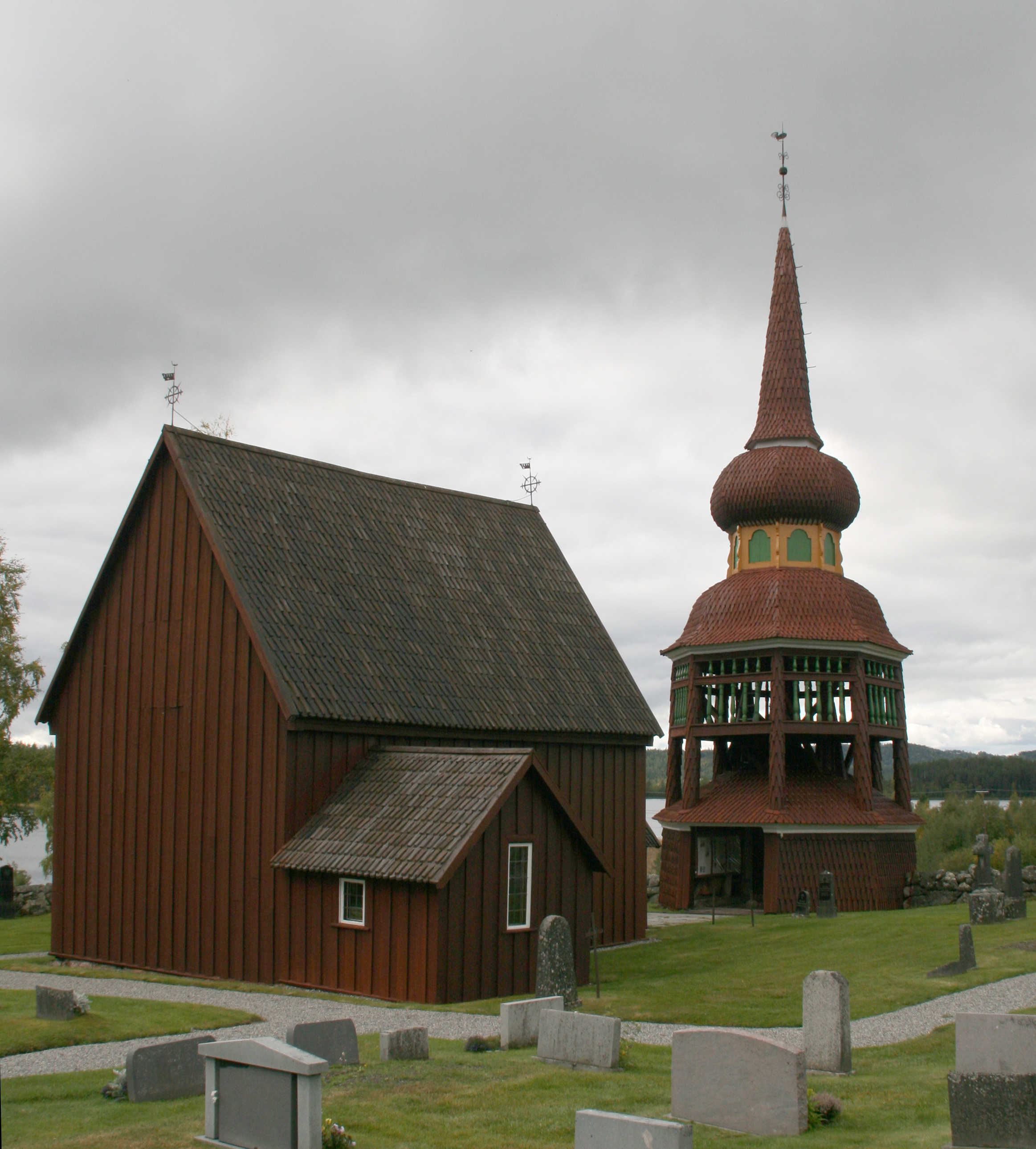
Håsjö gamla kyrka. Kyrkorna placerades nästan alltid centralt där alla kunde skåda dem. En kopia av den för Jämtland så typiska klockstapeln från Håsjö gamla kyrka finns idag på Skansen.

Kristnandet av Jämtland var enligt Frösöstenen slutfört vid mitten av 1000-talet, och det är oklart om det skedde efter västlig eller sydlig influens. Jämtland (som vid tiden var fristående från svensk och norsk kung) kom enligt påvligt beslut att lyda under Uppsala stift efter dess bildande 1164, och landskapet organiserades därefter i flera socknar  (se socknar i Jämtland). 
När de första kyrkorna restes under medeltiden i Jämtland bodde det inte fler än 30 till 40 bönder i de olika socknarna. I vissa fall, som i Kyrkås, Marby och Norderöns socken rörde det sig om enbart 20 bönder eller färre. Dessa invånare byggde många kyrkor som idag finns bevarade, långt större än de vanliga låga trähusen som fanns och helt i sten, ett byggnadsmaterial som är mycket svårare att handskas med och främmande för den dåtida befolkningen.
Jämtland fördes över till Härnösands stift när det inrättades 1647 i syfte att öka den svenska närvaron i de två nyerhållna landskapen Jämtland och Härjedalen. Kyrkan förblev det centrala i bygderna, som rörde alla. Alla fick hjälpa till att bygga och därefter underhålla dem, även långt in på 1800-talet. Släkter har i led utsmyckat kyrkorna med konst som inventarier med högt värde, träsniderier, målningar, tyger, ädelmetaller och hantverk. Nästan hela den lokala folkkonsten från äldre tid är knuten till kyrkorna, med konstnärer som Per Olofsson, Jonas Granberg och Pehr Sundin. Kyrkorna utgör således kärnan i Jämtlands kulturarv.

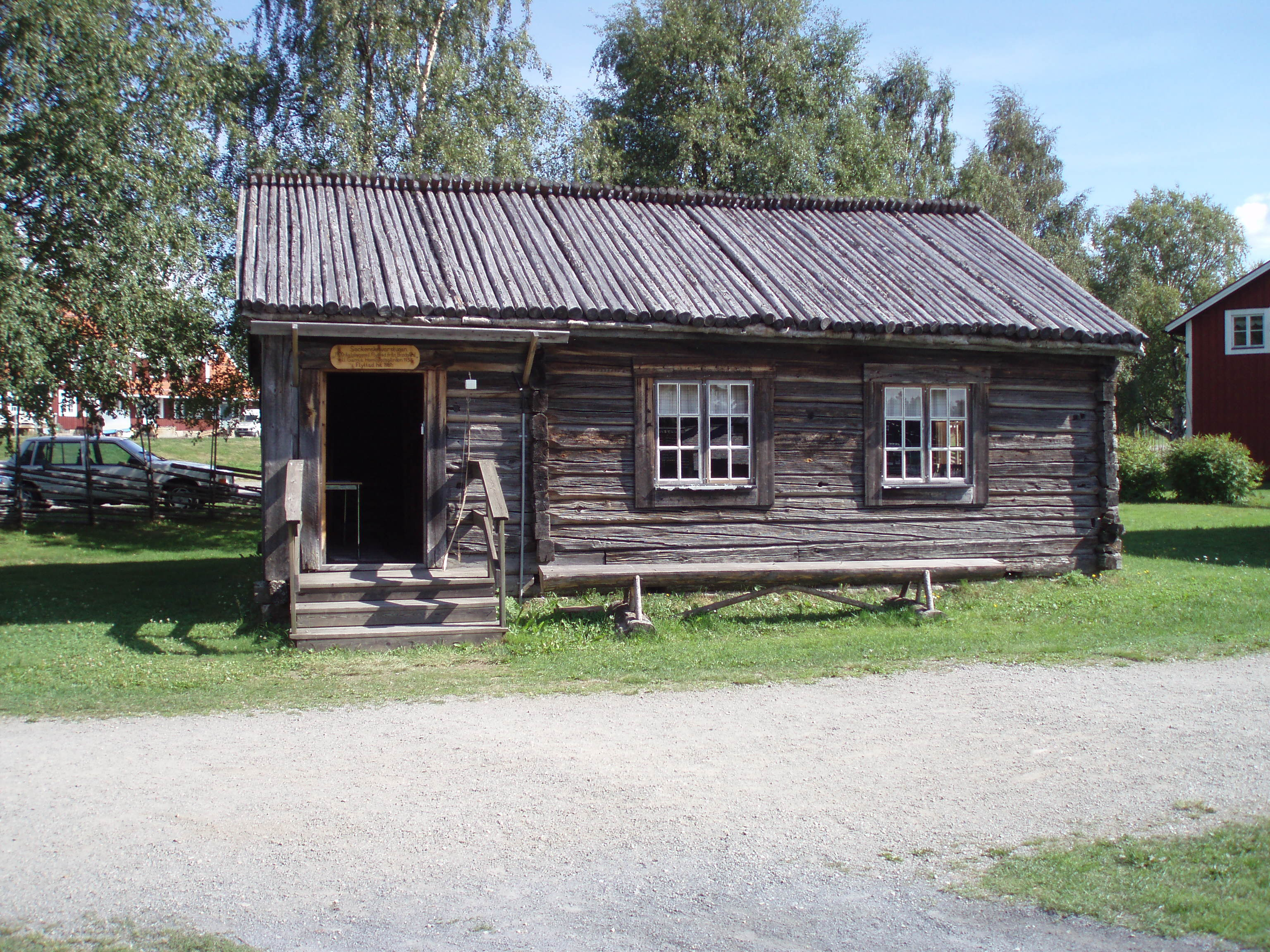
Den gamla sockenskrivarstugan från 1700-talet i Ströms socken.

De frikyrkliga väckelserörelserna följde ofta i industrialiseringens spår längs med norrlandskusten, och de inomkyrkliga väckelserörelserna (EFS och læstadianism) i nykolonialiseringens spår i norra Norrland. Väckelserörelserna blev däremot inte särskilt utbredda i Jämtland-Härjedalen, utan regionen har ett högt medlemstal i Svenska kyrkan. Nära 80 procent i Jämtlands län var medlemmar i kyrkan 2013, vilket är högst andel i landet, även om kyrkan inte besöks lika ofta som förr i tiden. Då samlades hela bygden, det vill säga socknen, på vilodagen då man inte fick arbeta (förutom i nödfall). Inom socknarna skapades säregna bygdedräkter, sedvänjor och sockenmål, i Jämtland märks det tydligt att dialekterna skiftar från bygd till bygd.
I Jämtland rådde även en större jämlikhet mellan sockenborna, någon adel finns inte kvar i Norrland (de norska medeltida riddarätterna Skancke och Blix har rötter i Jämtland, och några grenar har även introducerats som svensk adel, men de flyttade tidigt till trakten kring Trondheim och andra delar av dagens Norge och Sverige) och kyrkorna i landskapet saknar adelssläkters begravningsvapen, som är vanligt i övriga Sverige. I Jämtland gällde ej heller någon bänkordning, för hur man fick sitta i kyrkan utan principen "bönder emellan ingen annan rang än ålder och levnadsår" gällde.
Sockenstämmorna som fanns i varje socken hade en central roll i frågor som rörde gemensamma frågor, som fattigvård. Det fanns också byalag för att besluta om gärdsgårdar, dikning och annat jordbruksrelaterat.

### Samer

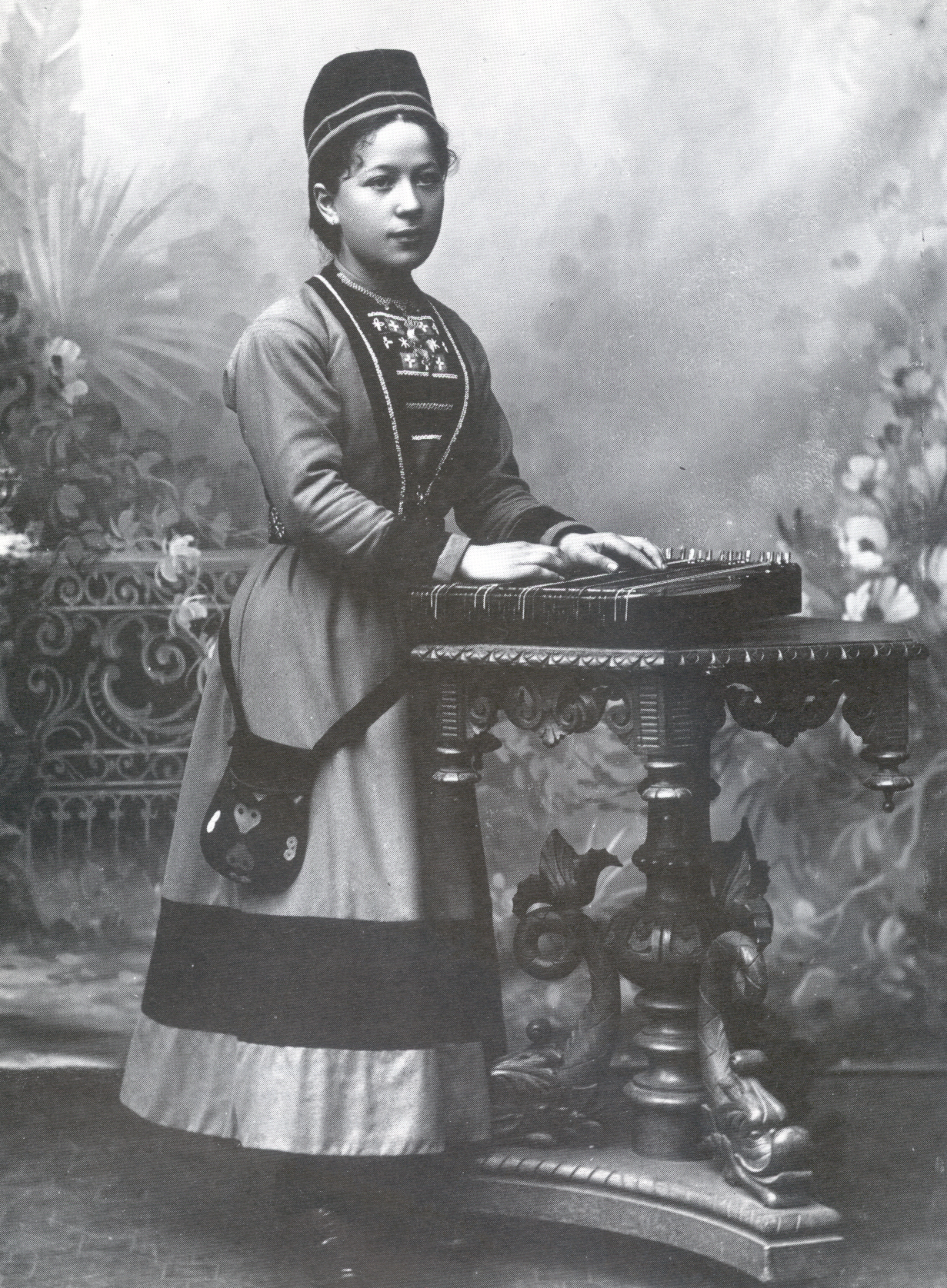
Sångerskan Lisa Thomasson i sydsamisk dräkt.

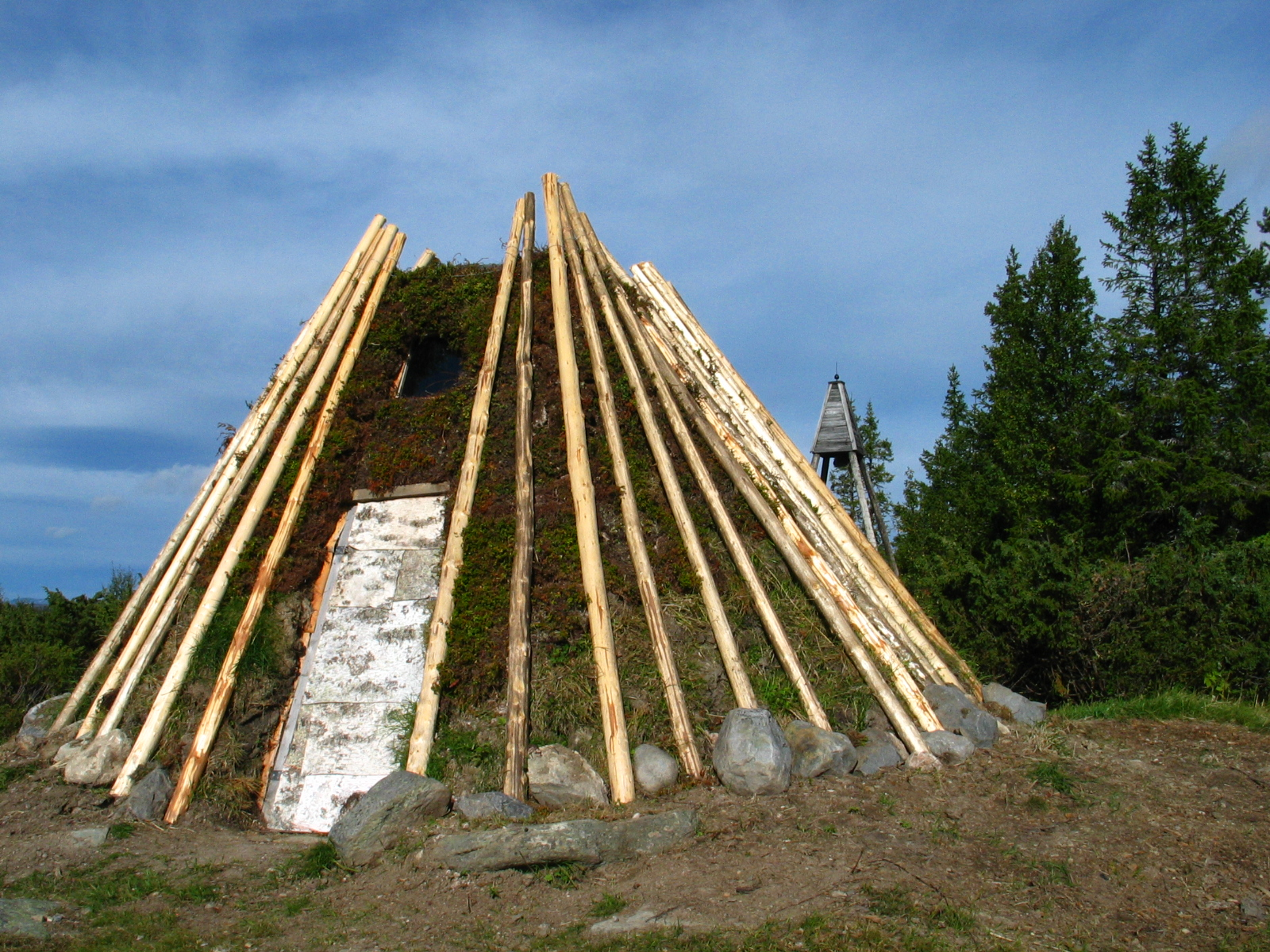
Samisk kåta i Arådalen.

Samerna i Jämtland har traditionellt varit sydsamer, det vill säga samer som talar sydsamiska eller åarjelsaemien gïele som språket heter på sydsamiska. Det avviker kraftigt från de nordliga samiska språken. Till följd av förflyttningar och ingiften finns numera även samer med annan bakgrund i Jämtland. Sydsamerna i Jämtland har historiskt haft nära sociala kontakter med sydsamerna som bor i Tröndelagen och utgör en minoritet inom Sameland. Till den sydsamiska kulturen hör bland annat jojken vuollie. Bland kända Jämtlandssamer märks sångerskan Lisa Thomasson (1878–1932), fotografen Nils Thomasson (1880–1975) och skidlöparen Torkel Persson (1894–1972).

#### Förhistoria
Samernas närvaro i Jämtland under förhistorisk tid är omdiskuterad. Diskussionen handlar bland annat om hur man ska tolka etniciteten hos de människor som anlade fångstmarksgravar, en fornlämningstyp som i Sverige förekommer i framför allt Jämtland, Härjedalen och Dalarna. Någorlunda enighet råder om att gravarna hör samman med en fångstkultur. Arkeologen Inger Zachrisson har tolkat denna kultur som samisk både på grund av gravarnas lägen i landskapet och på grund av förekomsten av offrade älg- och renhorn samt östliga föremål. En annan arkeolog, Evert Baudou, har i stället tolkat gravarna som germanska utifrån deras konstruktion. Enligt hans uppfattning, som framför allt baseras på utbredningen av asbestkeramik på arkeologiska fyndplatser, gick den förhistoriska gränsen mellan samiskt och germanskt genom norra Jämtland och norra Ångermanland. Samiska medeltida bosättningar i Sydjämtland betraktas av Baudou som tillfälliga utflyttningar från det samiska området i norr. Andra menar att en del gravar kan vara samiska men att de etniska relationerna i Mellanskandinavien under järnålder och tidig medeltid inte behöver ha tagit sig samma uttryck som längre norrut och i senare tid. Åter andra ser frågan om etnicitet under järnåldern som ointressant eller omöjlig att besvara.
En annan fornlämningstyp som mer generellt brukar kopplas ihop med samer är härdar med den ovala eller rektangulära form som kännetecknar kåtans härd. Ett omfattande arkeologiskt dokumentationsarbete inom Sösjöfjällen i Njaarke sameby (Åre kommun) under 1990- och 2000-talen ledde till upptäckten av en mängd sådana härdar, den äldsta (vid Kruanavaajje) daterad till 2000 f.Kr.

#### Renskötselns utveckling
De arkeologiska undersökningarna inom Njaarke sameby har kombinerats med palynologiska studier som tyder på att renskötseln etablerades i området under slutet av den yngre järnåldern (500–1000 e.Kr.). Detta har satts i samband med att en nordisk jordbrukarbefolkning blev bofast i Jämtland och Härjedalen under ungefär samma period och att samerna drogs in i de nordiska hövdingarnas ekonomiska nätverk där tamrenarna blev viktiga transportdjur. Den sydsamiska renskötseln kan ha uppstått ur en blandekonomi av fångst och skötsel av småboskap. På 1000–1100-talen förefaller renskötseln vara helt etablerad inom det undersökta området och tycks då ha haft större omfattning än längre norrut i Lappland. Under 1300–1400-talen verkar en viss nedgång ha skett, kanske till följd av digerdöden, men på 1500-talet expanderade renskötseln igen.
Från och med 1646 finns Jämtlandssamer införda i skattelängderna. I början av 1700-talet ersätts namnen på enskilda samer i skattelängderna av namnen på skattefjällen, Jämtlands motsvarighet till lappskatteland. Från och med 1889, då 1886 års renbeteslag trädde i kraft, har renskötseln i Jämtland varit organiserad i samebyar.

#### Skattefjällsmålet
I det stora skattefjällsmålet, ett rättsfall som avgjordes av Högsta domstolen 1981, prövades vem som är ägare till skattefjällen samt huruvida samerna har några rättigheter till skattefjällen utöver den rätt som tillkommer dem genom rennäringslagstiftningen. Samerna förlorade målet. Enligt domen är staten ägare till skattefjällen och samerna har inga rättigheter utöver dem som tillkommer dem genom nuvarande lagstiftning, i vart fall inte inom just de här områdena.

#### Kyrkliga förhållanden

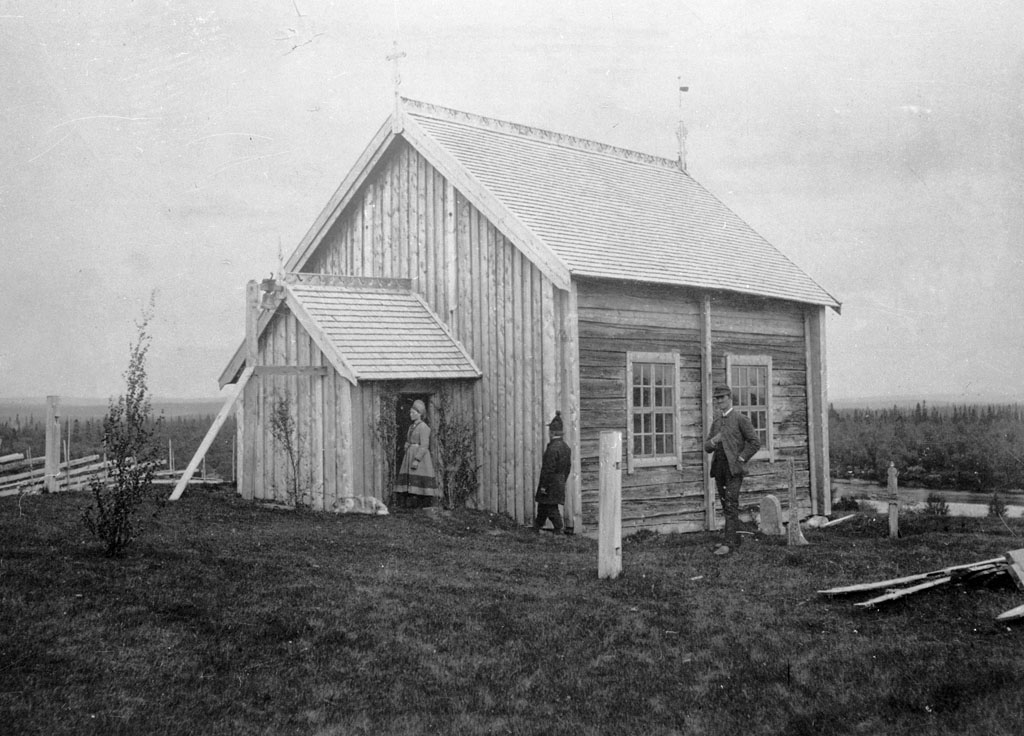
Handöls lappkapell, byggt omkring 1800 för samerna i Undersåkers lappförsamling.

Till skillnad från vad som var fallet längre norrut kyrkobokfördes samerna i Jämtland inte i de vanliga socknarna utan i icke-territoriella lappförsamlingar. Den första lappförsamlingen var Föllinge lappförsamling, som bildades 1746 genom utbrytning ur Åsele församling. Ur Föllinge lappförsamling utbröts därefter Undersåkers lappförsamling på 1750-talet, ur vilken Hede lappförsamling i sin tur utbröts 1768. Frostvikens lappförsamling bildades 1842 genom utbrytning ur Föllinge lappförsamling, som därefter fick det nya namnet Hotagens lappförsamling. År 1925 fick Hede lappförsamling det nya namnet Tännäs lappförsamling och kom även att omfatta samerna i Idre i norra Dalarna. 1930 fanns i Frostvikens lappförsamling 147, i Hotagen 158, i Undersåker 217 och i Tännäs 200 personer – totalt 722 personer.
Den 20 maj 1927 beslöts att lappförsamlingarnas invånare skulle mantalsskrivas i de kommuner där de var bosatta. Lappförsamlingarna upplöstes dock inte förrän den 1 januari 1942, då medlemmarna också blev kyrkobokförda i den territoriella församling där de var mantalsskrivna.

## Geografi
Jämtland är ett stort landskap och ligger i hjärtat av den skandinaviska halvön i norra Europa. I nord-sydlig riktning sträcker sig landskapet 315 kilometer och i öst-västlig riktning 250 kilometer. Jämtlands västra gräns utgörs av Kölen som sträcker sig genom landskapet från norr till söder med förgreningar till de sydöstra delarna. Fjällmassiven bryts upp av flera stora dalgångar som sträcker sig ändå ut till Norska havet. Dessa dalgångar har i århundraden används som vandringsleder och inte mindre än tre pilgrimsleder till Nidaros går genom Jämtland och dess fjällvärld. Hela Jämtland utgör i stort ett höglandsområde och dess högsta punkt är Storsylen med sina 1 728 meter över havet. Landskapets lägsta punkt är så lite som 35 meter över havet och återfinns i den östligaste delen av landskapet.

### Topografi (Terräng)
Jämtlands berggrund kan grovt delas in i två olika områden, den östra delen består av urberg och den västra delen utgörs av bergarter som är påverkade av den kaledoniska bergskedjebildningen. 
Urberget består av både magmatiska och metamorfa bergarter, till exempel gnejs, diabas, amfibolit och olika graniter så som Revsundsgranit och Rätangranit. 

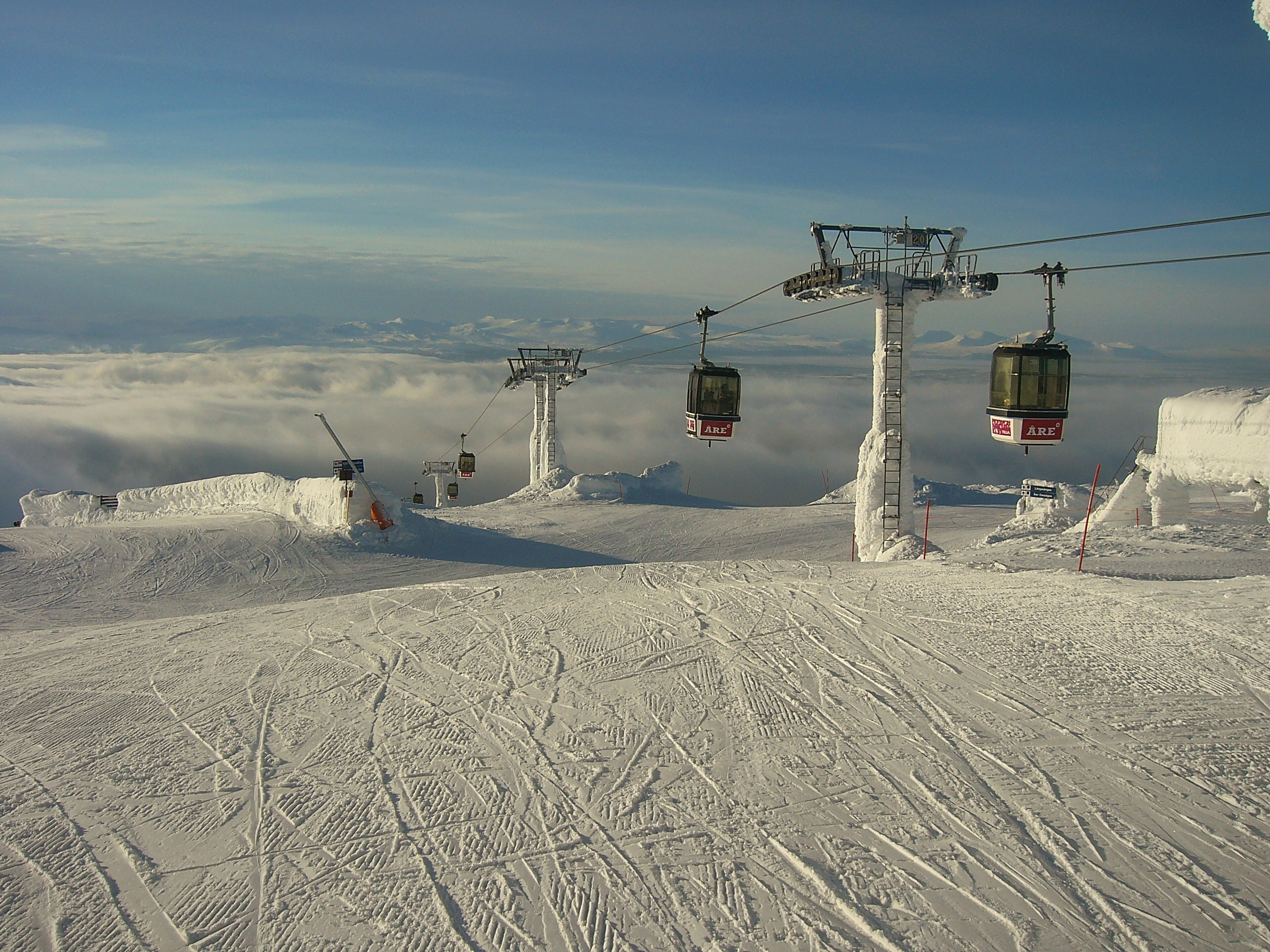
Den 1 420 meter höga Åreskutan är en del av fjällkedjan. På bilden syns också Gondolen – som är en av de 42 skidliftarna i Sveriges största alpina skidort, Åre, och på Åreskutan nås även Sveriges högsta liftburna åkhöjd på 1 274 m ö.h.

Fjällkedjans bergarter tar, i Storsjöområdet, vid strax öster om Brunflo och gränsen går i princip i nord-sydlig riktning. Längst österut består berggrunden av bergarter från yngre delen av proterozoikum (till exempel Vemdalskvartsit) och den äldre delen av paleozoikum, främst kambrium (till exempel Kläppeskiffer) och ordovicium (till exempel Töyenskiffer och Dalbykalksten). Dessa bergarter tillhör den autoktona delen av fjällkedjan. I ungefär höjd med Östersund, börjar den undre skollberggrunden. Här är bergarterna något yngre och bildades under den mellersta till övre delen av ordovicium. Den undre skollberggrunden sträcker sig från Storsjöområdet till Ström och västerut till Alsen.
När den senaste inlandsisen drog sig tillbaka för drygt 10 000 år sedan lämnade den efter sig stora mängder jord, sten och block. Det material som avsattes direkt av isen kallas för morän vilket är den i särklass vanligaste jordarten i Jämtland. I samband med inlandsisens tillbakadragande bildades den Centraljämtska issjön. Den täckte större delen av Jämtland och gränsade i öst till resterna av inlandsisen och i väst till fjällen. Efter ett par tusen år (ungefär 7 300 före Kristus) bröt allt smältvatten som dämts upp i issjön genom inlandsisens barriär och letade sig ut i Bottenhavet. I resterna av den stora issjön bildades sedan Storsjön, vars närområde är mycket bördigt och lämpar sig väl för jordbruk. Gerard De Geer betecknar händelsen som nollpunkten i hans geologiska tideräkning då istiden definitivt avslutades. I dag brukar dock tillbakadragandet betecknas som slutet av istiden.

### Hydrografi
Ungefär 8 procent av Jämtlands sammanlagda areal består av vatten och landskapet har två större vattendrag, Ljungan och Indalsälven. 
De startar båda i Skanderna och rinner sedan österut genom landet för att slutligen nå Bottenhavet. 

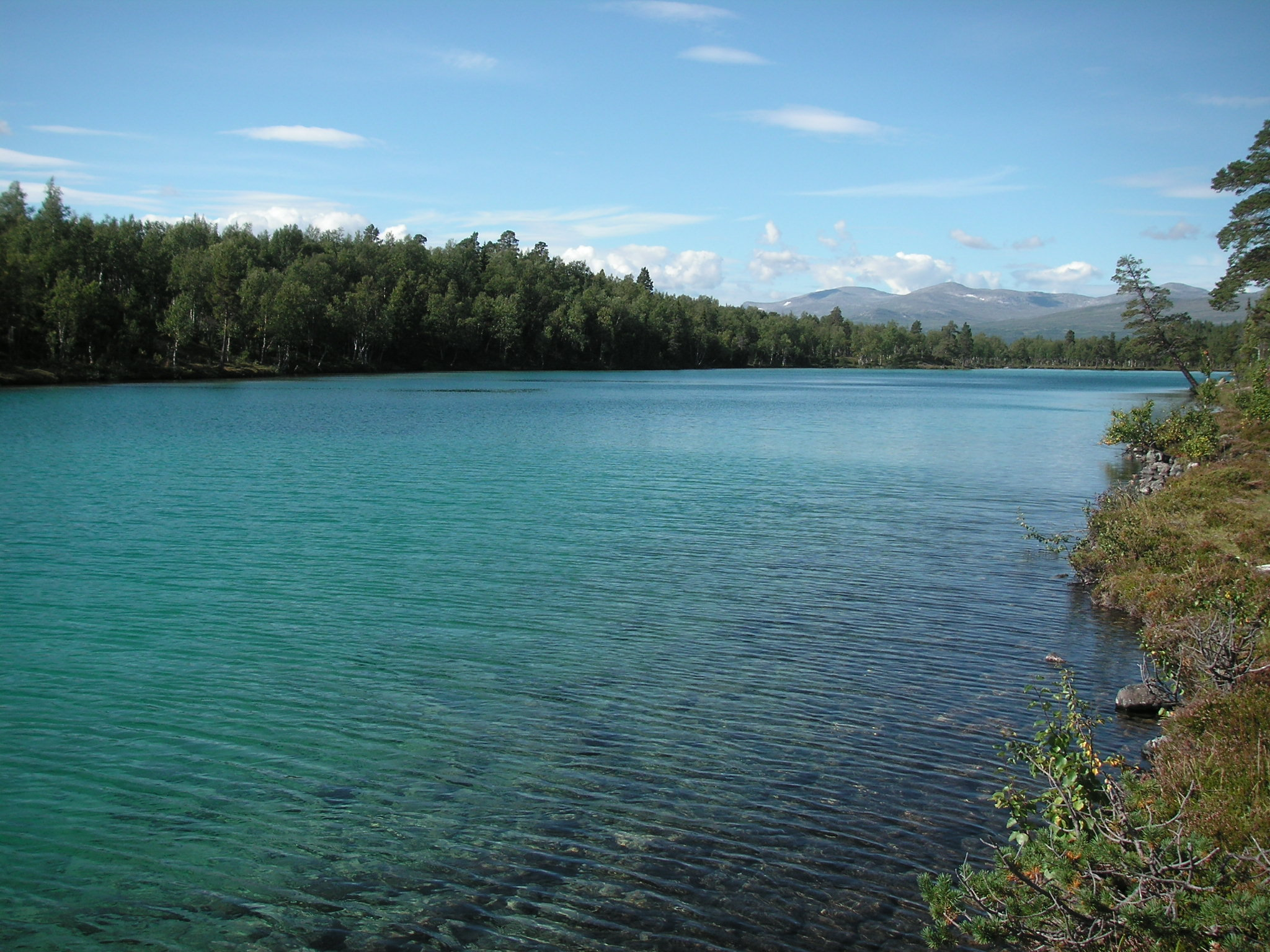
Blanktjärnarna vid Vålådalen.

Vattenytorna befinner sig oftast runt 300 meter över havet. I de nordligaste delarna av landskapet är fjällen runt 900–1 000 meter höga. I dessa områden startar viktiga biflöden till Ångermanälven på olika sidor om Blåsjöfjällen. Den ena på den östra sidan om fjällen genom sjöar som Stor-Jougdan-Storsjouten (443 meter över havet) och vattendrag vidare ned mot Flåsjön (265 m ö.h.) och därefter in i Ångermanland. 

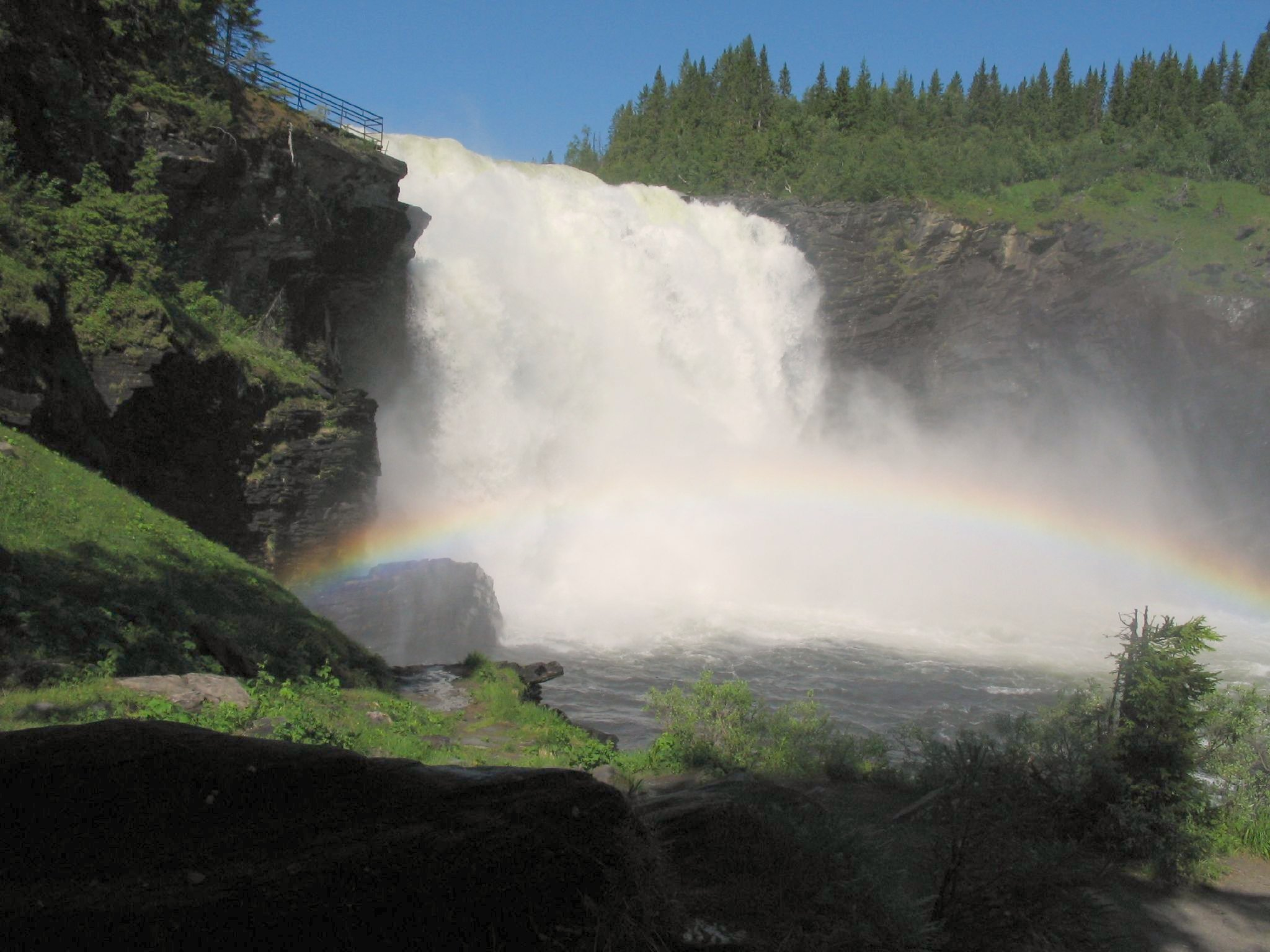
Tännforsen i Västjämtland.

Ett annat vattendrag börjar sin resa mot havet på den västliga sidan om fjällen och flyter igenom sjöar som Stor-Blåsjön (såväl den lilla som den stora, 443 m ö.h.), såväl Stor- som Lill-Jorm, Kvarnbergsvattnet (311 m ö.h.), därefter in i det storslagna vattensystemet Ströms Vattudal (286 m ö.h.) och vidare in i Fångsjön för att sedan rinna ut i Faxälven.
Det största vattendraget, Indalsälven (ibland även benämnd Jämtlandsälven) har ett flertal viktiga biflöden runt om i Jämtland. Från norra Jämtland rinner flera åar som flyter samman och bildar Ammerån. Söder därom rinner Hårkan som startar på den norska sidan av gränsen och flyter genom Hotagen (310 m ö.h.) och vidare söderut genom flera mindre sjöar mot Lit där den mynnar ut i Indalsälven.
Från Offerdals- och Sösjöfjällen rinner biflödet Långan genom Landösjön (331 m ö.h.). I västra Jämtland rinner Indalsälven upp från Torrön (411 m ö.h.), Juvuln och Kallsjön (386 m ö.h.) och söker sig ned till Storsjön genom sjön Liten (318 m ö.h.). Sjöarna Anjan (420 m ö.h.) och Stor-Rensjön avvattnas till Kallsjön och i Liten mynnar tillflödet Enan ut. Enan har ett eget tillflöde Handölan som rinner ut i Ånnsjön (526 m ö.h.) vid Handöl. Enan sammangår därefter med Åreälven som rinner genom Tännsjön och bildar vid sjöns utlopp Tännforsen och fortsätter sedan vidare mot Åresjön. Håckren och Ottsjön med Ristafallet avvattnas också till Liten. De förenade tillflödena rinner ut i Ockesjön, dit även flödena Vålån och Dammån från Oviksfjällen utmynnar. Ockesjön avvattnas till landskapets största, och Sveriges femte största sjö, Storsjön (292 m ö.h.). Storsjön mottar även andra tillflöden såsom vid Ytterån där Näldsjön och Alsensjön utmynnar. Näkten (324 m ö.h.) avvattnas till Storsjön i söder. I norr vid Krokom avvattnas Storsjön och tillsammans med de redan nämnda tillflödena Långan, Hårkan och Ammerån rinner vattnet vidare österut. Vid Storsjöns östligaste del, Brunfloviken ligger den numera avskilda Locknesjön (jämför med engelskans lock, den låsta sjön, 327 m ö.h.) som avrinner i Bodsjön (307 m ö.h.). Från Bodsjön rinner vattnet österut till Revsundssjön (288 m ö.h.) och avrinner genom Gimån och Medelpad till Ljungan.
Ljungan rinner upp nordöst om Helagsfjället och flyter från Härjedalsfjällen via sjöarna Flåsjön, Börtnessjön, Lännässjön, Nästelsjön, Rätanssjön, Handsjön med biflödena Arån, Aloppan och Galån. Dessa vattensystem gör att Jämtland är rikligt bevattnat.

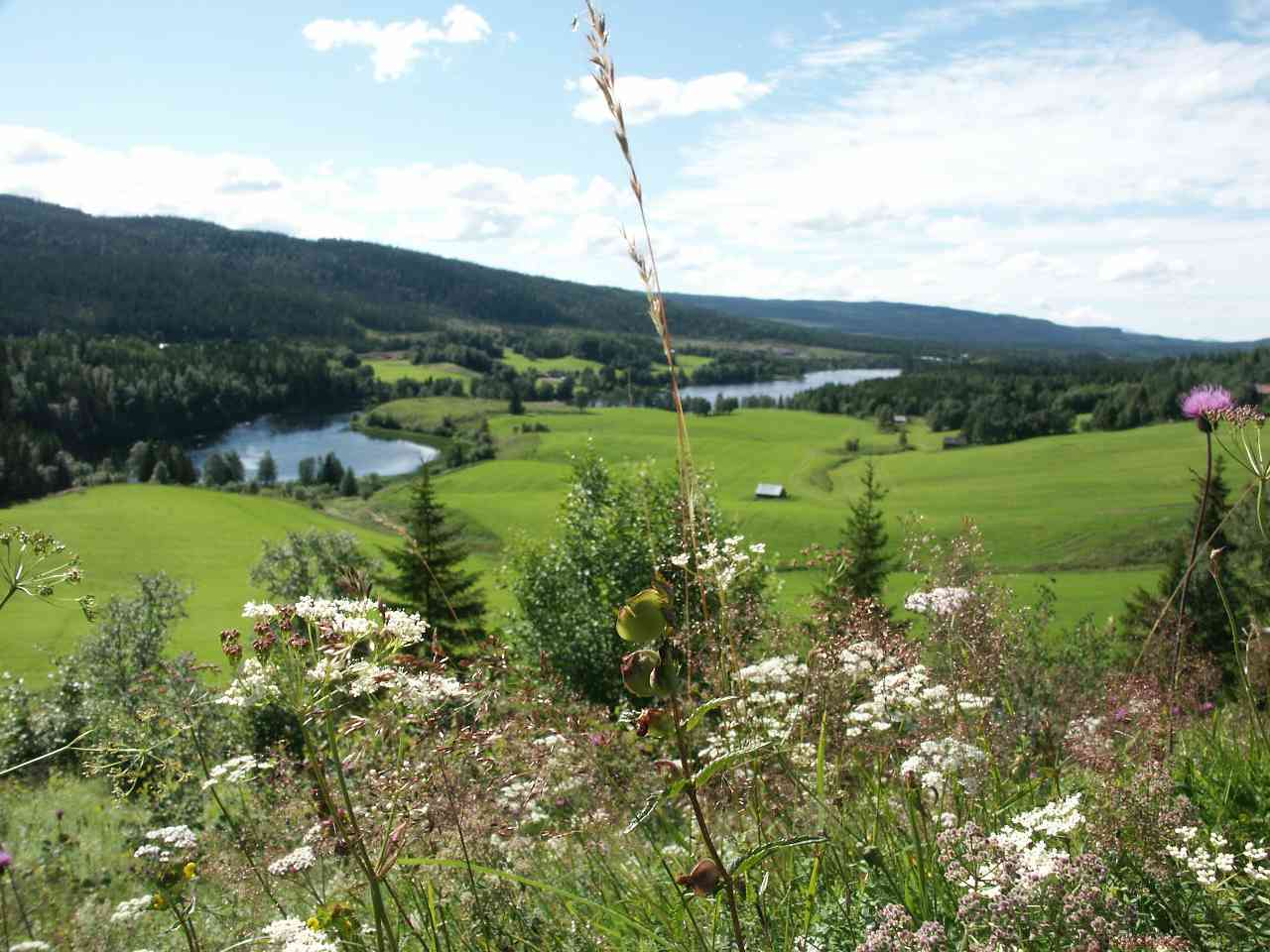
Jämtland under sommaren.

### Klimat
Jämtland har ett tempererat klimat och tillhör den tempererade zonens nordligaste del. Jämtlands klimat påverkas även kraftigt av Norska havet och Atlanten, vilket beror på de många bergspassen i fjällen. I västra Jämtland är milda nederbördsrika vintrar vanliga. Anledningen till det är att varma, fuktiga atlantvindar tränger in från Trondheimsfjorden via låga fjäll och de redan nämnda passagerna. 
I Jämtlandsfjällen är den genomsnittliga nederbörden cirka 1 000 millimeter per år, med Skäckerfjällen som extrem med cirka 1 500 millimeter. På grund av att så stora mängder faller ned i västra Jämtland har östra och centrala Jämtland ett mindre regnunderskott. I Storsjöbygden är årsmängden klart minst med runt 500 millimeter.
I januari månad har således även västra Jämtland de varmaste medeltemperaturerna med omkring minus 7–8 °C i Storlien med omnejd. De kallaste medeltemperaturerna vintertid återfinns i diverse köldhål i landskapets utkanter med en medeltemperatur på omkring minus 11 °C, där Börtnan är allmänt riksbekant för sina låga temperaturer. Under högsommaren brukar östra Jämtland ha de varmaste medeltemperaturerna på omkring plus 14 °C och de västra delarna de kallaste med omkring plus 11 °C. På vissa fjälltoppar i Sylmassivet kan medeltemperaturen emellertid vara så låg som plus 5 °C.

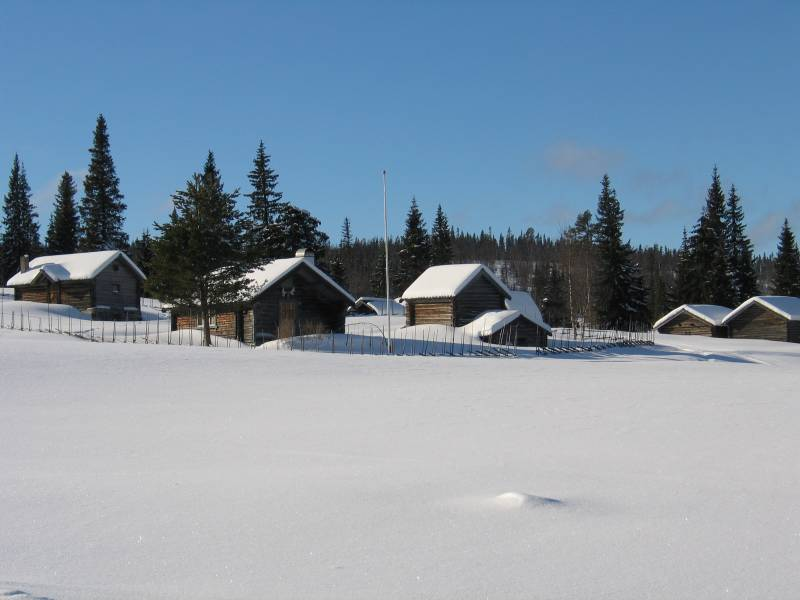
Snön kan vara djup på vissa ställen i Jämtland, som här vid västra Galåbodarna.

Den högsta uppmätta temperaturen i skuggan i Jämtland; plus 34,0 °C, uppmättes den 30 juni 1947 i Bölestrand, en mil utanför Hammarstrand. På samma ställe fyra år senare, den 6 januari 1950 uppmättes Jämtlands lägsta temperatur; minus 45.8 °C. Den högsta nederbörden som uppmätts på ett dygn är 109 millimeter i Bydalen i Oviksfjällen den 21 augusti 1912. Jämtland har även svenskt väderrekord i största nederbördsmängden under en månad någonsin; 429 millimeter i Jormlien, januari 1989. Jämtland har även flera månadsrekord i uppmätt nederbördsmängd som 311 millimeter i Gråsjön februari 1943, 312 millimeter i Gånälven mars 1938, 308 millimeter i Sandnäs april samma år, 278 millimeter i Klövsjö juni 1987, 301 millimeter i Höglekardalen september 1984 och slutligen 373 millimeter i Björkede december 1975. Björkede, Sandnäs, Gånälven och Gråsjön ligger samtliga i det redan nämnda Skäckerfjällsområdet.
På grund av de höga nederbördsmängderna i Västjämtlands fjällvärld har landskapet även stora snödjup vintertid. I nordligaste Jämtland i Leipikvattnet i Frostvikens distrikt uppmätte man den 22 februari 1989 ett snödjup på 278 centimeter. I Skärvången uppmättes den 28 oktober 2006 det högsta snödjupet för oktober månad i hela Sverige med ett djup på 92 centimeter. I Jämtland och framför allt i fjällen är snöstormar vanliga. Den mest kända är den som vid nyår 1718–1719 blåste upp och som kostade många svenska soldater livet. Den högsta uppmätta medelvindhastigheten uppmättes den 5 december 1979 med en hastighet på 55 meter per sekund på Åreskutan. Sommaren 2007 vann Östersund Sveriges solliga med sina 654 soltimmar.
|                                            | Jan | Feb  | Mar | Apr  | Maj  | Jun | Jul  | Aug  | Sep  | Okt  | Nov  | Dec |
| ------------------------------------------ | --- | ---- | --- | ---- | ---- | --- | ---- | ---- | ---- | ---- | ---- | --- |
| Normaldygnets maximitemperaturs medelvärde | −5  | −3   | 0   | 5    | 12   | 16  | 18   | 17   | 12   | 6    | 0    | −3  |
| Normaldygnets minimitemperaturs medelvärde | −10 | −9   | −6  | −2   | 3    | 8   | 10   | 10   | 6    | 2    | −3   | −8  |
|                                            |     |      |     |      |      |     |      |      |      |      |      |     |
| Nederbörd                                  | 19  | 16,3 | 14  | 19,8 | 22,5 | 47  | 60,9 | 48,3 | 33,6 | 24,6 | 19,3 | 18  |

| Diagram | temperaturer i °C • månadsnederbörd i mm | temperaturer i °C • månadsnederbörd i mm | temperaturer i °C • månadsnederbörd i mm | temperaturer i °C • månadsnederbörd i mm | temperaturer i °C • månadsnederbörd i mm | temperaturer i °C • månadsnederbörd i mm | temperaturer i °C • månadsnederbörd i mm | temperaturer i °C • månadsnederbörd i mm | temperaturer i °C • månadsnederbörd i mm | temperaturer i °C • månadsnederbörd i mm | temperaturer i °C • månadsnederbörd i mm | temperaturer i °C • månadsnederbörd i mm |
|         | 19 -5 -10                                | 16 -3 -9                                 | 14 0 -6                                  | 20 5 -2                                  | 23 12 3                                  | 47 16 8                                  | 61 18 10                                 | 48 17 10                                 | 34 12 6                                  | 25 6 2                                   | 19 0 -3                                  | 18 -3 -8                                 |

|                                            | Jan  | Feb  | Mar  | Apr  | Maj  | Jun  | Jul   | Aug  | Sep  | Okt  | Nov  | Dec  |
| ------------------------------------------ | ---- | ---- | ---- | ---- | ---- | ---- | ----- | ---- | ---- | ---- | ---- | ---- |
| Normaldygnets maximitemperaturs medelvärde | −5   | −3   | 2    | 8    | 13   | 18   | 21    | 19   | 14   | 7    | 0    | −4   |
| Normaldygnets minimitemperaturs medelvärde | −11  | −10  | −8   | −3   | 2    | 6    | 10    | 8    | 5    | 0    | −4   | −9   |
|                                            |      |      |      |      |      |      |       |      |      |      |      |      |
| Nederbörd                                  | 40,4 | 27,9 | 22,9 | 36,5 | 39,4 | 61,4 | 114,8 | 86,3 | 40,3 | 38,4 | 40,6 | 36,1 |

| Diagram | temperaturer i °C • månadsnederbörd i mm | temperaturer i °C • månadsnederbörd i mm | temperaturer i °C • månadsnederbörd i mm | temperaturer i °C • månadsnederbörd i mm | temperaturer i °C • månadsnederbörd i mm | temperaturer i °C • månadsnederbörd i mm | temperaturer i °C • månadsnederbörd i mm | temperaturer i °C • månadsnederbörd i mm | temperaturer i °C • månadsnederbörd i mm | temperaturer i °C • månadsnederbörd i mm | temperaturer i °C • månadsnederbörd i mm | temperaturer i °C • månadsnederbörd i mm |
|         | 40 -5 -11                                | 28 -3 -10                                | 23 2 -8                                  | 37 8 -3                                  | 39 13 2                                  | 61 18 6                                  | 115 21 10                                | 86 19 8                                  | 40 14 5                                  | 38 7 0                                   | 41 0 -4                                  | 36 -4 -9                                 |

|                                            | Jan  | Feb  | Mar  | Apr  | Maj  | Jun | Jul  | Aug  | Sep  | Okt  | Nov  | Dec  |
| ------------------------------------------ | ---- | ---- | ---- | ---- | ---- | --- | ---- | ---- | ---- | ---- | ---- | ---- |
| Normaldygnets maximitemperaturs medelvärde | −6   | −5   | −1   | 5    | 11   | 15  | 18   | 16   | 11   | 5    | −1   | −4   |
| Normaldygnets minimitemperaturs medelvärde | −11  | −10  | −8   | −3   | 1    | 6   | 9    | 8    | 4    | 0    | −4   | −8   |
|                                            |      |      |      |      |      |     |      |      |      |      |      |      |
| Nederbörd                                  | 68,9 | 60,2 | 41,7 | 32,2 | 29,9 | 54  | 75,5 | 64,5 | 48,5 | 47,8 | 45,6 | 56,6 |

| Diagram | temperaturer i °C • månadsnederbörd i mm | temperaturer i °C • månadsnederbörd i mm | temperaturer i °C • månadsnederbörd i mm | temperaturer i °C • månadsnederbörd i mm | temperaturer i °C • månadsnederbörd i mm | temperaturer i °C • månadsnederbörd i mm | temperaturer i °C • månadsnederbörd i mm | temperaturer i °C • månadsnederbörd i mm | temperaturer i °C • månadsnederbörd i mm | temperaturer i °C • månadsnederbörd i mm | temperaturer i °C • månadsnederbörd i mm | temperaturer i °C • månadsnederbörd i mm |
|         | 69 -6 -11                                | 60 -5 -10                                | 42 -1 -8                                 | 32 5 -3                                  | 30 11 1                                  | 54 15 6                                  | 76 18 9                                  | 65 16 8                                  | 49 11 4                                  | 48 5 0                                   | 46 -1 -4                                 | 57 -4 -8                                 |

### Växt- och djurliv

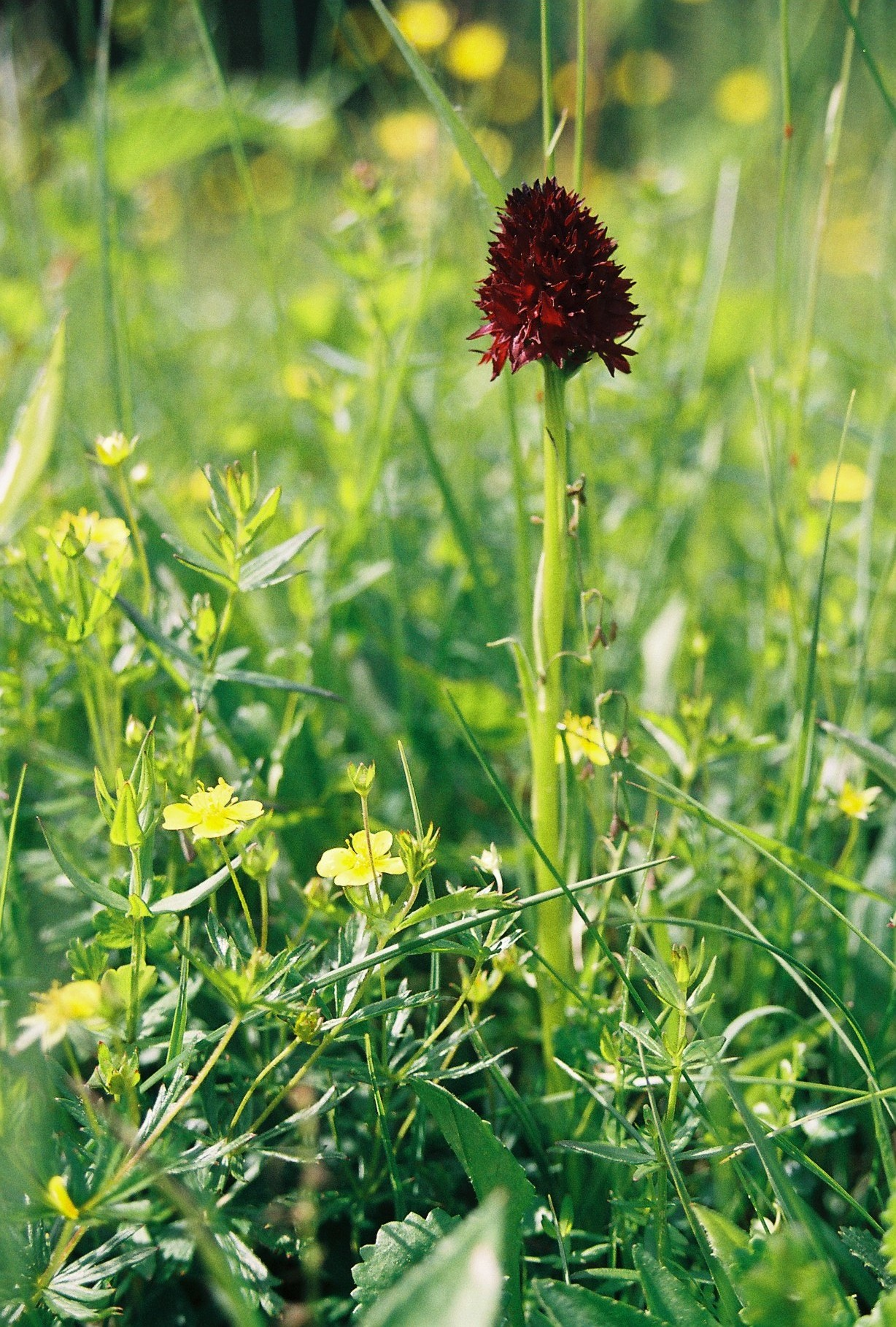
Brunkullan är Jämtlands landskapsblomma.

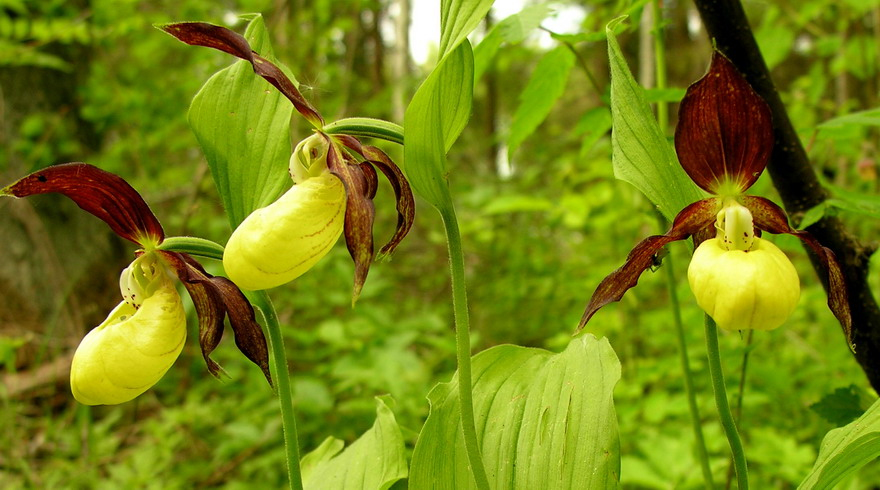
Guckusko (gauksko på jämtska) är en av Jämtlands orkidéer.

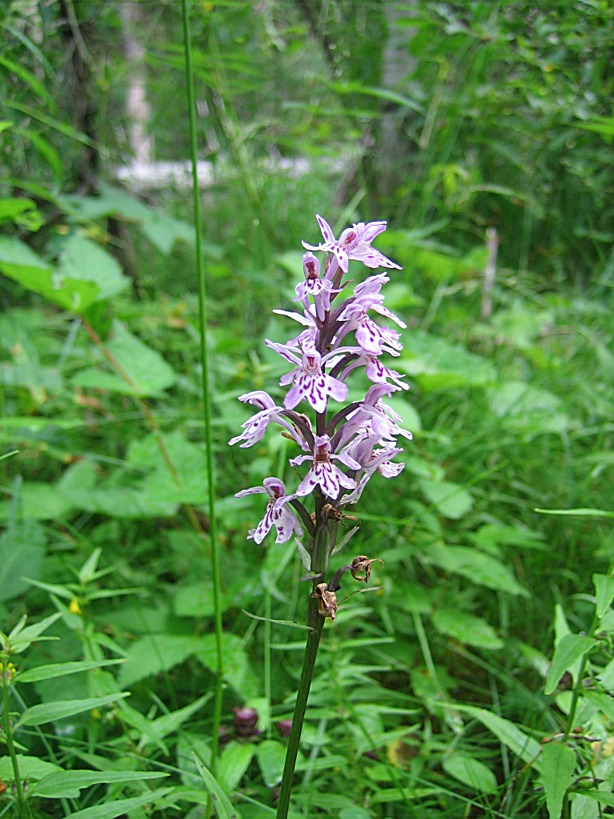
Jungfru Marie Nycklar.

Den jämtska floran präglas starkt av barrskog, det vill säga tall och gran. Granen är den vanligaste av dem båda och nordvästra Jämtland är, tillsammans med områden i södra Lappland, den grantätaste regionen i hela Sverige. Där över 60 procent av den totala barrskogen består av gran. 
I Jämtland har man funnit fler än 2 300 rikkärr, det vill säga mineralnäringsrika kärr (våtmarker) med högt pH. Dessa kärr upptar en yta på 55 000 hektar. 400 av kärren är kalkkärr och över 500 växtarter har lokaliserats. Tack vare den kalkrika jorden har Jämtland Europas största koncentration av kalkkärr, vilket har givit uppkomst till ett flertal kalkberoende växter, såsom orkidéer.
Jämtlands landskapsblomma, brunkullan, är en sådan och återfinns på få andra ställen än i landskapet och i Alperna. Sammanlagt finns det runt 19 olika orkidéer i Jämtland, förutom den redan nämnda brunkullan påträffas bland annat guckusko, flugblomster, Jungfru Marie Nycklar, norna, skogsfru och korallrot i landskapet. Andra växter som är beroende av en kalkrik jordmån är axag, glansvide, jämtstarr, huvudstarr, hårstarr och mossor som svartknoppsmossa, klotuffmossa, kalkkällmossa, nordtuffmossa och Jämtlands landskapsmossa; piprensarmossa. Omkring 60–70 växtarter som förekommer i Jämtland är fridlysta.
I landskapet finns även flera olika bärsorter såsom mylta (hjortron), blåbär och lingon.

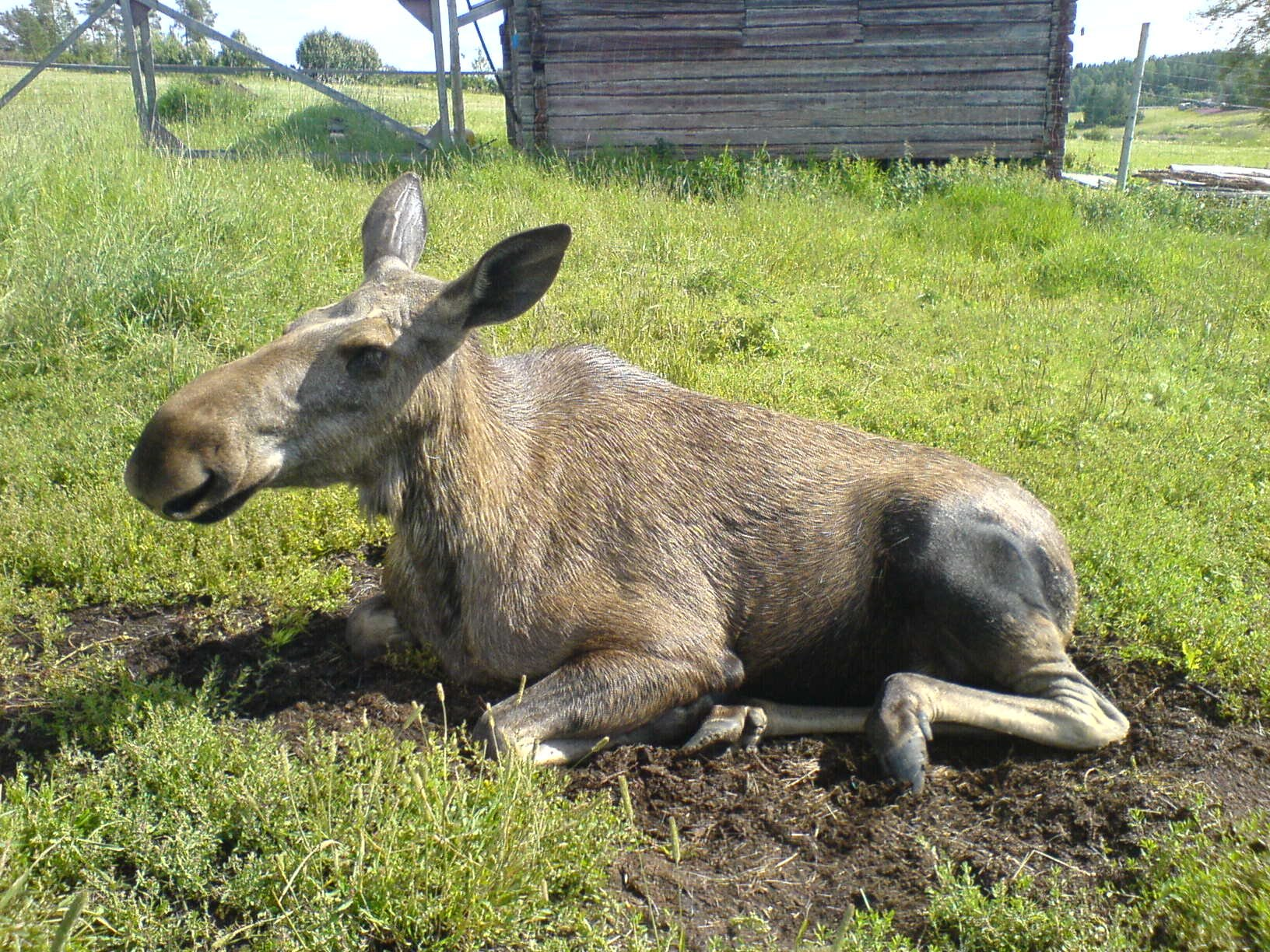
En jämtsk älg från Moose Garden i Orrviken. Älgen är Jämtlands landskapsdjur.

Den jämtska faunan är mycket rik på grund av den stora variationen av naturtyper. Det djur som främst förknippas med Jämtland är dess landskapsdjur, älgen, som i dialekt kort och gott benämns "djur". Älgen återfinns runt om i hela Jämtland men i mindre omfattning i Västjämtlands fjällvärld och i norra Jämtland. I norra Jämtland finns emellertid en av landets största björnstammar. Brunbjörnen påträffas även i övriga Jämtland där den är avsevärt mindre med undantag för den stam som återfinns i södra Jämtland på gränsen till Härjedalen. Lodjur är ett annat vanligt förekommande rovdjur med utbredning i stort sett hela Jämtland. Järv förekommer också, främst i fjällvärlden tillsammans med fjällräv där den senare har blivit mindre vanligt förekommande. Jämtland har till och från haft varg i landskapet men djuret är sedan 1940-talet sällsynt. En flock bildades dock i Gillhov på 1990-talet (vars föryngring gjorde att den skandinaviska vargstammens tillväxt tog fart), men numera finns inga vargrevir i landskapet. Jämtland har även en större rovfågel, närmare bestämt kungsörn.
Bäverstammen är relativt god i Jämtland och det var just här som den sista svenska bävern sköts 1871, närmare bestämt vid Bjurälven (det jämtska ordet för bäver är just bjur eller björ) i norra Jämtland. Det var även i Jämtland som norsk bäver inplanterades 1922. Bland de små däggdjur som finns i Jämtland är taiganäbbmus och buskmus två arter som är relativt ovanliga på annat håll. I Jämtland finns även fjällämmeln som vissa år, så kallade lämmelår, kan uppträda i mycket stora antal.

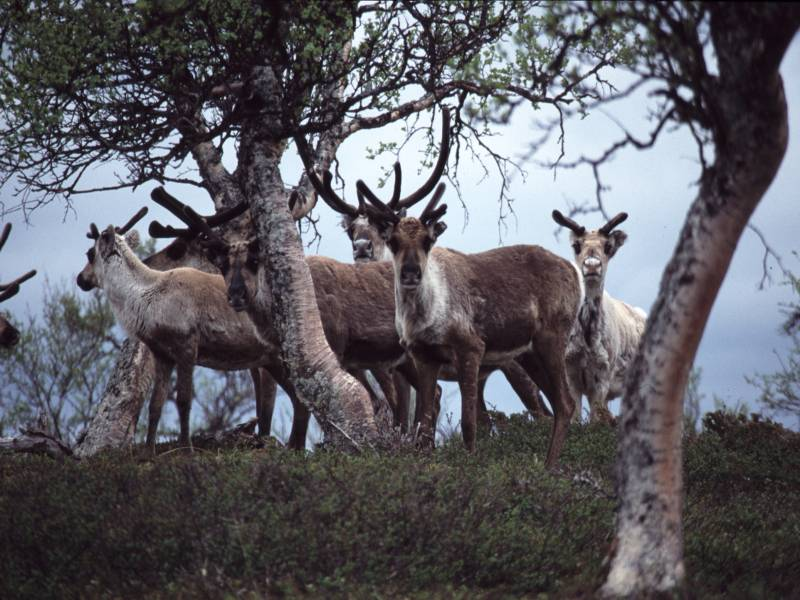
Renar i Glen, västra Jämtland.

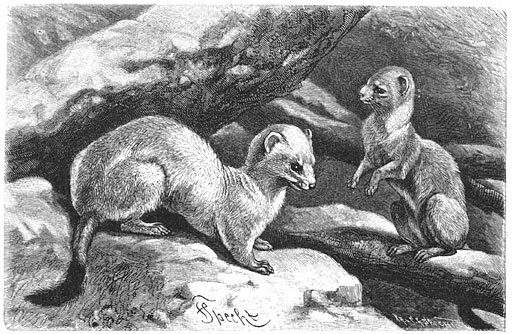
Hermeliner och andra mårddjur har varit eftertraktade för sin päls.

Runt om i Jämtland finns diverse mårddjur. Den redan nämna järven finns i fjällområdet, utterns utbredning är jämn och sammanhängande och påträffas vid ett flertal vattendrag, småvessla och snövessla finns, likväl som utplanterade, förrymda eller frisläppta minkar. I Jämtland finns även skogsmård och hermelin. Dessa djur har ofta jagats för deras värdefulla päls. I Jämtland rör det sig om framför allt hermelin som vid ett tillfälle även användes för att försöka förmå en länsherre att avvärja det som kom att bli nordiska sjuårskriget, då Jämtland var ockuperat i flera år av Sverige.
Bland hjortdjuren är som redan nämnt älg allmän. I övrigt påträffas rådjur, kronhjort och ren, i form av samiska renhjordar eller förvildade tamrenar.
Landskapet har åtta kända arter av grod- och kräldjur, som till exempel huggorm och mindre vattensalamander.
Bland Jämtlands fiskarter påträffas främst landskapsfisken öring tillsammans med sik, harr, abborre, gädda röding och lake. Lax fanns tidigare i rikligt bestånd i främst Indalsälven, men vattenkraftsutbyggnader satte stopp för dess vandringar. Fors i östra Jämtland har genom historien varit känt för sitt laxfiske. Den har senare inplanterats i till exempel Storsjön.
I Jämtland har man observerat omkring 250 olika fågelarter. Arterna skiftar i förekomst, fjällarter som till exempel blåhake, fjällabb, fjällpipare, fjällripa, lappsparv och snösparv finns i fjällen och skogsarter som järpe, orre, tjäder, lavskrika med flera återfinns i skogen. Samtliga av Sveriges ugglor bortsett från två stycken förekommer i landskapet och hökugglan är Jämtlands landskapsfågel.
Jämtland har en rad större fågelsjöar, där Ånnsjön är den mest betydande.

## Styre och politik
Sveriges landskap har inte längre någon officiell administrativ funktion. De har dock fortfarande vissa officiella drag.

### Administrativ indelning

#### Indelningar före 1640

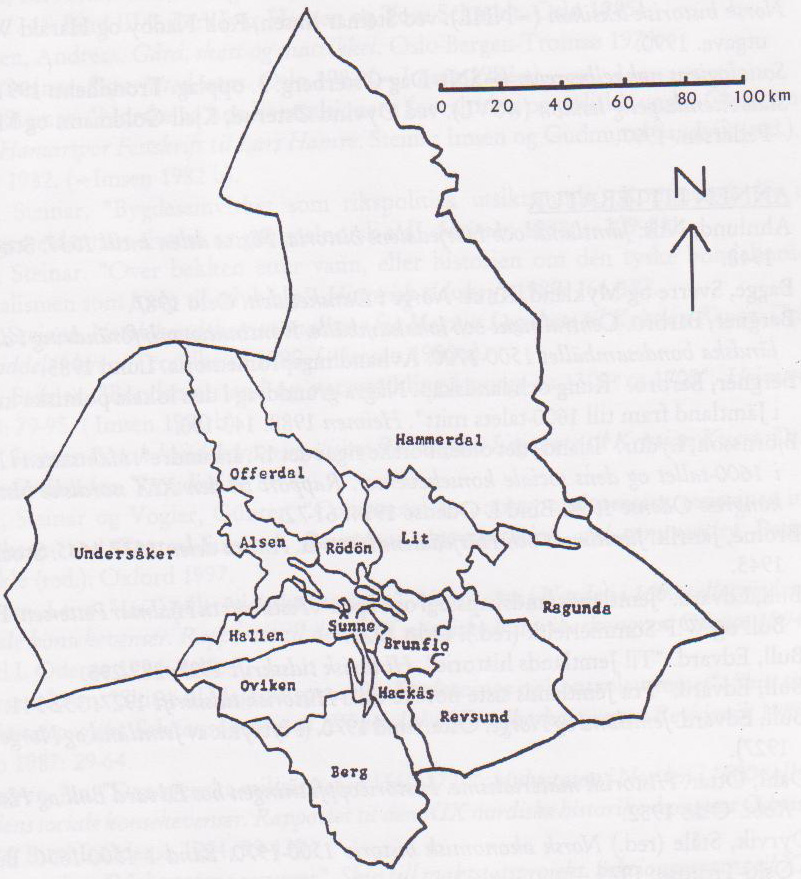
Jämtlands tingslag från 1600-talet.

Jämtland delades ursprungligen likt Island in i fjärdingar, liknande häradsindelningen i Danmark, Sverige och södra Norge. Precis som på Island så benämndes de efter väderstreck. Exakt hur gränserna för fjärdingarna såg ut vet man inte, däremot så antas samtliga fyra nå Storsjön. Den östra delen vid Brunflo, den västra delen vid Trångsviken och bort mot Rödön samt den södra delen till Oviken och Hackås. Den norra delen antas ha gått över Storsjön från Ås och Ope genom Storsjöns alla öar inklusive områdena kring Hallen och Marby bort mot Oviksfjällen.
Fjärdingarna utgjorde mindre administrativa områden inom något som kan liknas med en lagsaga och hade egna ting parallellt med det gemensamma alltinget på Frösön (se ovan). Lagen som gällde var Jämtlandslagen, i äldre brev talas det även om en speciell lagbok – Jamskre loghbok. Den jämtska lagen skilde sig emellertid inte mycket från frostatingslagen som gällde i Tröndelag. När Magnus Lagaböter (han som botar lagar) blev kung av Norge instiftade han en landslag för hela Norge 1276, men Jämtland omfattades inte av den. Tidigast år 1364 och senast i mitten av 1500-talet appliceras den på Jämtland. Fjärdingsindelningen övergick på 1500-talet i en indelning i tingslag, något tidigare hade Jämtland även fått ett eget lagting.
Kyrkligt hörde Jämtland till Uppsala stift även när landskapet tillhörde Norge.
Det finns även en historisk geografisk indelning av Jämtland på jämtska. Ett område benämns Nol i bygdom (nord i bygderna) och omfattar bygderna från Lit och Hammerdal och vidare norrut. Sö i bygdom (söder i bygderna) eller sunna sjön (söder om Storsjön) omfattar Sunne, Berg och Oviken samt Hackås med Näs. Opp i lännan (upp i landet) omfattar västra Jämtland, Undersåker och Offerdal med omnejd.  Öst i bygdom (även ust, äst, åst, ast och så vidare istället för öst) för östra Jämtland, det vill säga Brunflo ned mot Revsund, Bodsjö och österut mot Ragunda. Fram på lännan (fram på landet), även in på lännan (in på landet) omfattar bygderna i centrala Jämtland, det vill säga Storsjöbygden med närliggande områden. En person från detta område benämns framlänning.

#### Indelningar från 1640-talet och framåt
I huvudsak bildades socknar under medeltiden. Östra Jämtland delades 16 socknar. Dessa var Fors socken, Hällesjö socken, Håsjö socken, Ragunda socken, Borgvattnets socken  (bildad 1781 ur bland andra Hammerdals socken), Stuguns socken, Bodsjö socken, Bräcke socken, Nyhems socken (bildad 1891 genom utbrytning ur Revsunds socken), Revsunds socken (varur 1891 utbröts Nyhems socken), Sundsjö socken, Brunflo socken, Lockne socken, Marieby socken, Hackås socken och Näs socken.
Norra Jämtland delades in i 15 socknar. Dessa var Föllinge socken (varur utbröts 1842 Frostvikens socken, 1846/1901 Hotagen socken, 1887/1890 Laxsjö socken), Hotagens socken (bildad 1846/1901 genom utbrytning ur Föllinge socken), Häggenås socken, Kyrkås socken, Laxsjö socken (bildad 1887/1890 genom utbrytning ur Föllinge socken), Lits socken, Aspås socken, Näskotts socken, Rödöns socken, Ås socken, Hammerdals socken (varur utbröts 1781 Borgvattnets socken och 1893 Gåxsjö socken), Gåxsjö socken (bildad 1893 ur Hammerdals socken), Ströms socken (varur 1808 Alanäs socken utbröts), Alanäs socken (bildades 1808 ur Ströms socken) och Frostvikens socken (bildad 1842 ur Föllinge socken).
Västra Jämtland delades in 14 socknar. Dessa var Frösö socken (från 1948 Frösö köping), Hallens socken, Marby socken, Myssjö socken, Norderöns socken, Ovikens socken, Sunne socken, Alsens socken, Kalls socken, Mattmars socken, Mörsils socken, Offerdals socken, Undersåkers socken och Åre socken.
Södra Jämtland delades in i fyra socknar; Bergs socken (varur utbröts 1764/1888 Åsarne socken), Åsarne socken (bildad 1764/1888 ur Bergs socken), Klövsjö socken och Rätans socken.
Utanför socknarna och med egen jurisdiktion fanns Östersunds stad från 1786 med Östersunds rådhusrätt till 1971. 

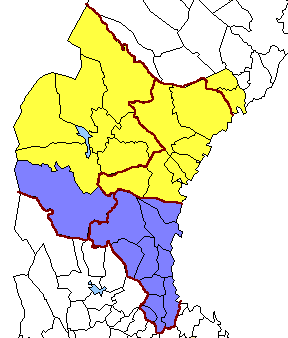
1645 bildades Hudiksvalls län (blått) och Härnösands län (gult). Dessa sammanslogs 1654 till Västernorrlands län (både gult och blått), som 1762 delades i Gävleborgs län (blått) och Västernorrlands län (gult). Dagens länsgränser kan ses i rött.

#### Län
Jämtland blev en svensk provins genom freden i Brömsebro och från den 6 september 1645 hörde det till Härnösands län som den 13 mars 1654 uppgick i Västernorrlands län. Mellan 1658 och 1660 ingick Jämtland i det nya svenska länet Trondheims län. Jämtlands län bildades den 7 maj 1810 för landskapen Jämtland och Härjedalen genom en utbrytning ur Västernorrlands län.
En liten del i norra Jämtland hör sedan 1970-talet till Västerbottens län samt Turingsbyarna som hör till Västernorrlands län sedan 1891.

#### Fögderier
Socknarna i hela Jämtland hörde till 1810 till Jämtlands fögderi.
Mellan 1810 och 1884 fanns två fögderier , Jämtlands norra fögeri och Jämtlands södra fögderi.
Jämtlands norra fögderi var för socknarna i östra Jämtland (förutom Hackås och Näs socknar (Näs dock till detta fögderi till 1862)) och socknarna i norra Jämtland (förutom Rödöns, Aspås, Ås) medan Jämtlands södra fögderi var för socknarna i södra och västra Jämtland samt några socknar i östra Jämtland (Hackås och Näs socknar (Näs dock bara från 1862)) och för några i norra Jämtland (Rödöns, Aspås och Ås socknar) 
Mellan 1884 och 1971 fanns fyra fögderier. Jämtland östra fögderi, Jämtlands norra fögderi, Jämtlands västra fögderi och Jämtlands södra fögderi.
Jämtlands östra fögderi var för socknarna i östra Jämtland. Jämtlands norra fögderi var för socknarna i norra Jämtland (dock endast till 1946: Rödöns, Näskotts, Aspås och Ås socknar till 1946), Jämtlands västra fögderi var för socknarna i västra Jämtland (till 1946 för Norderö, Hallen, Marby, Ovikens och Myssjö socknar) samt från 1946 några från norra Jämtland:  Rödöns , Näskotts, Aspås och Ås socknar och Jämtlands södra fögderi var för socknarna i södra Jämtland och från 1946 några från västra Jämtland (Norderö, Hallen, Marby, Ovikens och Myssjö socknar)
Från 1971 till 1991 fanns Östersunds fögderi för socknarna i hela Jämtland.

#### Lagsaga, domsagor och tingsrätter
Jämtland ingick sedan landskapet överförts till Sverige 1645 i Norrlands lagsaga. 1718–1719 ingick området i Jämtlands läns lagsaga, för att från 1720 ingå i Västernorrlands lagsaga tills denna avskaffades 1849. 
Först 1671 inrättades häradsrätter i området som då delades in i tingslag och domsagor.
Från 1671 till 1812 tillhörde hela Jämtland med Härjedalen en domsaga, Jämtlands domsaga. Från början fanns det i domsagan 17 tingslag som 1679 reducerades till 15 och 1729 till 14.
Från 1812 till 1879 fanns domsagorna Norra Jämtlands domsaga, med sju tingslag, för socknarna i östra Jämtland och norra Jämtland och några i västra Jämtland (Offerdal, Alsens och Mattmars socknar), samt Södra Jämtlands domsaga, först med sju tingslag vilka 1876 utökades till åtta, för socknarna i västra Jämtland, förutom Offerdals, Alsens och Mattmars socknar, och södra Jämtland.
Från 1879 till 1971 fanns Jämtlands östra domsaga för socknarna i östra Jämtland, Jämtlands norra domsaga för socknarna i norra Jämtland Jämtlands västra domsaga för socknarna i västra Jämtland samt Härjedalens domsaga för socknarna i södra Jämtland.
Vid tingsrättsreformen 1971 bildades Östersunds tingsrätt, Jämtbygdens tingsrätt och Svegs tingsrätt med varsin domsaga. Jamtbygdens tingsrätt och domsaga och Svegs tingsrätt och domsaga uppgick därefter i Östersunds tingsrätt och domsaga år 1982 respektive 2004.

#### Kommuner 1952–1970

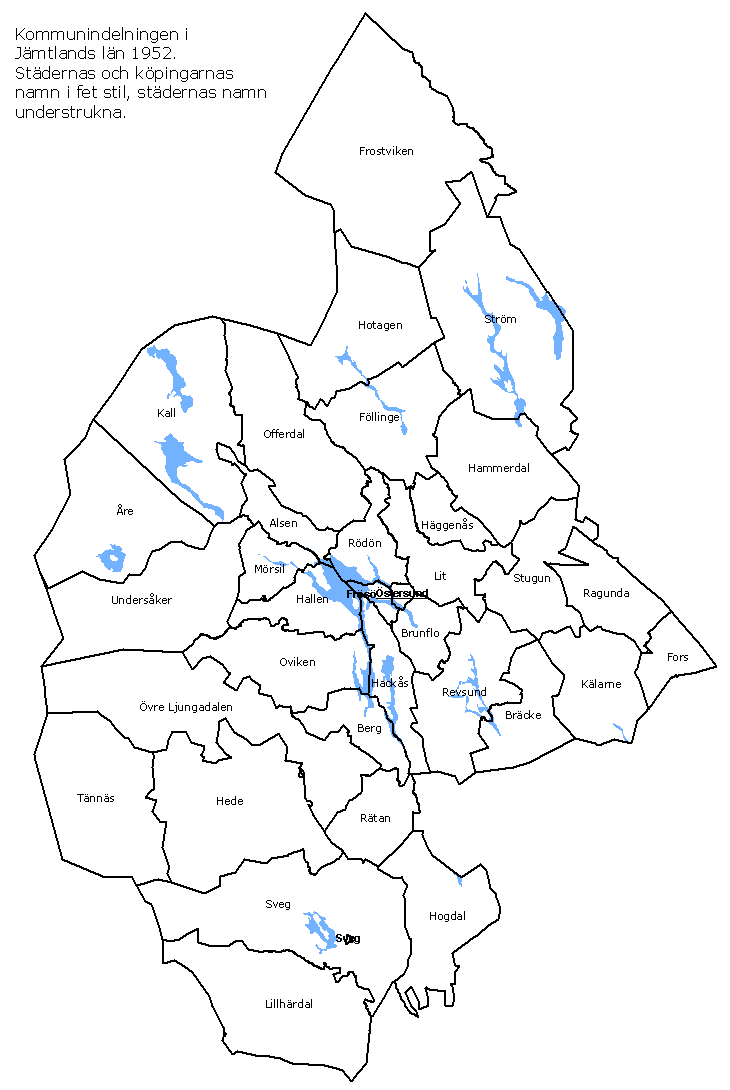
Kommunindelningen i Jämtlands län 1952. Notera att länsgränsen har ändrats sedan dess. Jämtlands län har mottagit Fjällsjö och Tåsjö dåvarande landskommuner från Västernorrlands län. Vidare har en del mindre justeringar skett av länsgränsen mellan Jämtlands län och Kopparbergs län (idag Dalarnas län).

Jämtlands bestod efter kommunreformen 1952 av 29 kommuner, varav en stad, en köping och 27 landskommuner.
Städer (1): Östersunds stad
Köpingar (1): Frösö köping
Landskommuner (27): Alsens landskommun, Bergs landskommun, Brunflo landskommun, Bräcke landskommun, Fors landskommun, Frostvikens landskommun, Föllinge landskommun, Hackås landskommun, Hallens landskommun, Hammerdals landskommun, Hotagens landskommun, Häggenås landskommun, Kalls landskommun, Kälarne landskommun, Lits landskommun, Mörsils landskommun, Offerdals landskommun, Ovikens landskommun, Ragunda landskommun, Revsunds landskommun, Rätans landskommun, Rödöns landskommun, Ströms landskommun, Stuguns landskommun, Undersåkers landskommun, Åre landskommun och Övre Ljungadalens landskommun.
Under åren mellan 1952 och 1970 genomfördes vissa administrativa förändringar. Den 1 januari 1963 uppgick Häggenås landskommun i Lits landskommun och den 1 januari 1969 uppgick Hotagens landskommun i Föllinge landskommun.

#### Kommuner från 1971
Landskapet består sedan 1971 av följande kommuner:Bergs kommun, Åre kommun, Krokoms kommun, Strömsunds kommun, Östersunds kommun, 
Bräcke kommun och Ragunda kommun.
Den obefolkade delen i norra Jämtland ingår i Dorotea kommun och Turingsbyarna är en del av Ånge kommun.

### Republiken Jamtland

De förenade republikerna Jamtland, Herjeådalen och Ravunds flagga, designad av Kent Backman och Bo Oscarsson. Det blåa fältet symboliserar Jämtlands blåa himmel.

Jämtland kom i hög grad att påverkas av den på 1950-talet förda politiken i allmänhet och Rehn–Meidner-modellen och solidarisk lönepolitik i synnerhet. Jämtland hade en mycket hög andel av befolkningen sysselsatt i lantbruk och saknade i stort sett nästan helt industrier. När företag inom de här näringarna slogs ut kom Jämtland att avfolkas. I takt med det ökade missnöjet mot regeringens så kallade "flyttlasspolitik". Oppositionen tog sig lite olika uttryck, och ett av dem var bildandet av Republiken Jemtland (den äldre svenska stavningen användes) 1963 då Yngve Gamlin utropade sig till president och grundade Storsjöyran som frihetsfest samma år. Däremot var den tändande gnistan för bildandet en statlig utredning som tillsattes för att se över möjligheterna att slå ihop Jämtlands län med Västernorrlands.
Storsjöyran var dock inte enbart en manifestation mot överheten, utan den hade även ett syfte om att sprida glädje och tro på den egna kraften. Gamlin träffade 1967 Tage Erlander på Harpsund. Under besöket stal Gamlin bottenpluggen ur Harpsundsekan, något som fick stor medial uppmärksamhet. Det var i samband med detta som konceptet om en republik inom konungariket växte och fick en central roll inom rörelsen för att symbolisera "kampen mot storsvensken", emellertid rör det sig inte om en riktig republik och någon verklig separatiströrelse är det inte tal om.
Republiken Jamtland är ett humoristiskt kultur- och marknadsföringsprojekt och konceptet med en republik åsyftar tiden ~900–1178 då Jämtland var en självstyrande bonderepublik med alltinget Jamtamot. Kontinuiteten från Jamtamot är i och med Jämtlands landsjämnadsting och Jämtlands läns landsting fortfarande obruten. Moltas Erikson blev republikens andra president då Storsjöyran nystartades 1983 och beskrev då Republiken med orden "Republiken är 51 procent skämt och 49 procent allvar". Den skämtsamma delen märks bland annat i frihetsarmén JRA, vilket betyder Jämtländska Republikanska Armén. När Eriksson gick bort år 1988 tog härjedalingen Ewert Ljusberg över rollen som republikens president och lanserade Jamtelagen (i kontrast mot Jantelagen). Ända sedan Ljusberg tog över har de politiska budskapen i presidenttalet tonats ned, även om presidenten i sina tal fortfarande agiterar mot "storsvensken", Sveriges regering och nu på senare tid även EU och EMU. Samtidigt har de humoristiska budskapen tonats upp. Storsjöyran hålls varje år den sista helgen i juli i Östersund och är den äldsta stadsfestivalen i Sverige och en av de största i hela Skandinavien. Presidenten håller alltid vid midnatt den sista lördagen i juli ett sedvanligt tal där hela publiken stämmer in i rop som "Jamtland Jamtland jamt å ständut!" (Jämtland Jämtland jämt och ständigt). Efter talet sjöngs Jämtlandssången en gammal jämtsk brudmarsch textsatt av Peterson-Berger, Jämtlands landskapssång och republikens nationalsång, vars sista verser (på de båda versionerna) lyder som följer: 
| Fagert är landet som blev vår lott och arvedel Så firom dess fägring nu med sång och stråkars spel Så tändom ånyo det hopp som våra fäder närt För slit och mödor av fröjd och sol ett mått oss beskärt. Svensk version | Fejen så sjong ma att Jamtland de e lanne vårt I tusen år ha ma hadd'e, håll'e därför hårt. Ler ta den friheit som fedran ein gång at oss ga! Hen ske ma lava å minnes allt, som fedran oss sa. Jämtsk version |

## Ekonomi och infrastruktur

### Näringsliv

#### Jord-, skogsbruk och fiske
Kulturen i Jämtland är färgad av de historiska mänskliga stadierna som jägarstadiet, herdestadiet, bondestadiet och det bekväma och teknologiska stadium som nu råder. Rester från jägarstadiet är framför allt jakten. För många jämtar är älgjakten närmast att likna en högtid idag, förr bedrevs jakten ofta vintertid på skidor. Som lojal kompanjon hade jägarfolket med sig hundar, dagens jämthund är en kvarleva från den tiden.

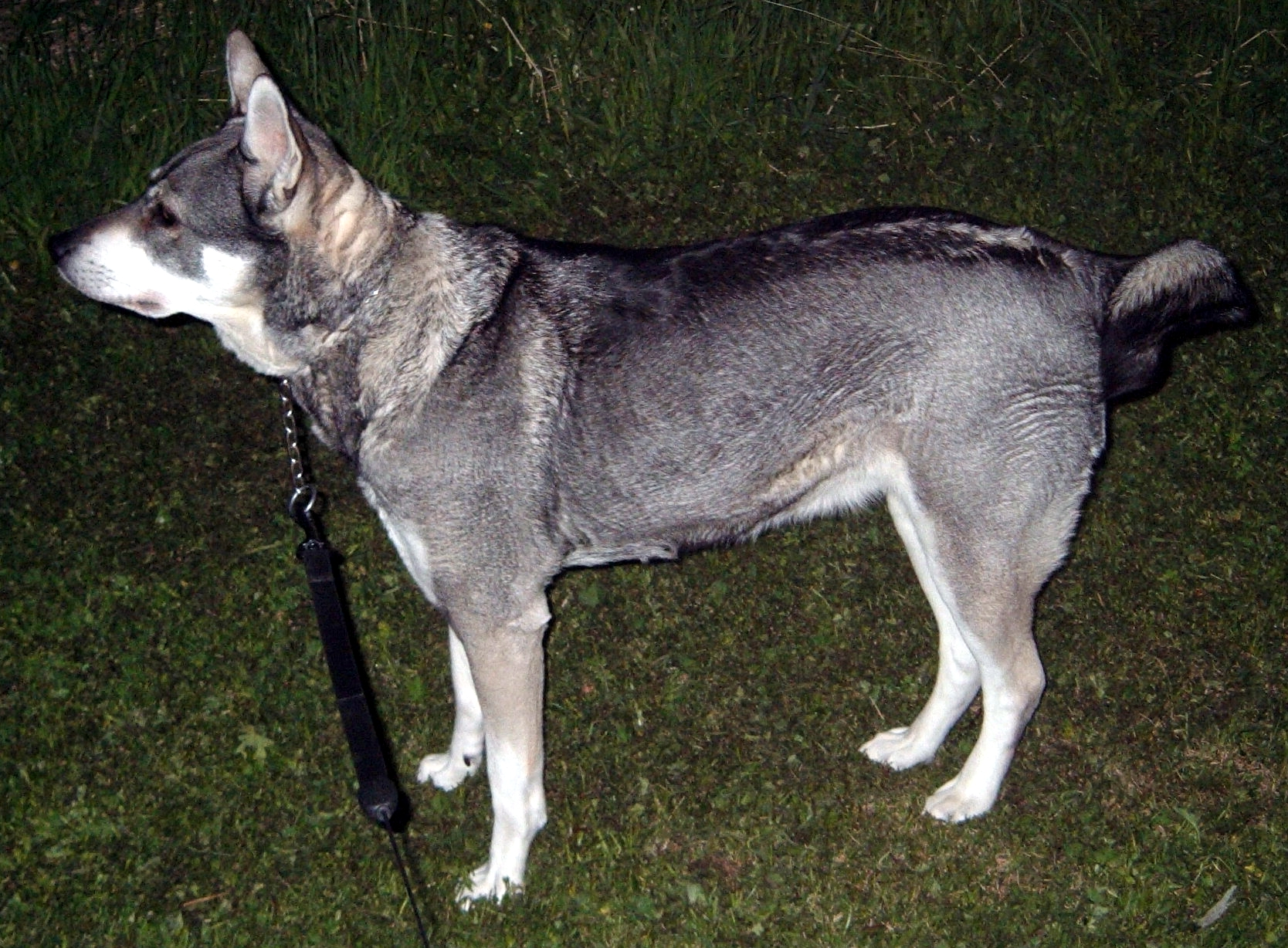
Jämthunden, Jämtlands egen hundras.

Resterna från herdekulturen är desto fler. Synen på skogen som ett skafferi, området där fän hölls från maj till september vaktade av butöusan (fäbodjäntor) och gjetaran (vallpojkar).

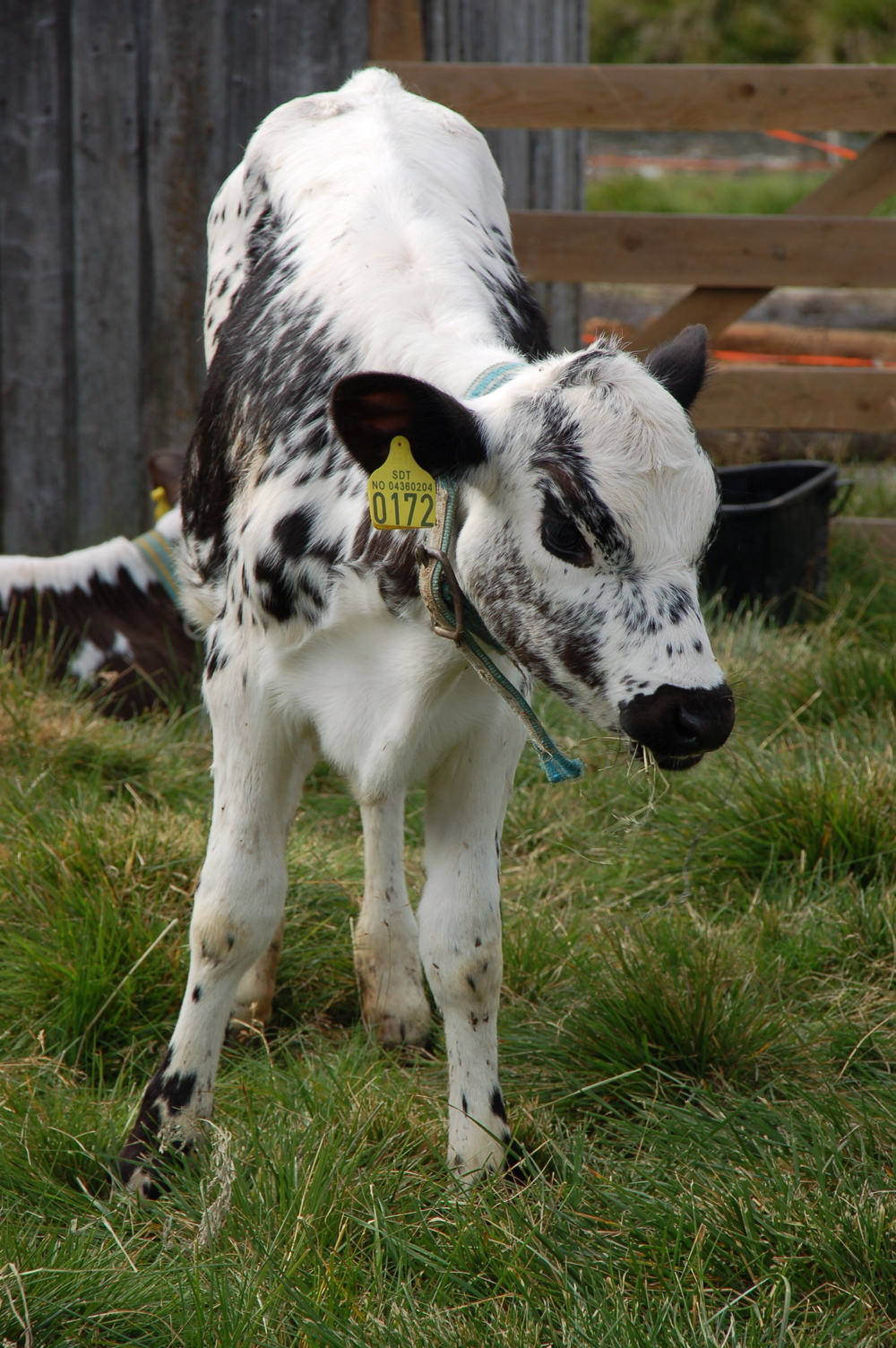
Fjällko från Hedmark i Norge.

Traditionen med fäboddrift levde vidare i Jämtland ända in på 1950-talet men har därefter blivit ovanligt. Bland djuren som användes utmärker sig kynnan (fjällkorna), en alert och egensinnig vit koras utan horn. 
Fäbodkulturen har även gjort avtryck i dialekten, mannens bröstvårta benämns bockjen (bocken) och kvinnans benämns geita (geten).
Med bondestadiet kom ett mera utpräglat samhälle som samexisterade och absorberade de tidigare stadierna inom sig. Handeln blev ännu viktigare, en politisk institution kom till, samma institution som fortfarande är högsta folkvalda instans i landskapet. Landskapet fick ett namn som fortfarande används och en viss skiktning skedde mellan människor. Jämtland kom emellertid aldrig att få någon adel, det närmsta är starka bondesläkter som till exempel Skånke och Blix.

## Befolkning

### Befolkningsutveckling
| Befolkningsutveckling i Jämtland 1910–2020     | Befolkningsutveckling i Jämtland 1910–2020 | Befolkningsutveckling i Jämtland 1910–2020 | Befolkningsutveckling i Jämtland 1910–2020 | Befolkningsutveckling i Jämtland 1910–2020 |
| ---------------------------------------------- | ------------------------------------------ | ------------------------------------------ | ------------------------------------------ | ------------------------------------------ |
|                                                |                                            |                                            |                                            |                                            |
| år                                             |                                            |                                            | folkmängd                                  |                                            |
| 1910                                           | 1910                                       |                                            | 104 899                                    | 104 899                                    |
| 1920                                           | 1920                                       |                                            | 117 054                                    | 117 054                                    |
| 1930                                           | 1930                                       |                                            | 118 482                                    | 118 482                                    |
| 1940                                           | 1940                                       |                                            | 121 124                                    | 121 124                                    |
| 1950                                           | 1950                                       |                                            | 127 262                                    | 127 262                                    |
| 1960                                           | 1960                                       |                                            | 125 168                                    | 125 168                                    |
| 1970                                           | 1970                                       |                                            | 112 857                                    | 112 857                                    |
| 1980                                           | 1980                                       |                                            | 116 125                                    | 116 125                                    |
| 1990                                           | 1990                                       |                                            | 118 254                                    | 118 254                                    |
| 2000                                           | 2000                                       |                                            | 114 012                                    | 114 012                                    |
| 2010                                           | 2010                                       |                                            | 112 941                                    | 112 941                                    |
| 2020                                           | 2020                                       |                                            | 118 110                                    | 118 110                                    |
| Källa: Statistiska centralbyrån (SCB) via fiwp |                                            |                                            |                                            |                                            |

### Språk

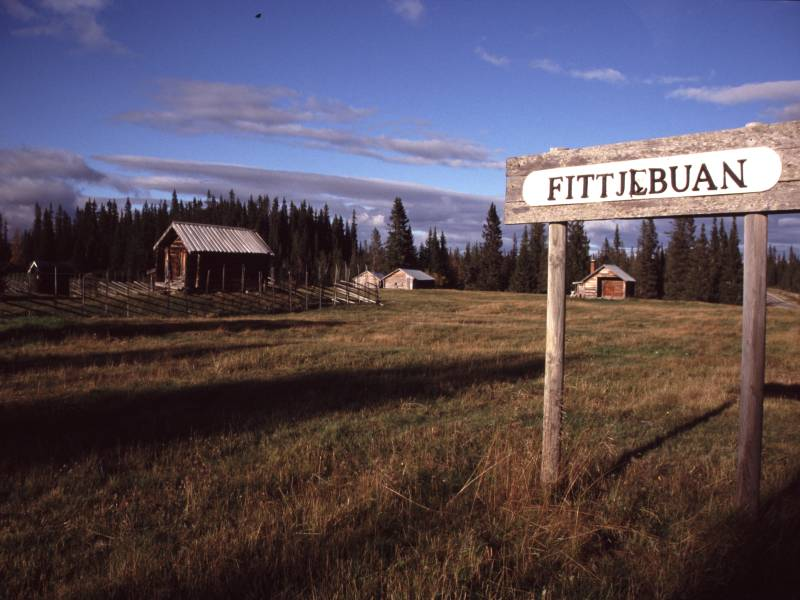
Längs Fäbodvägen i södra Jämtland har de gamla fäbodvallarna fått skyltar med sina jämtska namn. Fittjebuan består av förleden fittje (som dialektalt också heter fettje) vilket betyder "slåtteräng vid vattendrag" samt efterleden buan vilket betyder "fäbodvallarna", ordagrant "bodarna".

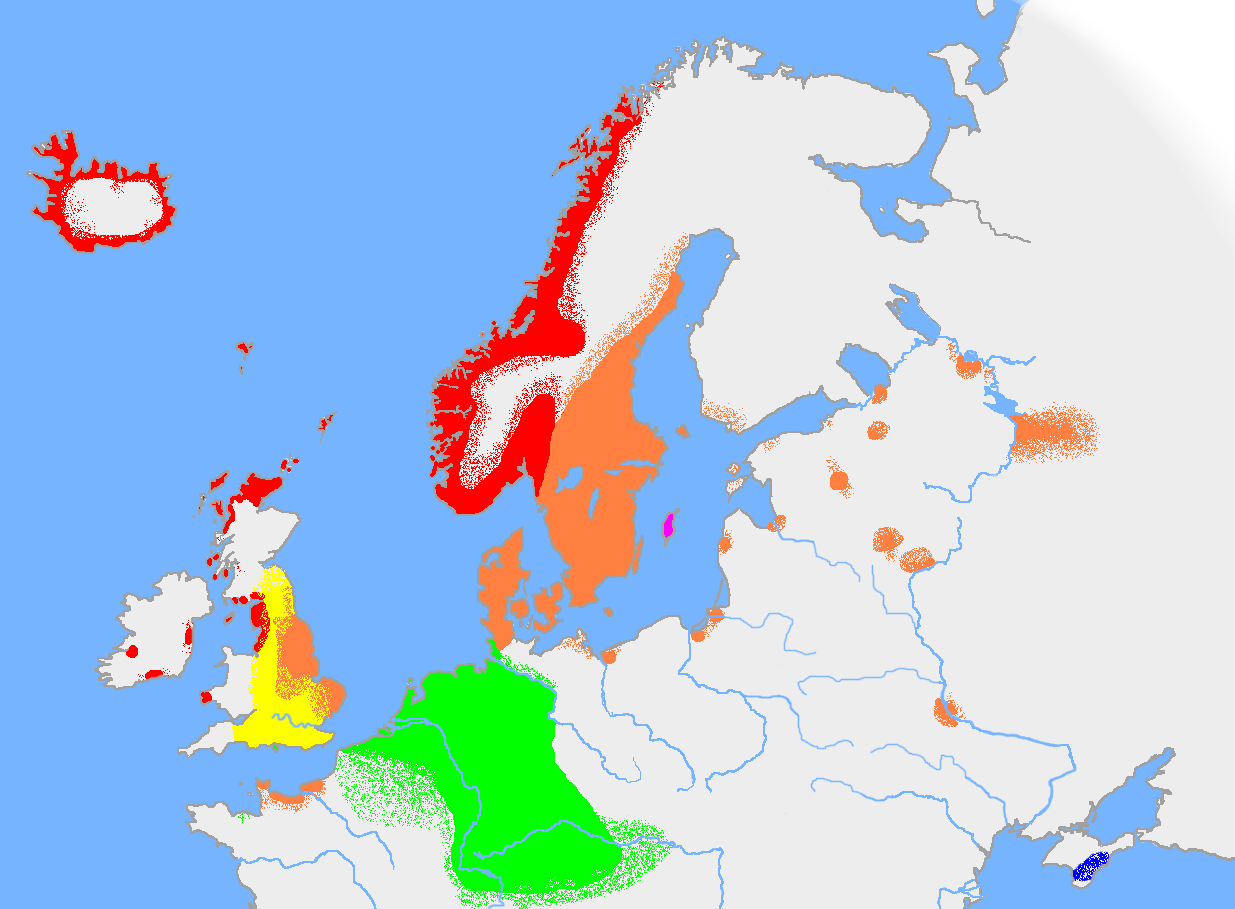
Ungefärlig utbredning av fornnordiska och närbesläktade språk på 900-talet.

I Jämtland talas idag vanligen svenska med mellannorrländsk dialekt. Dessutom förekommer de genuina folkmålen fortfarande i viss omfattning. Traditionellt talas jämtska i hela Jämtland utom i nordväst (övre Frostvikens distrikt med centralort Gäddede), där det så kallade Lidmålet, ett norskt (trönderskt) bygdemål, fortfarande förekommer; uppskattningsvis talas jämtskan idag av cirka 50 000 personer, men långt fler förstår den ganska väl. Härjedalska talas traditionellt i Härjedalen. Både jämtskan och härjedalskan är svenskspråkiga dialekter som har utvecklats ur fornvästnordiskan och står tröndskan som talas på andra sidan Kölen nära. I de delar som hör till landskapet Ångermanland i nordöstra Strömsunds kommun och delar av östra Jämtland (främst Ragunda) talas bygdemål av mer norrländsk karaktär. I östra delen av Härjedalens kommun talas traditionellt hälsingemål, främst i området runt Ytterhogdal.
I Jämtlands län finns det även omkring 300 sydsamer som talar sydsamiska. Efter tvångsförflyttningar under första hälften av 1900-talet från norra Sverige talas även nordsamiska, som är så pass avlägset från sydsamiskan att de med svårighet kan förstå varandra.

### Religion

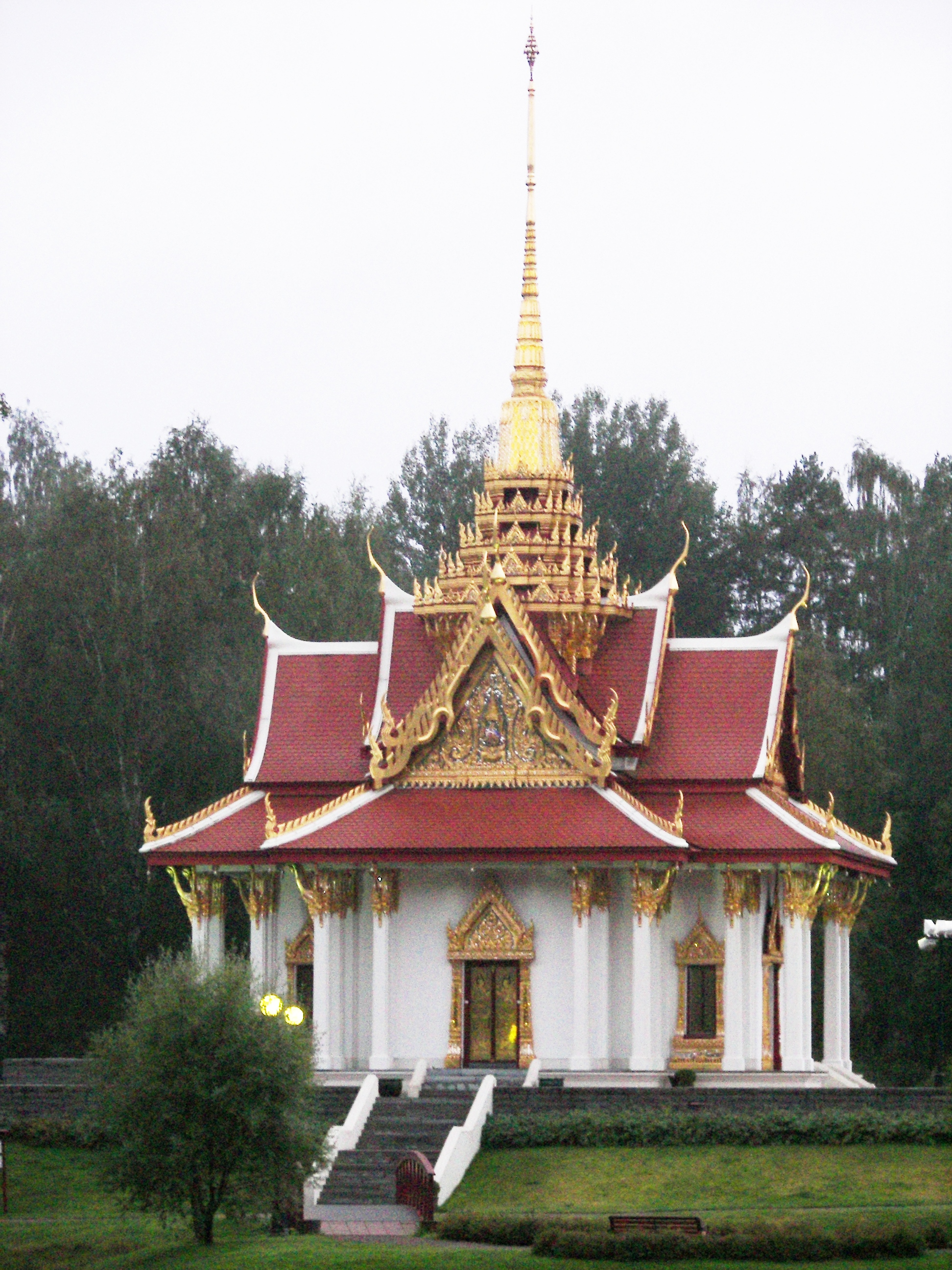
Thailändska paviljongen utanför Bispgården.

I Jämtlands län är majoriteten av befolkningen kristen, men det finns även större grupper av ateister och muslimer. Länet är en del av Härnösands stift, Svenska kyrkan, som har de högsta medlemstalen i Sverige, 87 procent av befolkningen är medlemmar. Denna siffra omfattar även Västernorrlands län. Beräkningsvis så är 9 av 10 i Jämtlands län medlemmar i Svenska kyrkan. Medlemstalen sjunker, fast den sjunkande siffran är mycket låg, ungefär 0,66 procent per år går ur kyrkan, vilket är bland de absolut lägsta procentuella talen i Sverige.

Kyrkobyggnader i Jämtlands län
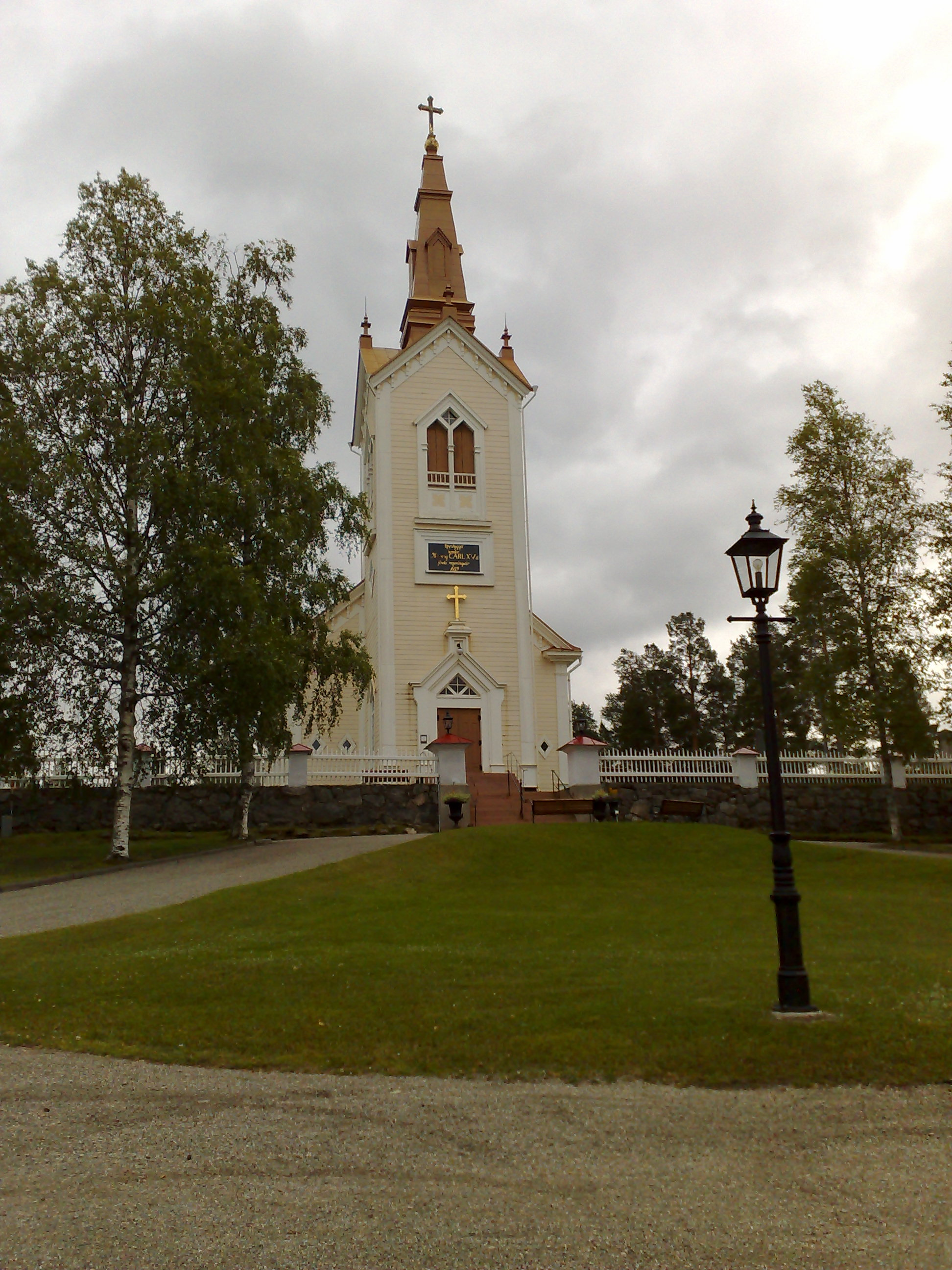
Bräcke kyrka
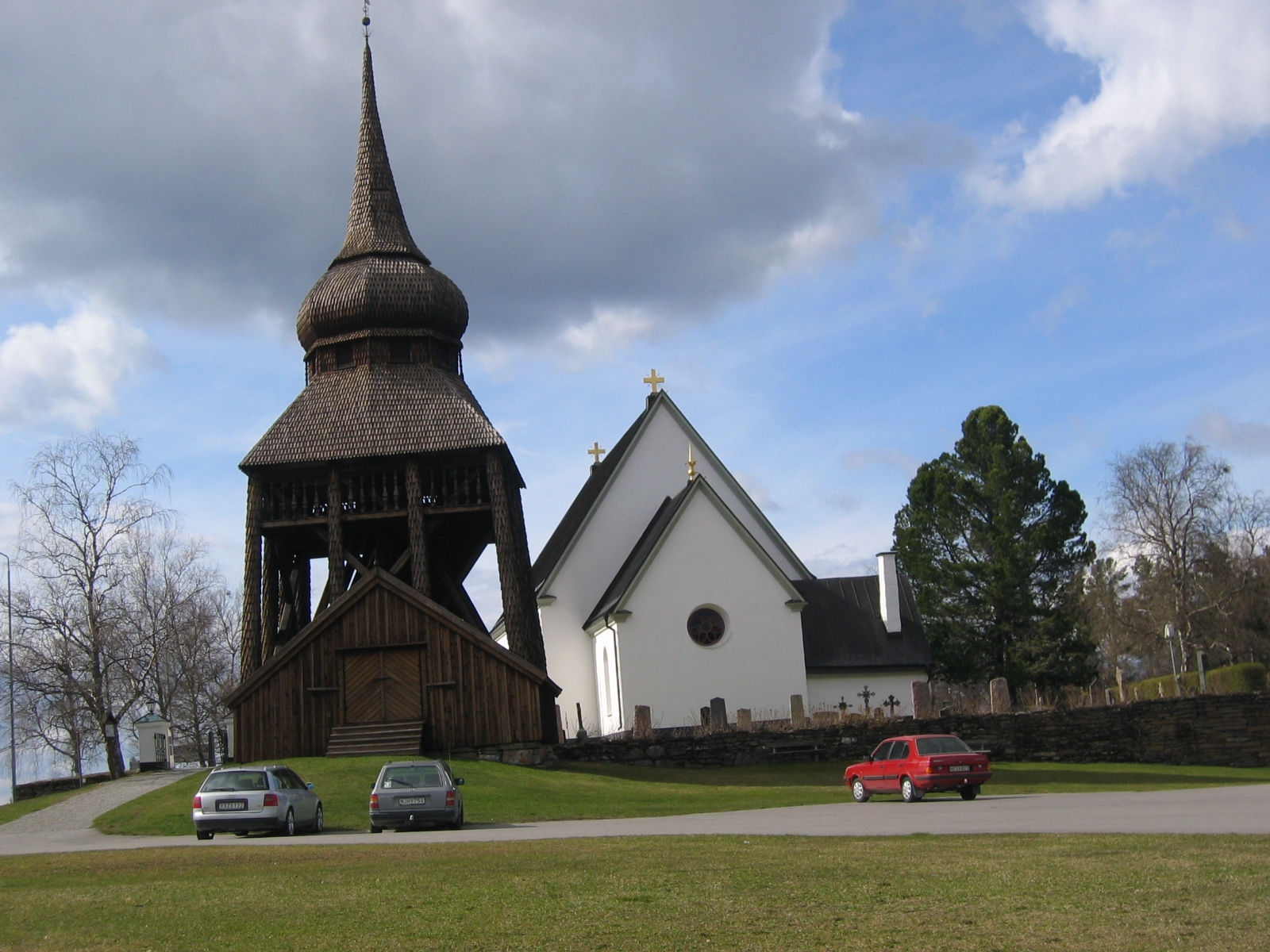
Frösö kyrka
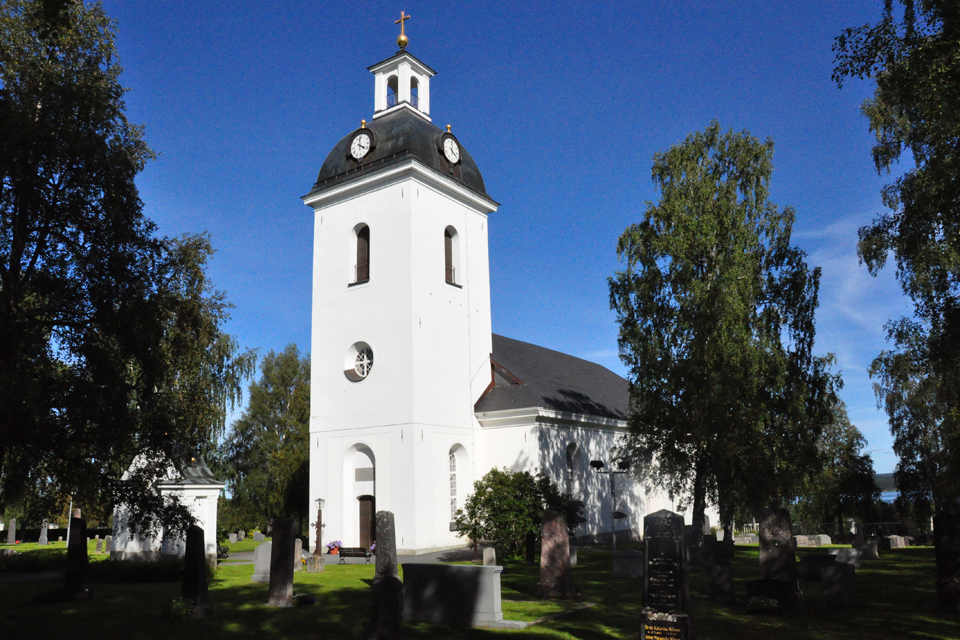
Lockne kyrka
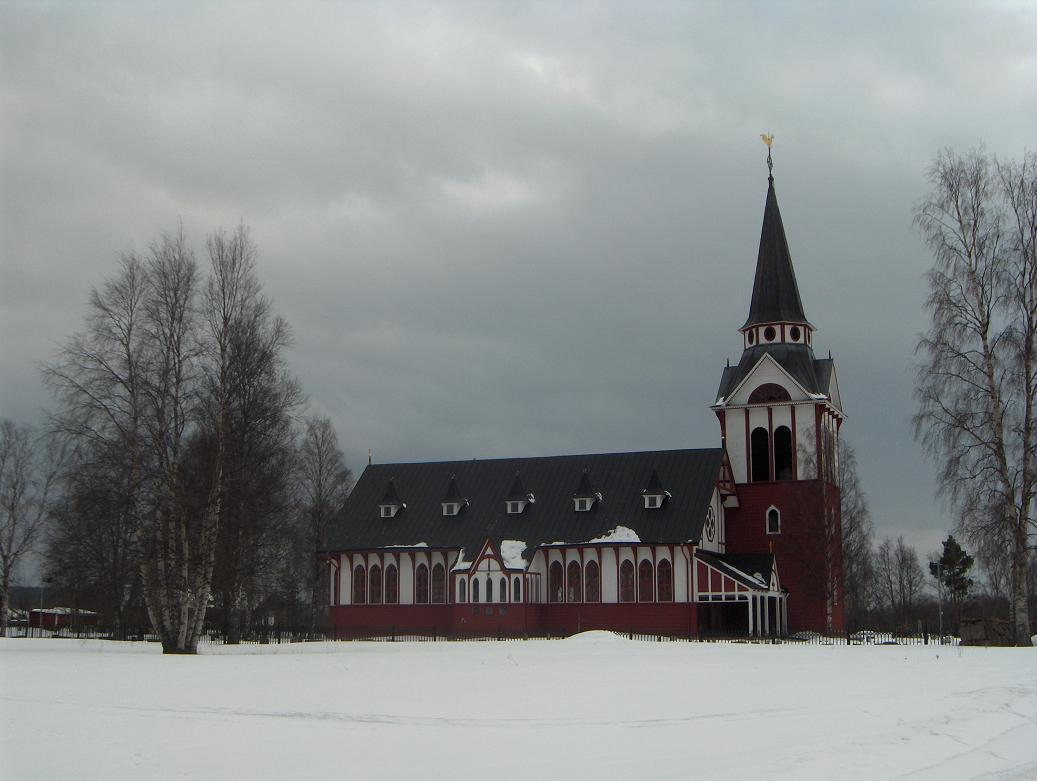
Älvros nya kyrka
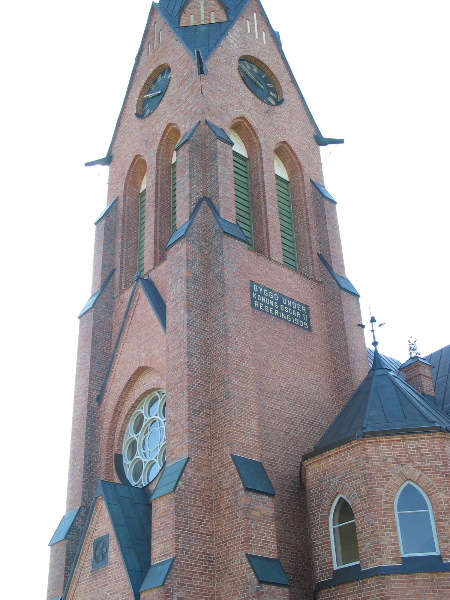
Ovikens nya kyrka
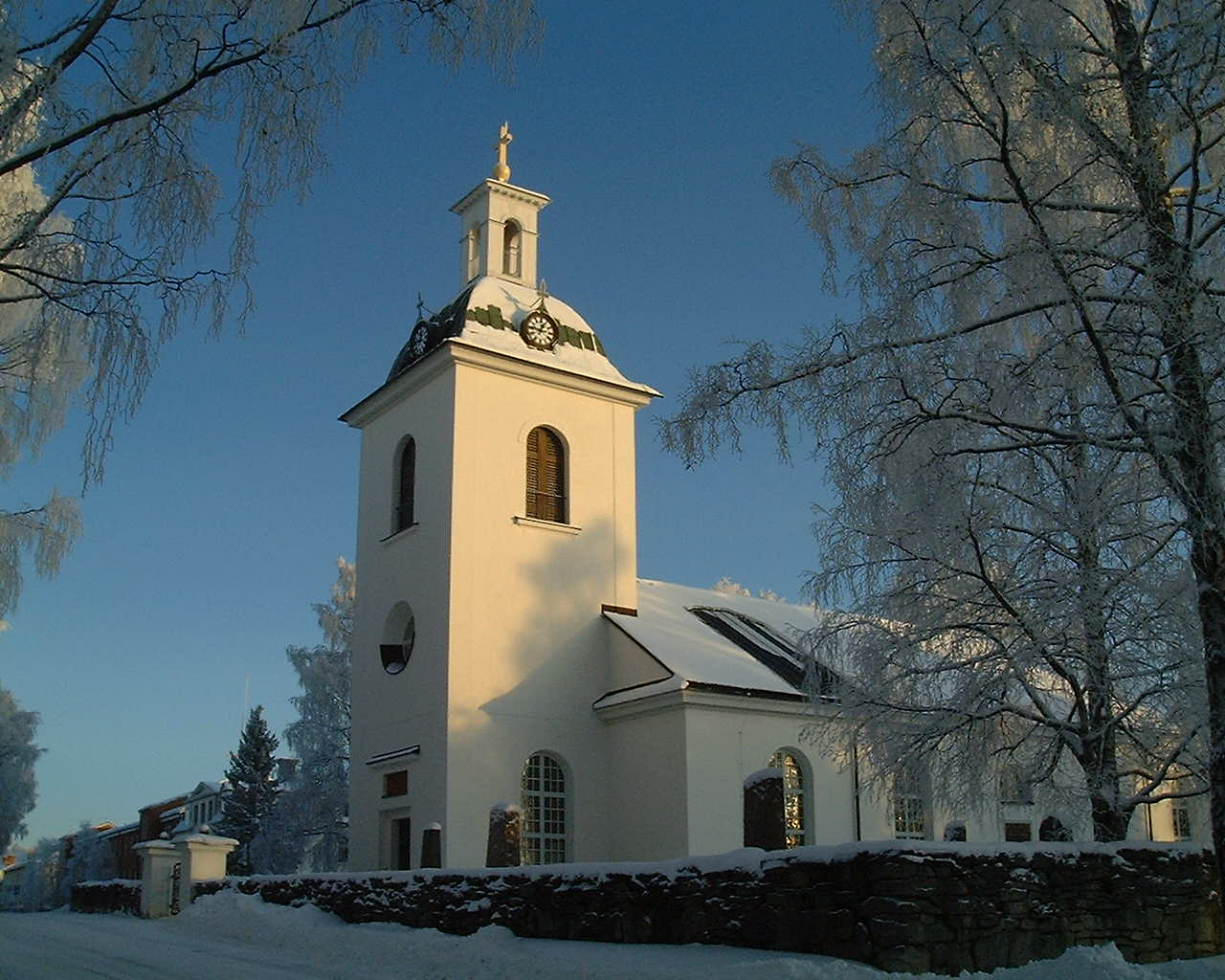
Ströms kyrka
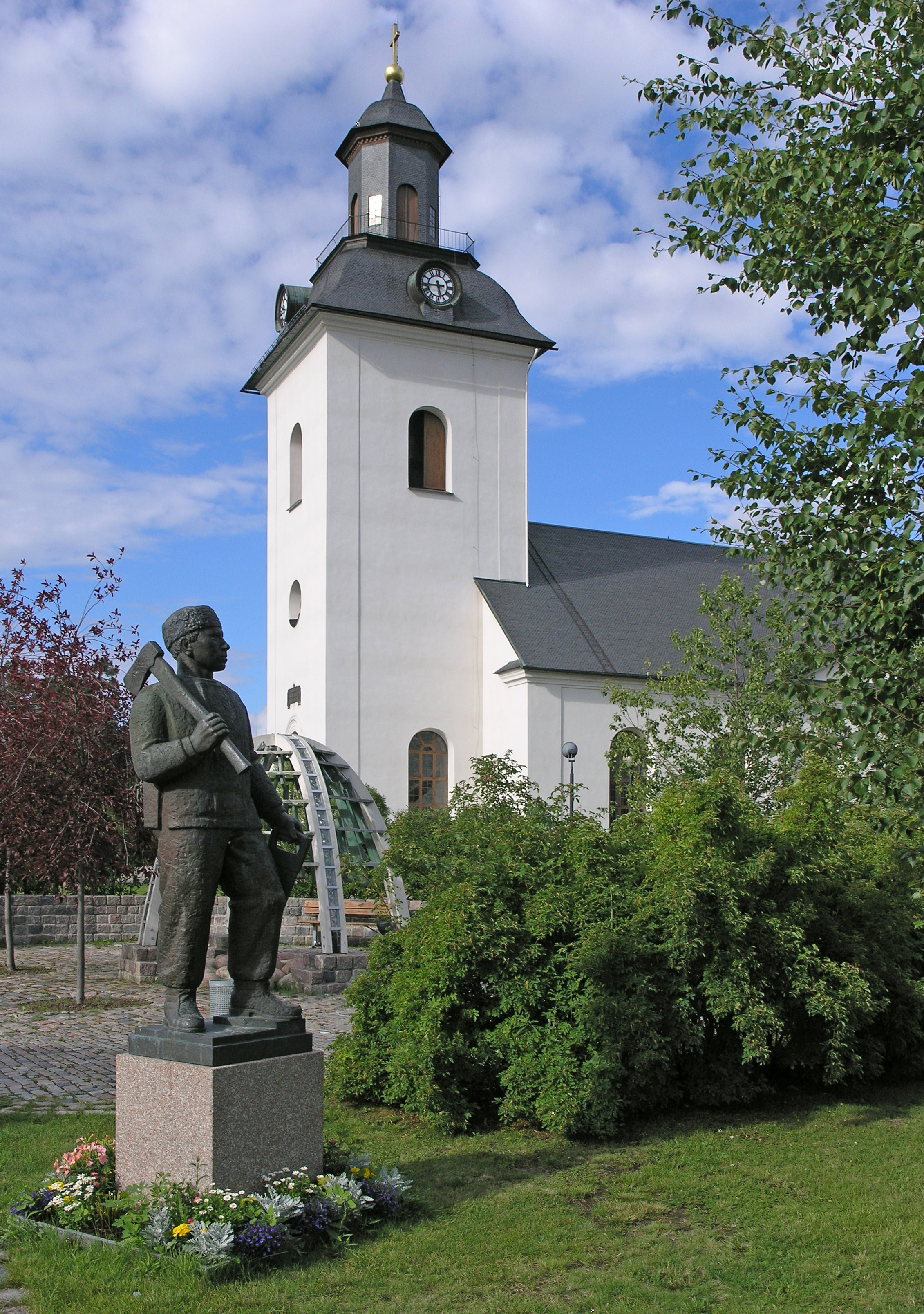
Svegs kyrka
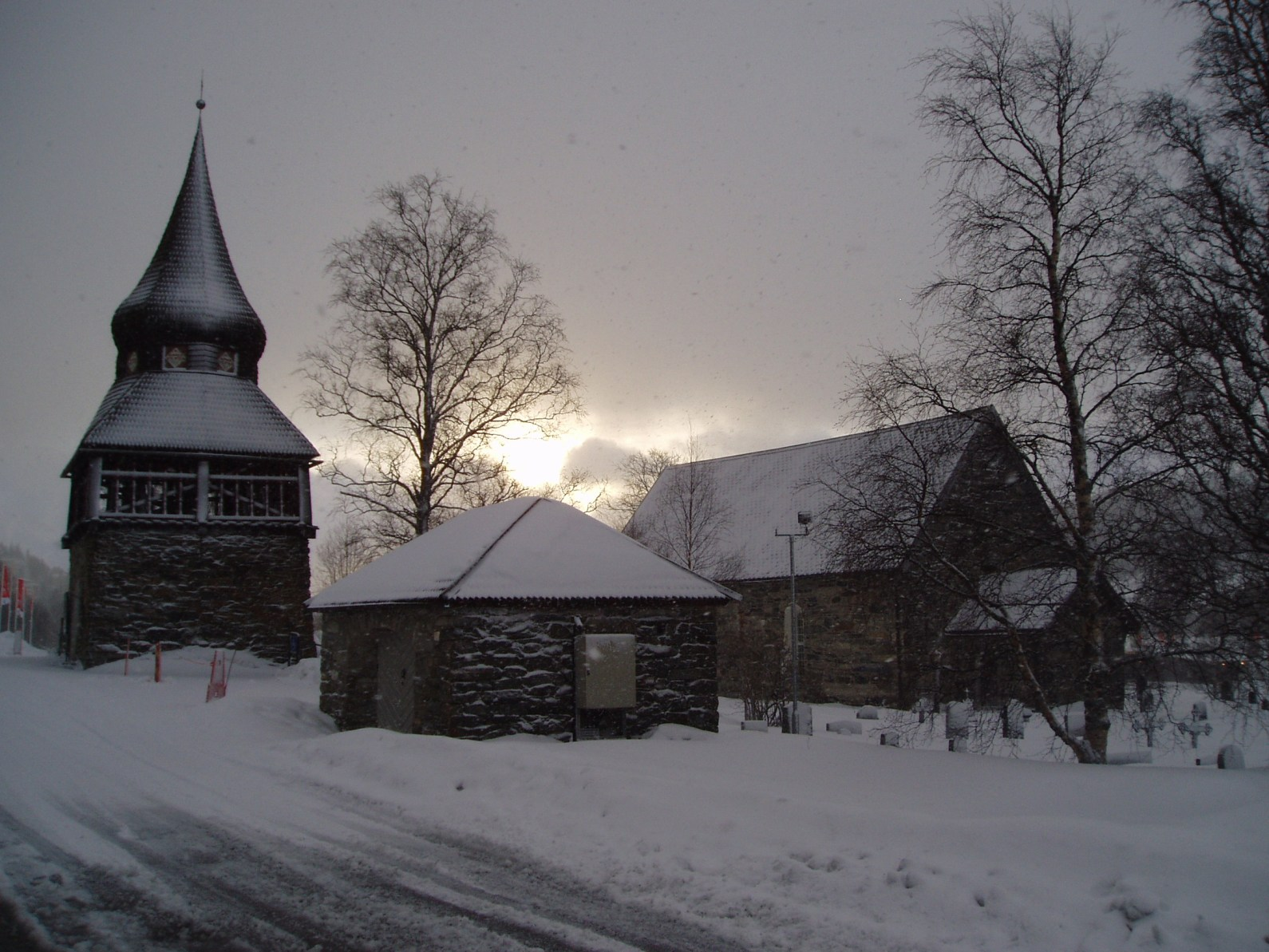
Åre gamla kyrka
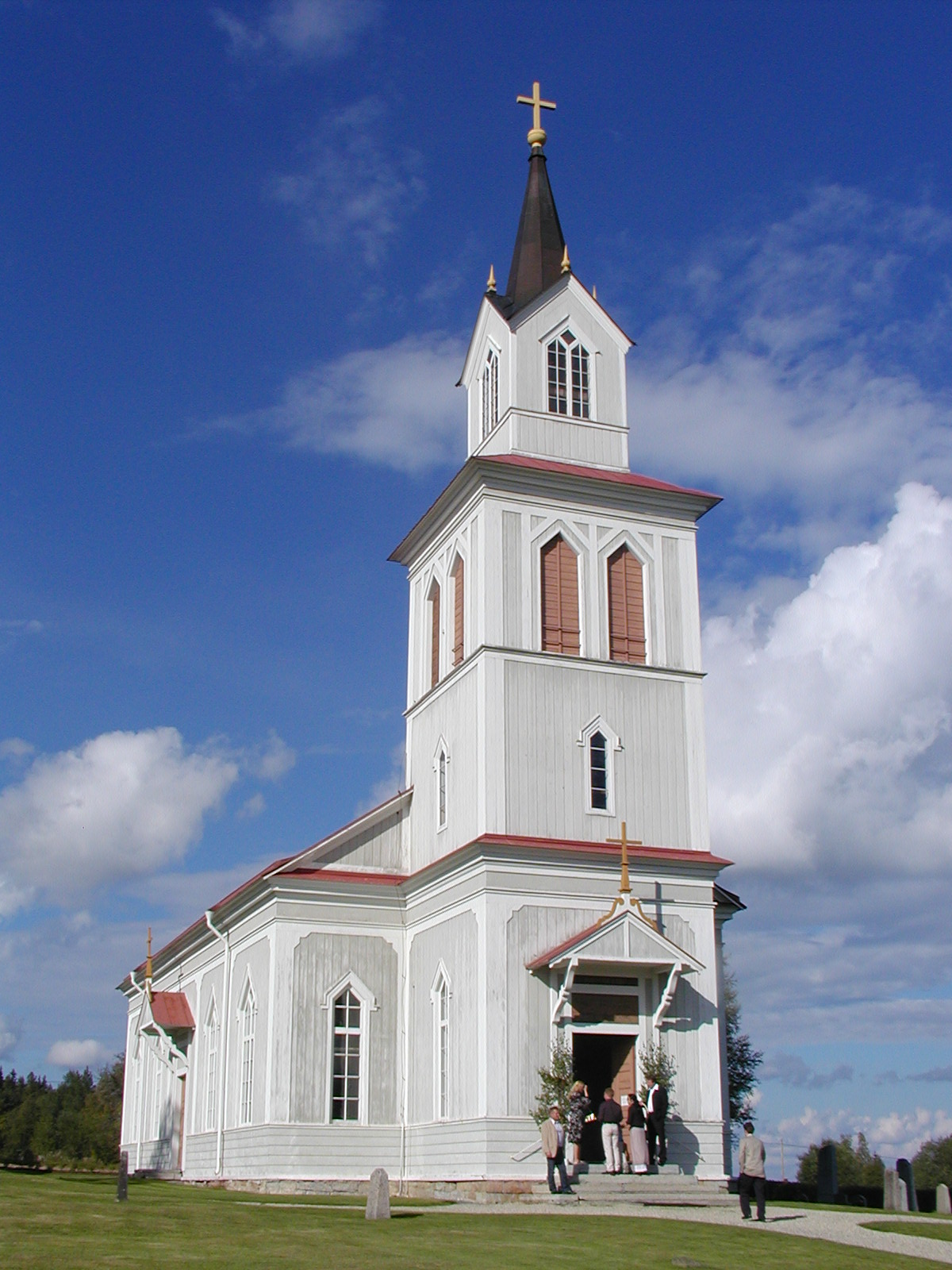
Åsarne gamla kyrka
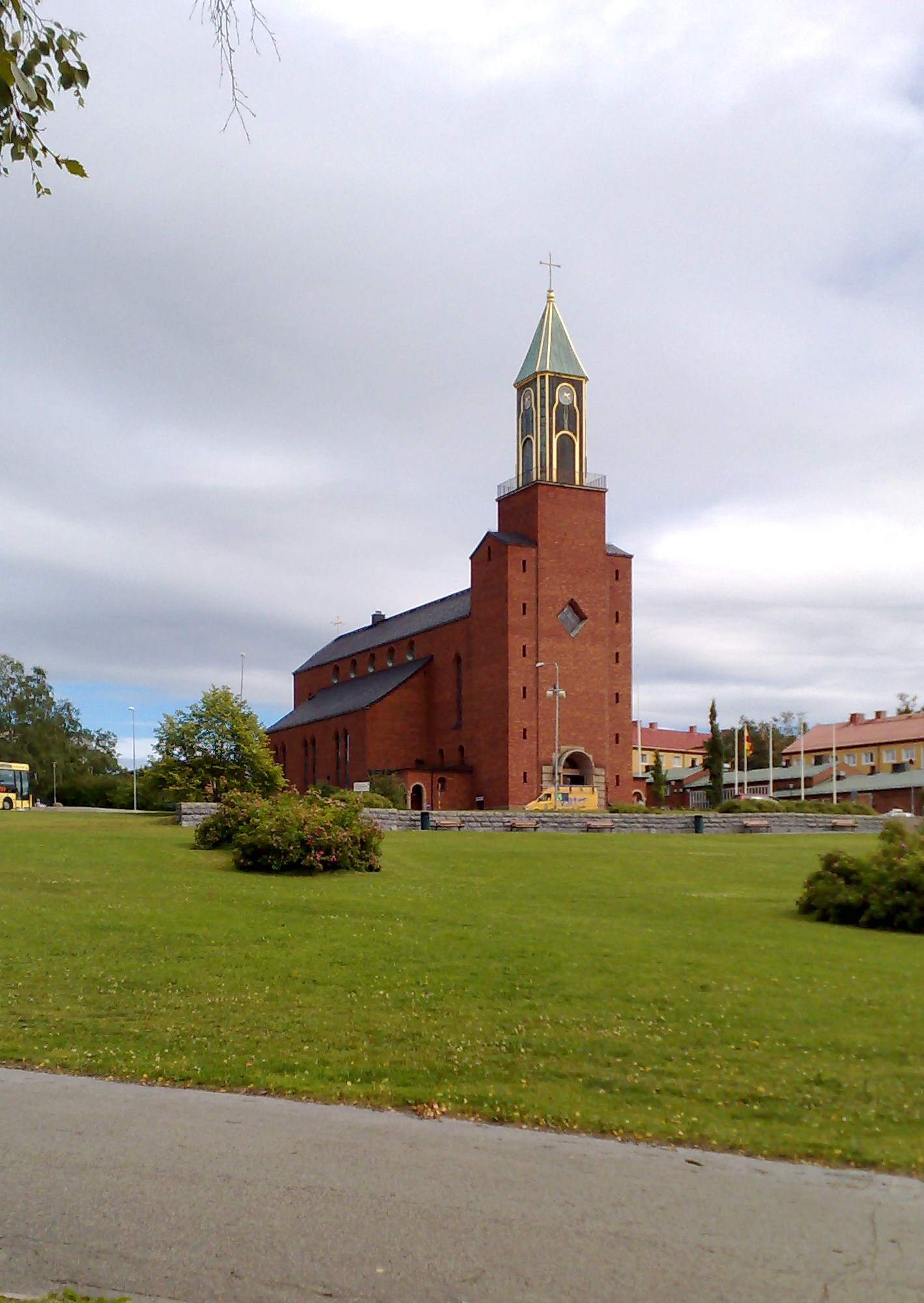
Stora kyrkan i Östersund
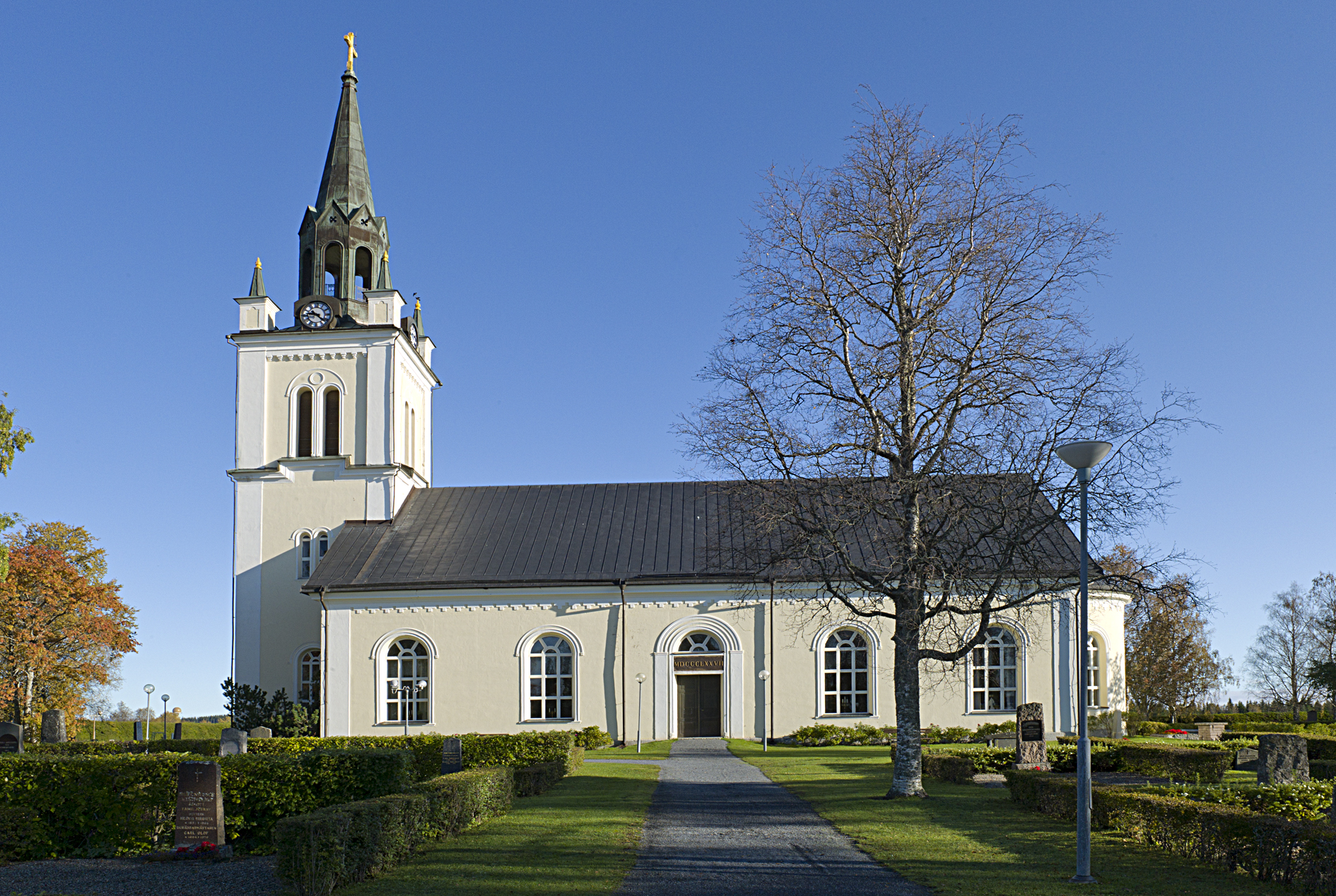
Ås kyrka

### Folktro och folklore

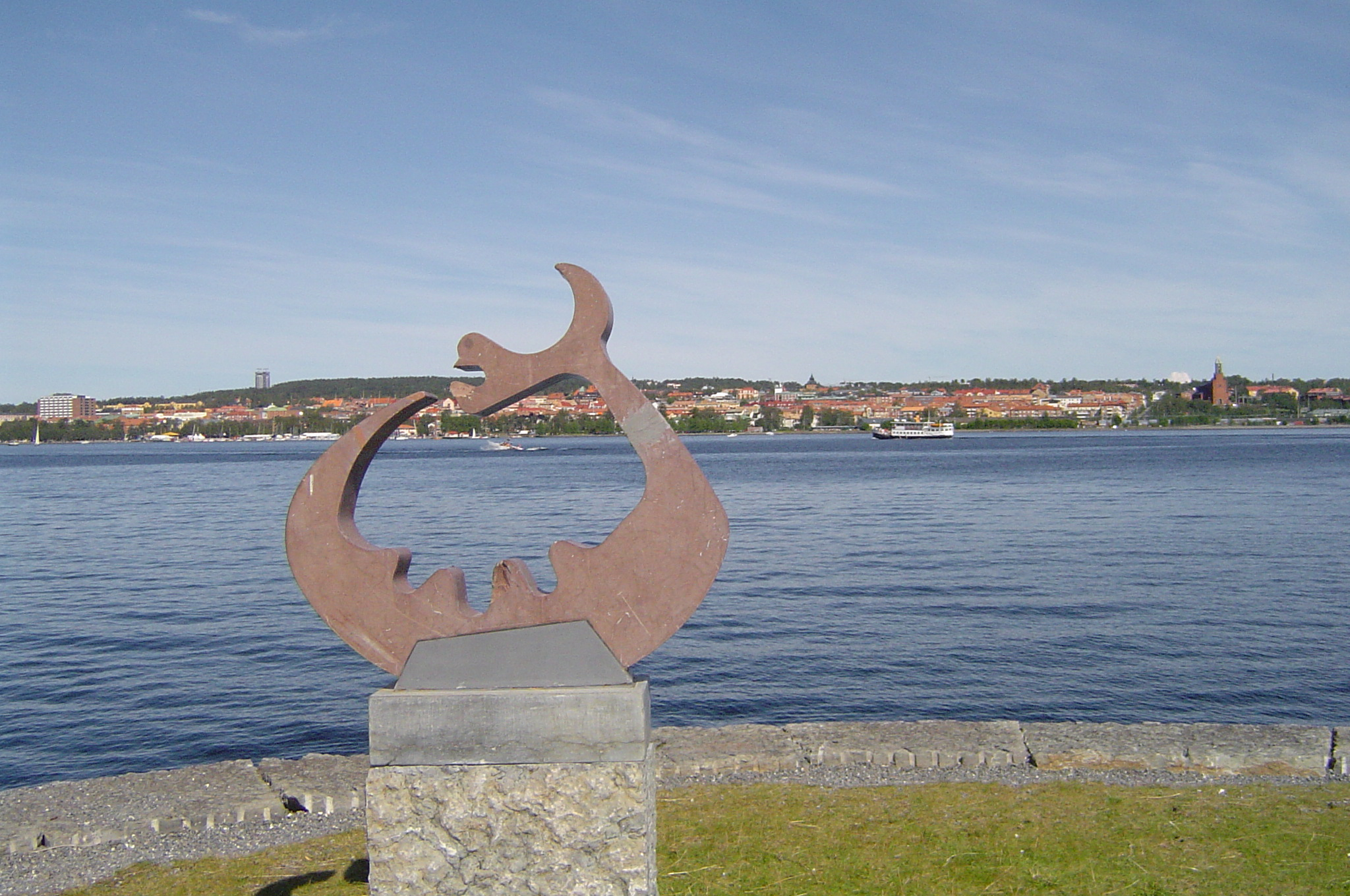
Konstnären Einar Hagnestads Storsjöodjur med själva sjön och Östersund i bakgrunden.

Den jämtska folktron är en del av den nordiska folktron, med ett för Jämtland specifikt tillägg, nämligen Storsjöodjuret.
Storsjöodjuret är den sjöorm som sägs leva i Storsjön. Många är de som säger sig ha sett Storsjöodjuret i Jämtland men dess existens har aldrig kunnat bevisats, något som emellertid inte hindrade Länsstyrelsen från att fridlysa odjuret 1986 (en fridlysning som däremot upphävdes av justitieombudsmannen 2005). Odjuret omtalas första gången i skrift år 1635 i denna sägen, nedtecknad av kyrkoherden Mogens Pedersen:
| ” | För länge, länge sedan stod två troll, Jata och Kata, på Storsjöns strand och kokade något i var sin kittel. De kokade och spädde, dagar, veckor och år. De visste inte vad som skulle bli av brygden utan undrade mycket. En afton hördes ett underligt läte ur den enas kittel. Det kved, stönade och skrek och sedan kom en stark knall. Ett underligt djur med svart ormkropp och katthuvud hoppade ur kitteln och försvann i sjön. Odjuret trivdes i sjön, växte oerhört och väckte fasa bland människor då det visade sig. Till sist nådde det runt Frösön och kunde bita sig själv i svansen. Ketil Runske band det väldiga odjuret med en stark trollformel, vilken inhöggs i en sten, som restes på Frösön. Ormen avbildades på stenen. Så skall trollet ligga bundet ända tills någon kan läsa och förstå inskriften på stenen. | „ |

Puken är ett magiskt nystan framkallad av en häxa för att tillskansa sig saker och ting. Ofta suger den mjölk från kor och efterlämnar ett så kallat pukbett.
Precis som resten av världen finns föreställningar om drakar i Jämtland. Här liknar de kvastar med eldgnistor som snabbt färdas i luften och där de slår sig ned sägs det finnas gömda skatter i marken.

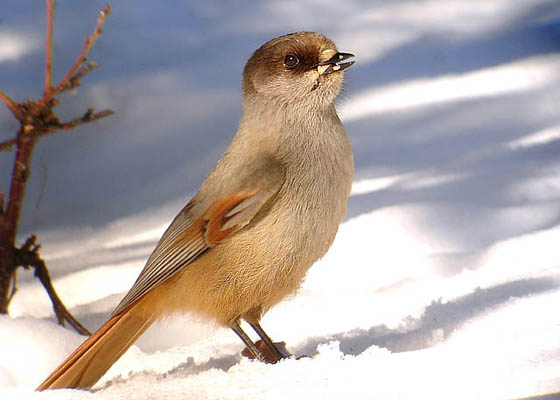
En rauvtjuksa "lavskrika" i Undersåker.

Sjörået i Jämtland föreställs på lite olika vis, antingen som en stor tvåhövdad fisk, ett får eller en jungfru. Det här rået behärskar sjöar, åar och fiskar. Förr sades det ofta att det "var ett så starkt rå" i sjöar där det nappade dåligt. Ett annat rå är skogskjæringa som under dagarna tager skepnaden av en rauvtjuksa "rödsvans", en fågel som synes illavarslande i jämtsk folktro. I sin fysiska form är hennes svans alltid synlig och hon försöker ofta lura män till samlag. För att bli fri henne, när hon är för närgången kan man till exempel be henne dra norrut, då det var där helvetet låg. Skogsrået och skogskjæringa är olika varelser i jämtsk folktro. Skogsrået behärskar djuren i skogen och antager under älgjakten formen av en stor älg som växer ju fler skott som träffar den, och kan enbart dödas med en silverkula.

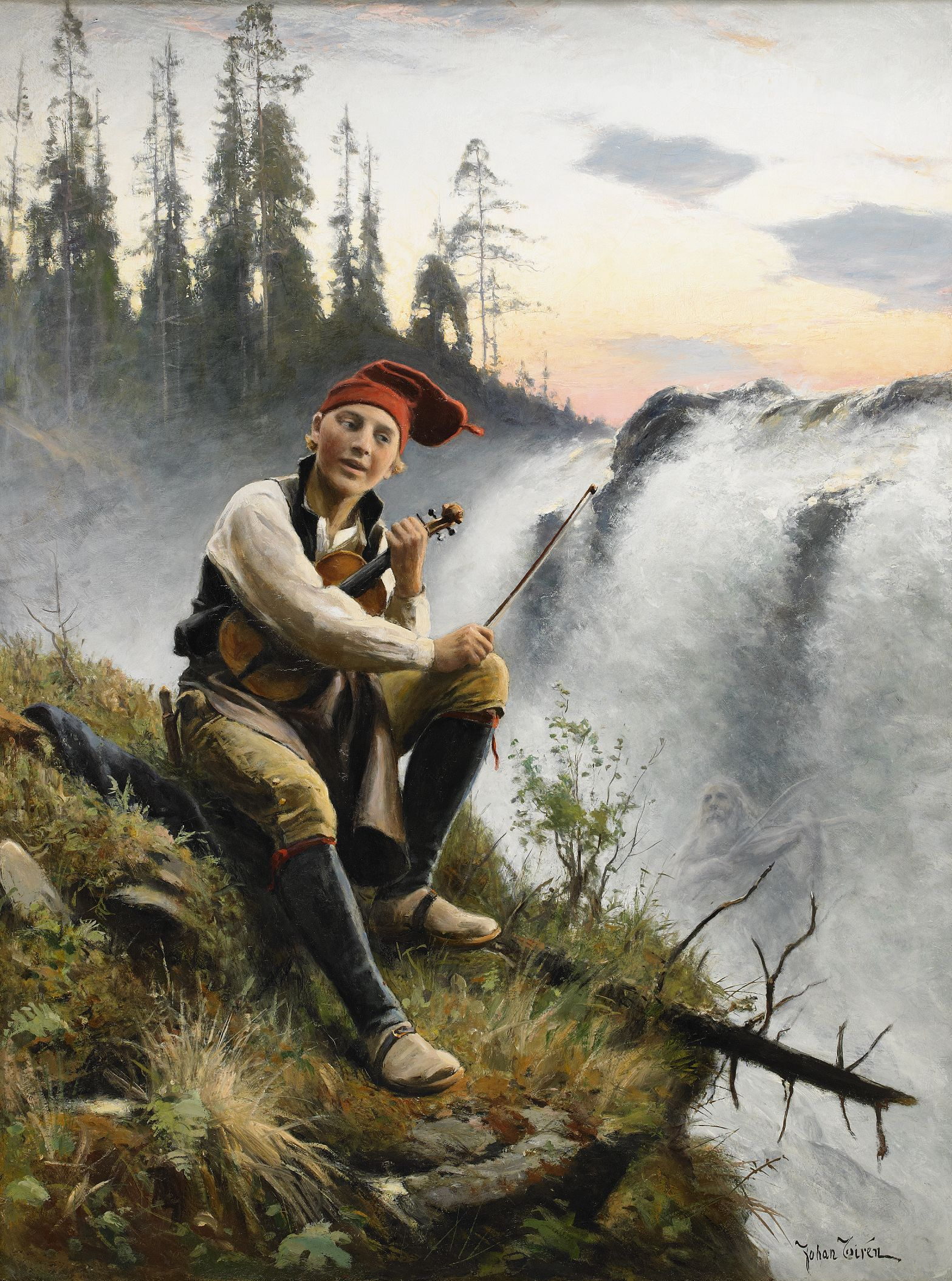
Jämtlandssägen, målad 1881 av Johan Tirén. Bilden föreställer en ung jämte, en spelman, iklädd en jämtsk folkdräkt som med fiol och stråke i sin hand lyssnar till Näckens spel från forsen.

Den jämtska tomten är relativt lång och har ett öga mitt i pannan. Han är ladugårdens skyddsande och ses som en nyckfull varelse.
Näkkjen i jämtsk folktro är densamma som i den svenska. Varje år i orten Hackås anordnas tävlingen Årets Näck.
Vättar/vittra/troll/dvärgar i Jämtland går under ett flertal namn men vanligast är benämningen jolbyggar, "jordbyggare". De vallar stora vita kor och getter och lever under jorden. De ses som ofarliga, om man inte stör dem för mycket, men ibland byter de bort odöpta barn mot så kallade bytingar eller bytningsbarn, med stora huvuden och stora magar. Enligt den jämtska allmogen gör det så här därför att de är ättlingar till den fallna ängeln Lucifer. De är normalt skygga, och den som ser jordbyggare kallas för syen. Jordbyggarna kan också "bergta" folk och fä.
I Jämtland omtalas till exempel också Tossåsbocken ett spökväsen bestående av bara ben som ofredar elaka personer, skrämselspöket glåmtacka eller omnstacka, människor som "löpa varg" eller "löpa bjenn", ett bergtroll i Drommen, åska som torgång och åskmoln torenhattar, att kastalen i Brunflo (och den nedrivna i Sunne) uppfördes av jättar (precis som Nidarosdomen), att Hoverberget är toppen av Åreskutan, spöken i Borgvattnets prästgård med mera. Något som däremot har ansetts som förvånande är att älvor är "föga kända".

## Kultur

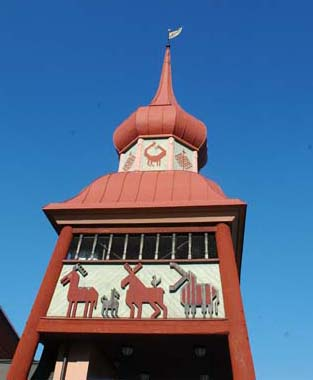
Jamtli.

Jämtlands kultur har genom historien kraftigt påverkats av landskapets nästan totala avsaknad av någon överklass, då befolkning i allmänhet bestått av fria självständiga bönder genom historien, med en viss etnisk identitet och en medvetenhet om sin speciella status mellan Sverige och Norge.
Kulturen i Jämtland har beskrivits som en av landets mest genuina och sammanhållna. Den jämtska kulturen omfattar allt från dialekter, sedvänjor och myter till byggnader, konst, skrifter, hantverk, musik och sånger.
I och med den utbredda hembygdsrörelsen Heimbygda (hembygden) är Jämtlands historia väldokumenterad och rörelsen manifesterades tidigt genom skapelsen Jamtli, ett museum inriktat på historia och bevarande av kulturarv. Jamtli, som finns i Östersund, består av såväl ett kulturhistoriskt friluftsområde som ett inomhusmuseum med olika utställningar. På Jamtli kan man också uppleva livet i landskapet i äldre tid genom så kallad levande historia.

### Konstarter

#### Musik och dans
När man för 60 år sedan gick i skogarna i Västjämtland hördes skällkons bjällra på långa avstånd. På kvällarna ropade butöserna hem korna med särpräglade locktoner, en melodisk och välvillig sång som drog alla fän till sig. Sångformen innehåller höga, gälla toner, i falsett, likväl som djupa och låga toner. Att utföra sångformen benämns i jämtskan som loock eller köuk, i svenskan benämns det hela kulning. 

#### Bildkonst

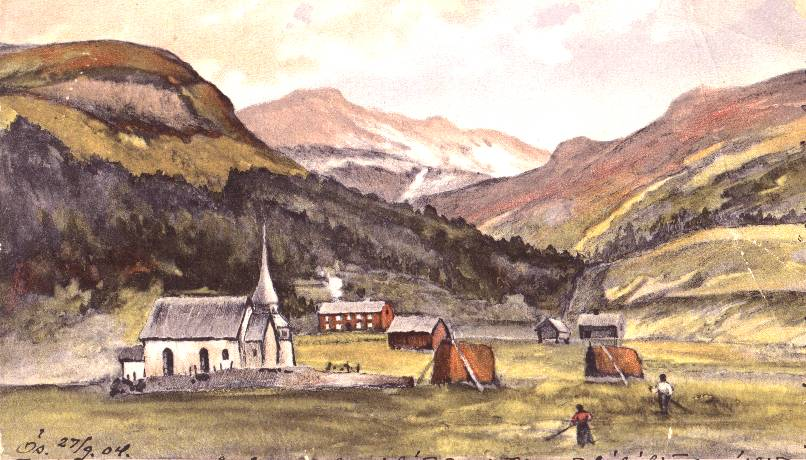
Människan har stundom skildras som liten och obetydlig i förhållande till landskapet i Jämtlandskonsten, vilket demonstreras av den här bilden föreställande Åre socken.

Historiskt har Jämtlands konst varit intimt förknippad med kyrkorna (se ovan) även om den allra äldsta konstformen i Jämtland utgörs av olika hällmålningar.
Under nationalromantiken väcktes intresset för att i konsten skildra landskapet. Porträtten av landskapet var ofta väldigt stora och kom att förgyllas med breda ramverk. Senare på 1920-talet och framåt blir de mer verklighetstrogna, realistiska och sakliga. Senare fram mot 1960-talet märks experimentella strömningar och motiven är ofta förenklade, för att sedan övergå i naturnostalgi till följd av 1970-talets miljödebatt. 1980-talet har utmärkts av en större variation, från det dokumentära till det rent illusionära.
Bland konstnärer som bott, verkat och skildrat Jämtland kan nämnas Anton Genberg, Maria Wrangel, Lars Nylund, Karl Örbo, John Hedman, Olof Iwald, Anton Karlsson-Stig, Acke Åslund, Paul Jonze, Berta Hansson, Göran Boström, Filip Weiner, Kaj Persson, Birgit Ståhl-Nyberg, August Berg, Birgitta Jonsson-Iwald, Johan Tirén och Gerda Tirén.

#### Arkitektur och byggnadskonst

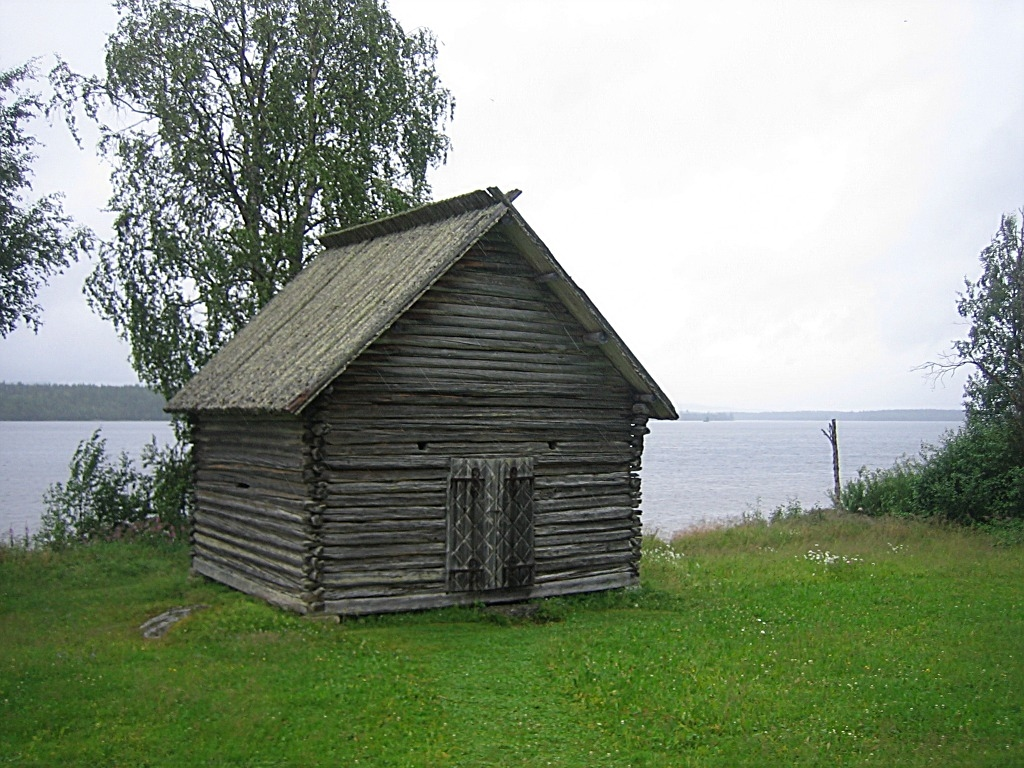
Boddas bönhus vid Bodsjö kyrka.

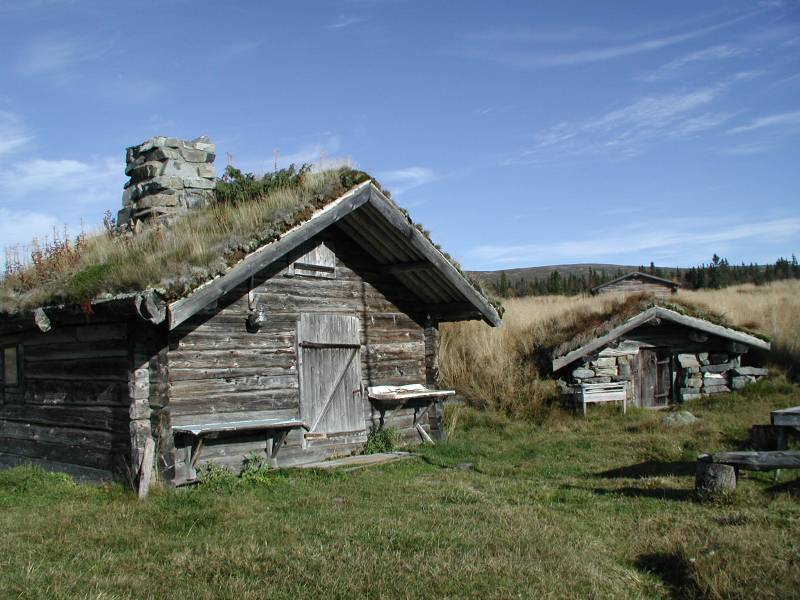
Fäbodar i Östra Arådalen.

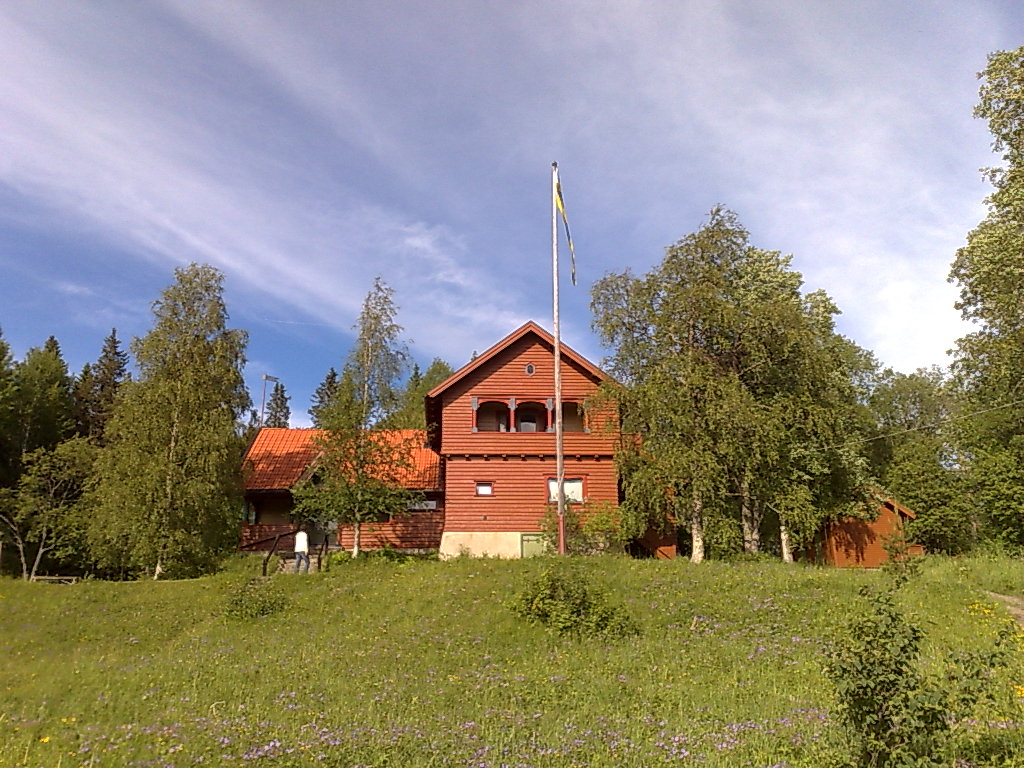
Peterson-Bergers Sommarhagen på Frösön har uppmärksammats internationellt för dess arkitektur.

Se även Östersunds stadsbild, och Jämtlands kyrkor ovan.
I Jämtland har husen historiskt byggts av timmer och vissa medeltida byggnader finns bevarade, mest känd och äldst är Boddas bönhus i Bodsjö socken (som enligt sägnen fått sitt namn av Bodda) från 1290-talet. Gårdarna i Jämtland följde den så kallade nordsvenska gårdstypen med de mest triviala husen grupperade kring en fyrkantig gårdsplan, emellertid finns enbart en slik gård bevarad, nämligen Tomtangården i Klövsjö.
De jämtska boningshusen bestod i regel av enbart en våning och var så kallade parstugor, något som förändrades på 1700-talet på hus med såväl en och en halv våning, som hus med två våningar tillkom. Under senare delen av 1800-talet blev även boningshus med sexdelad plan vanlig på den jämtska landsbygden och husen i Ragundadalen anses som extra typiska. Framför allt villorna i Skyttmon där bönderna under 1800-talet gick ihop och bestämde sig för att inte sälja skogen till "baggbölarna", något som gjorde dem oerhört förmögna och genom konkurrens tävlade man senare i att bygga stora och ståtliga hus.
Något karakteristiskt för Jämtland är även de stora jaktvillor som uppförts i fjällvärlden på platser som Rensjösätern, Skalstugan, Landverk och Undersåker under slutet av 1800- och början av 1900-talen av kapitalstarka svenskar men även britter.

Galleri
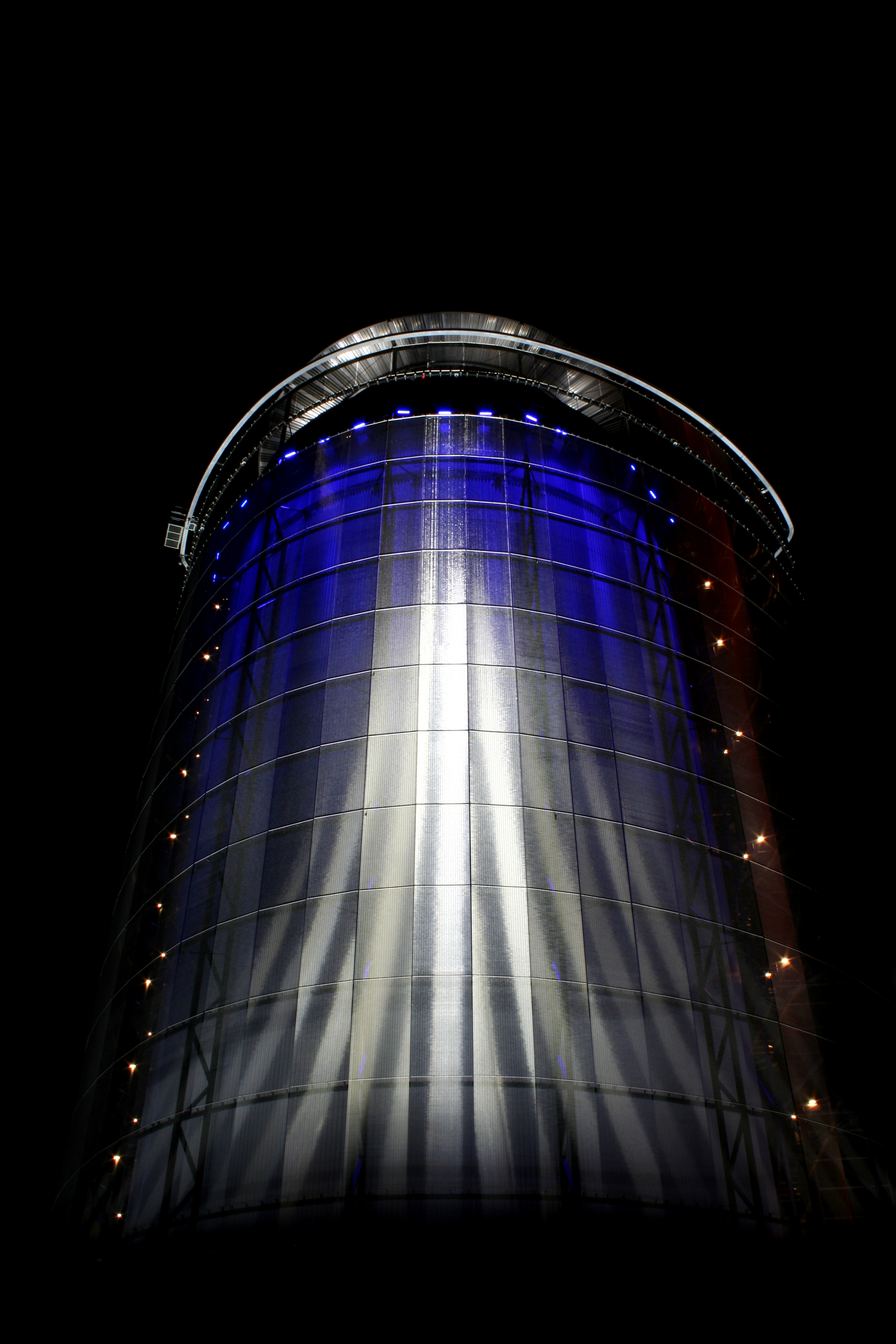
Ackumulatortanken Arctura i Östersund.
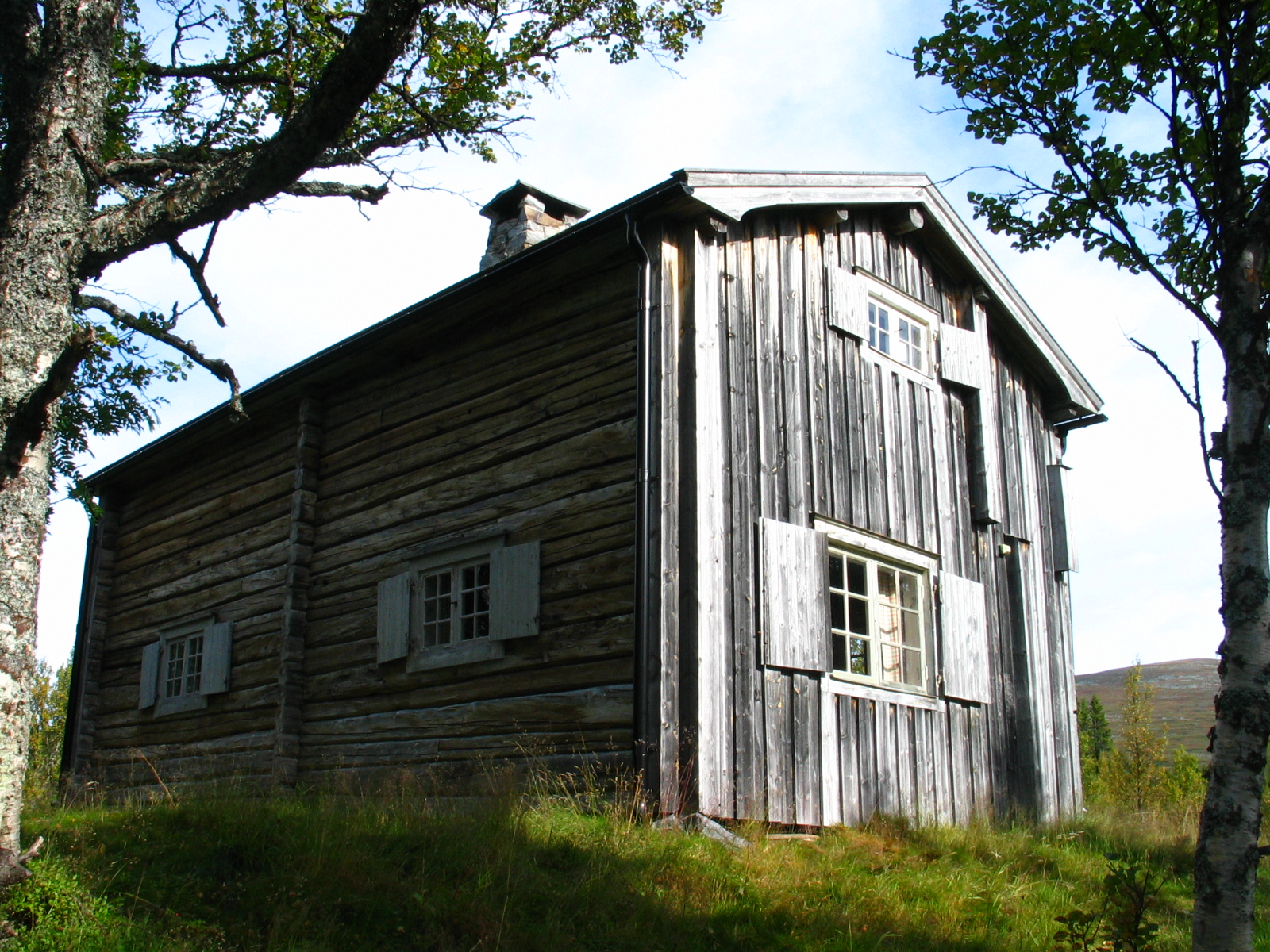
Anders Backmans stuga i Arådalen.
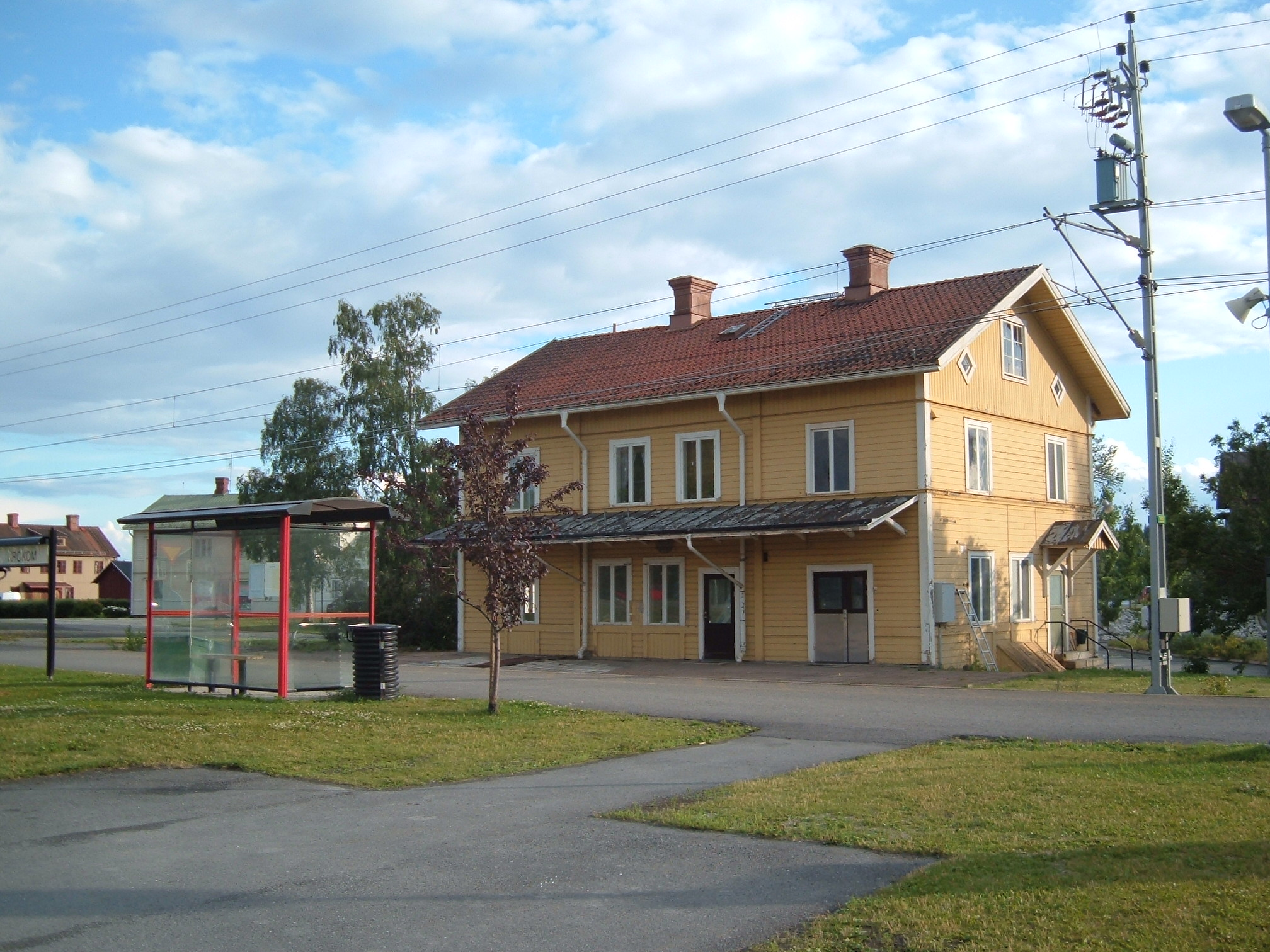
Krokoms järnvägsstation, uppförd enligt Hällnäsmodellen.
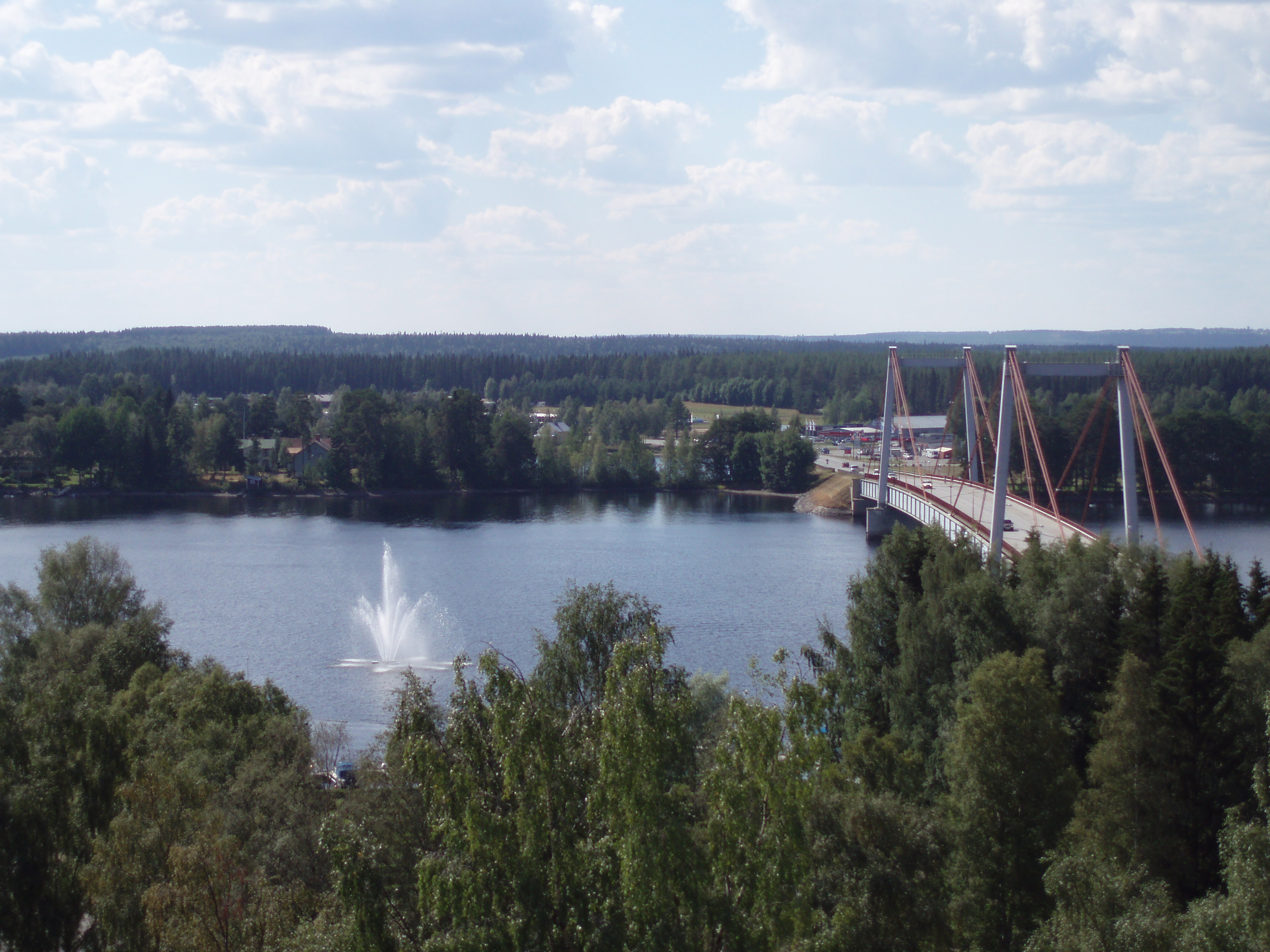
Strömsundsbron den första och största moderna snedkabelbron i världen då den byggdes.
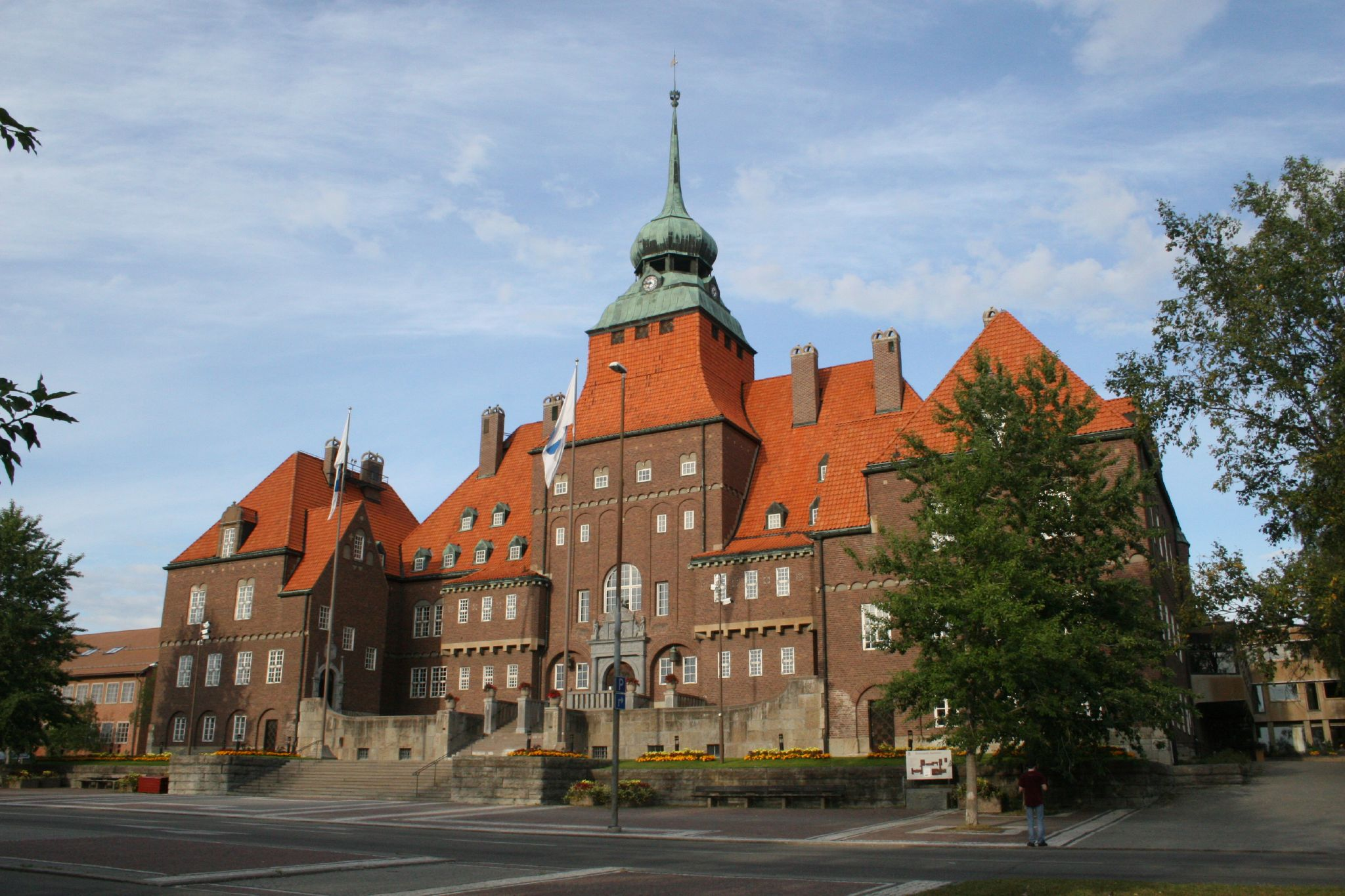
Östersunds rådhus.
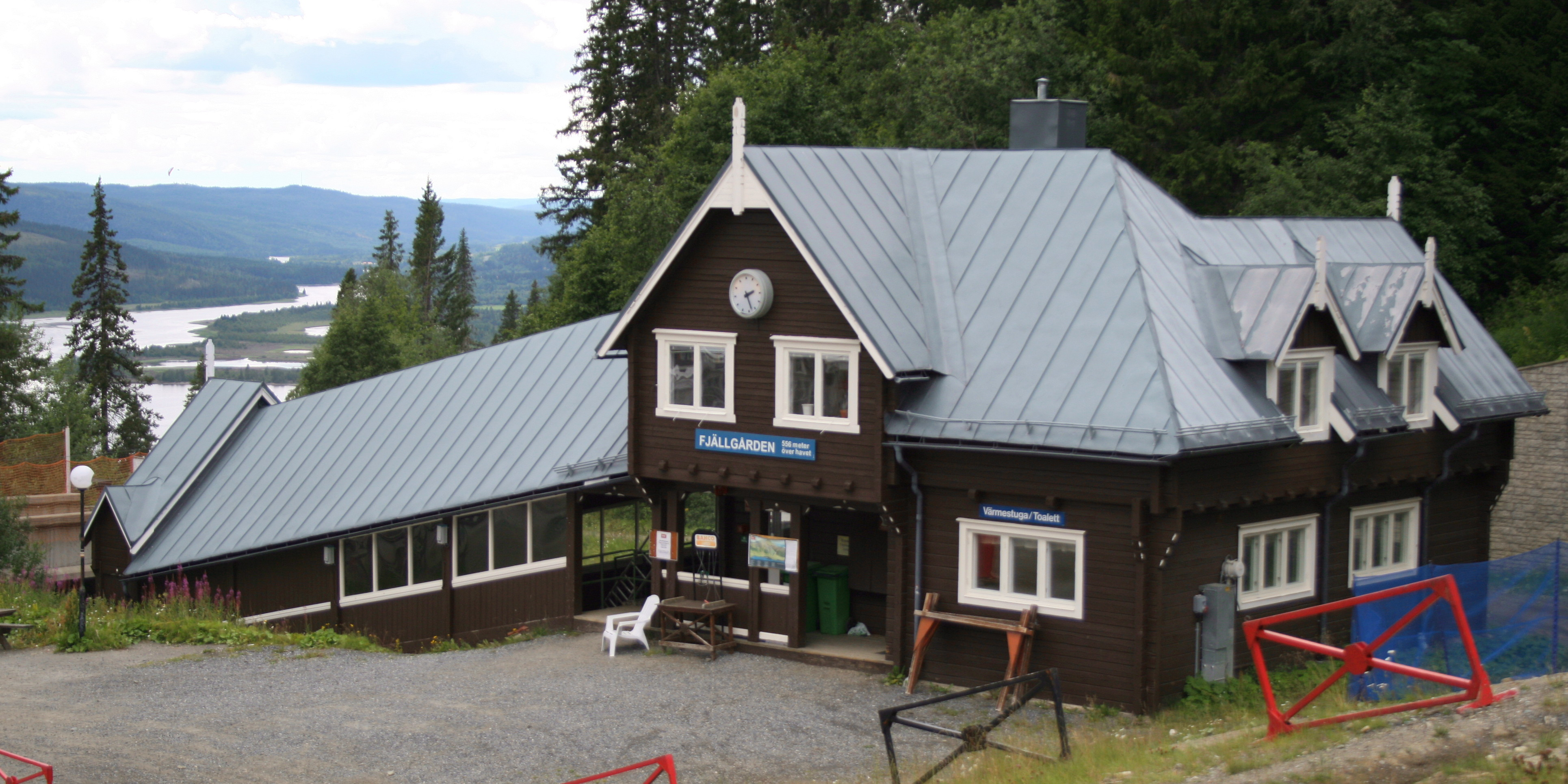
Åre bergbanas bergstation.
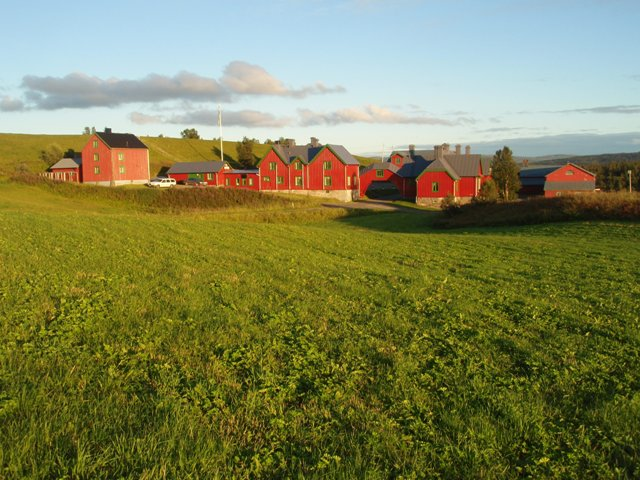
Skalstugan.
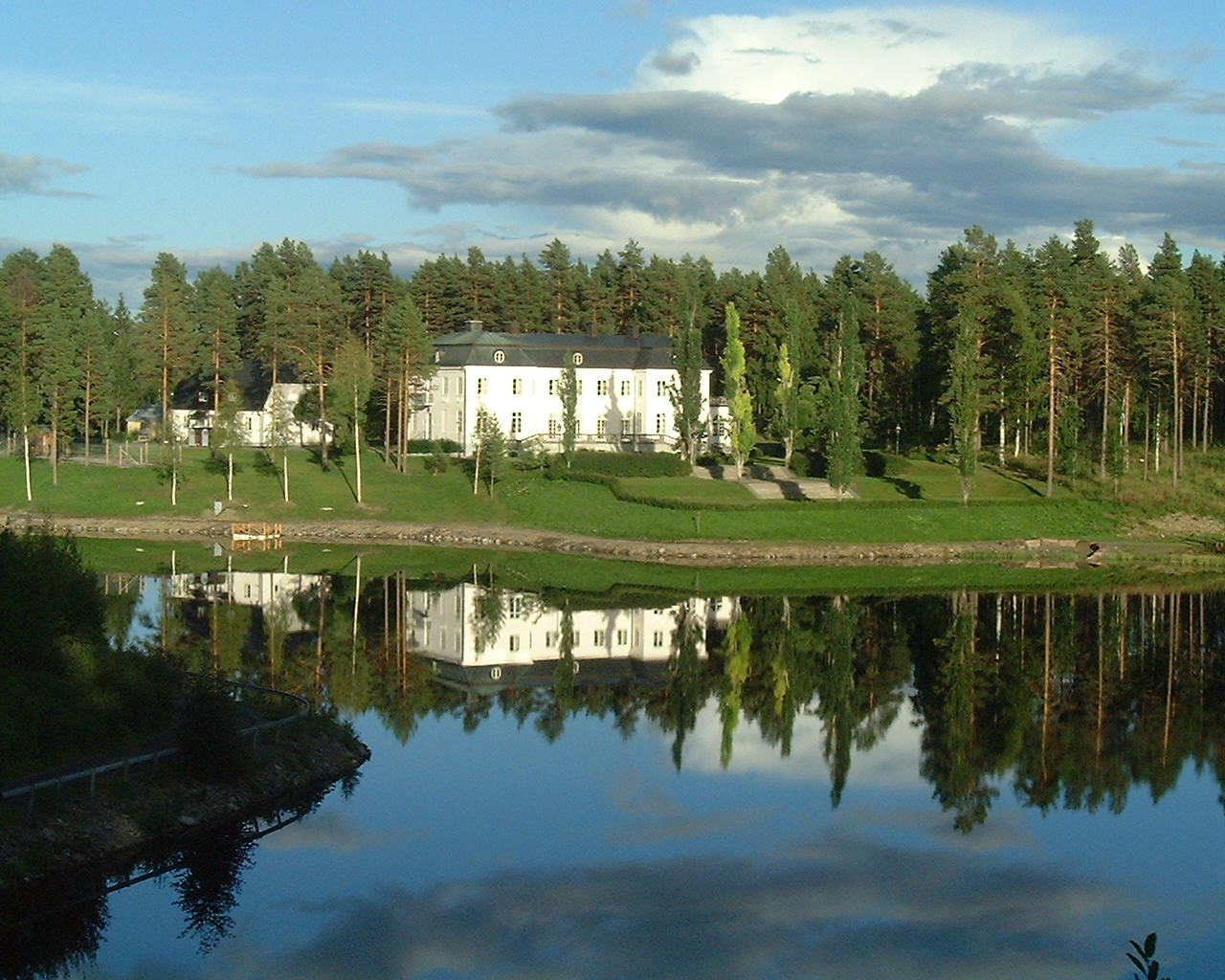
Högfors slott.
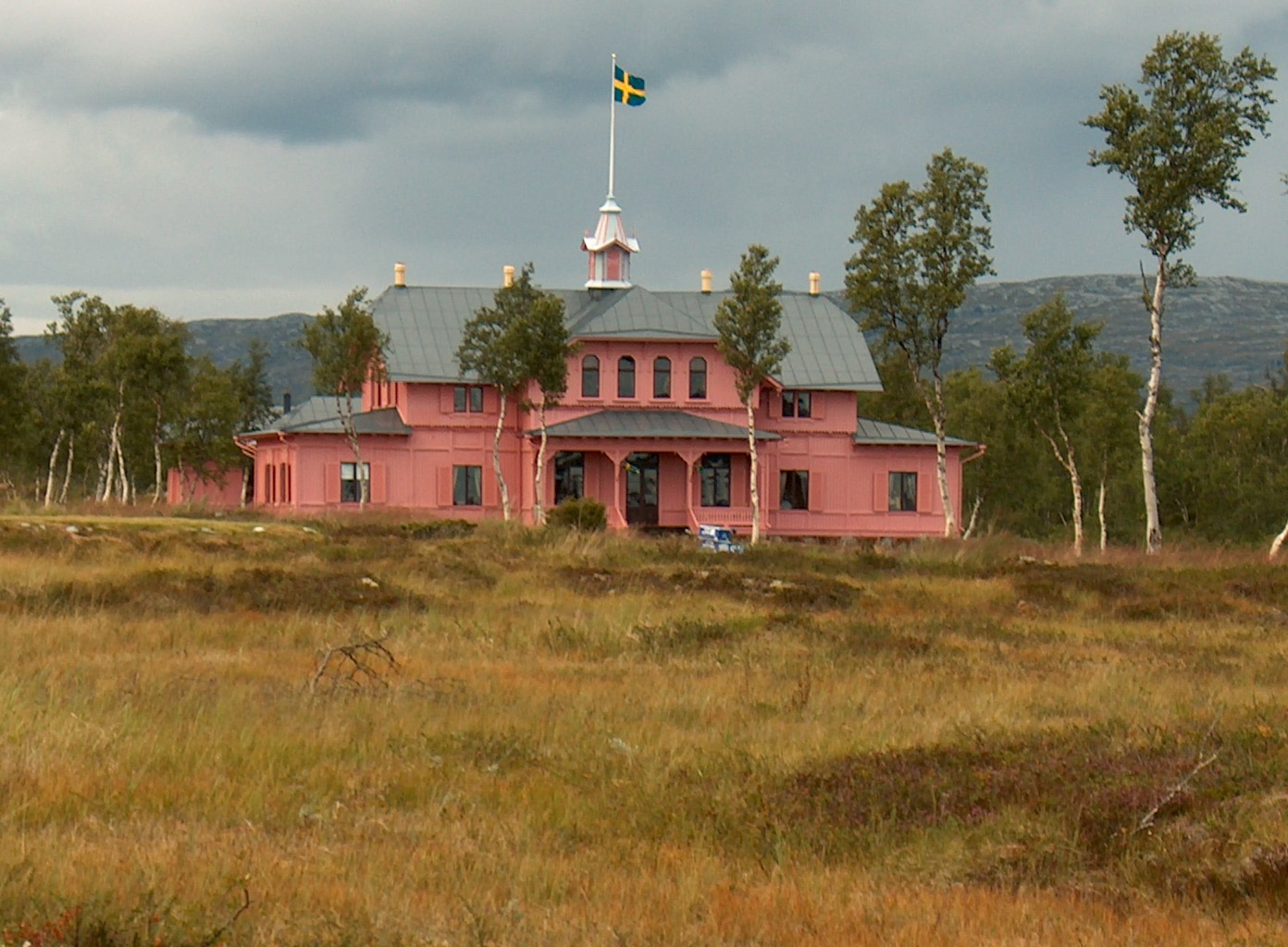
Rensjösäterns jaktvilla.

#### Samiska kulturmiljöer

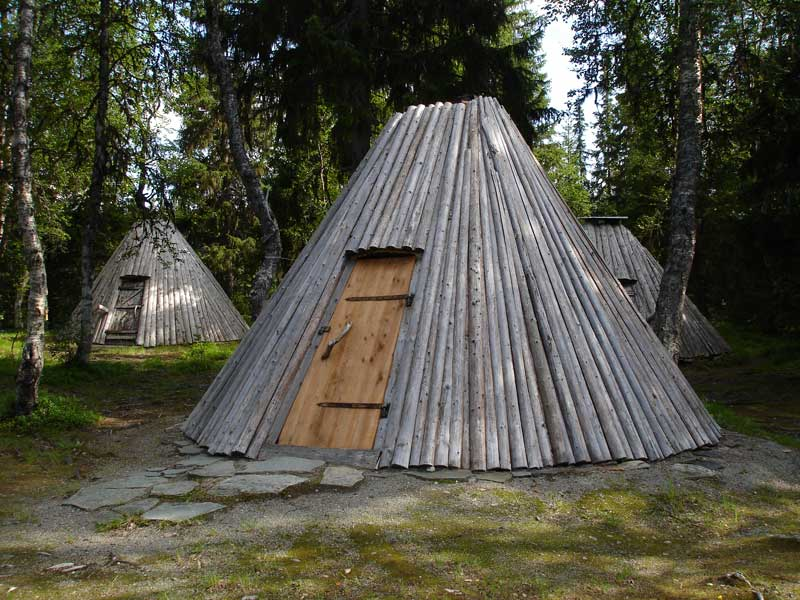
Kyrkkåtor vid Ankarede kapell.

Längs bäcken Uretjukke på södra sidan av sjön Värjaren i Frostvikens socken finns en samisk kulturmiljö med lämningar från vikingatid till nutid. De äldsta lämningarna är tre stalotomt som troligen är från vikingatid och tidig medeltid. Intill stalotomterna finns även en bengömma och en källargrop, en s.k. bourjne. Vid Uretjukkes mynning i Värjaren finns rester av ett samiskt viste som senast var i bruk på 1910-talet.
Den samiska kyrkstaden vid Ankarede kapell, även den i Frostvikens socken, är klassad som riksintresse för kulturmiljövården.
Det sydsamiska kunskapscentret Gaaltije ligger i Tullkammarens gamla byggnad i Östersund.

### Traditioner

#### Helgdagar och högtider
I Jämtland finns flera lokala högtider som firats historiskt, de flesta av dessa benämns mäss, det vill säga mässa och har således kristna namn. 
12 mars är dagen som utropats som Jämtlands nationaldag. Att det blev just det datumet har att göra med att Jamtamot, det jämtländska alltinget, redan på 930-talet hölls på Bynäset på Frösön i den vecka som den 12 mars inföll.I samband med Jamtamot hölls en marknad, Jamtamotsmarknaden, som var en mötesplats för forbönder med alla sorters varor, mat och kultur. 
När marknaden flyttade in till Östersund 1798 fick den namnet Gregoriemarknaden eftersom Gregoriusdagen tidigare inföll den 12 mars. 

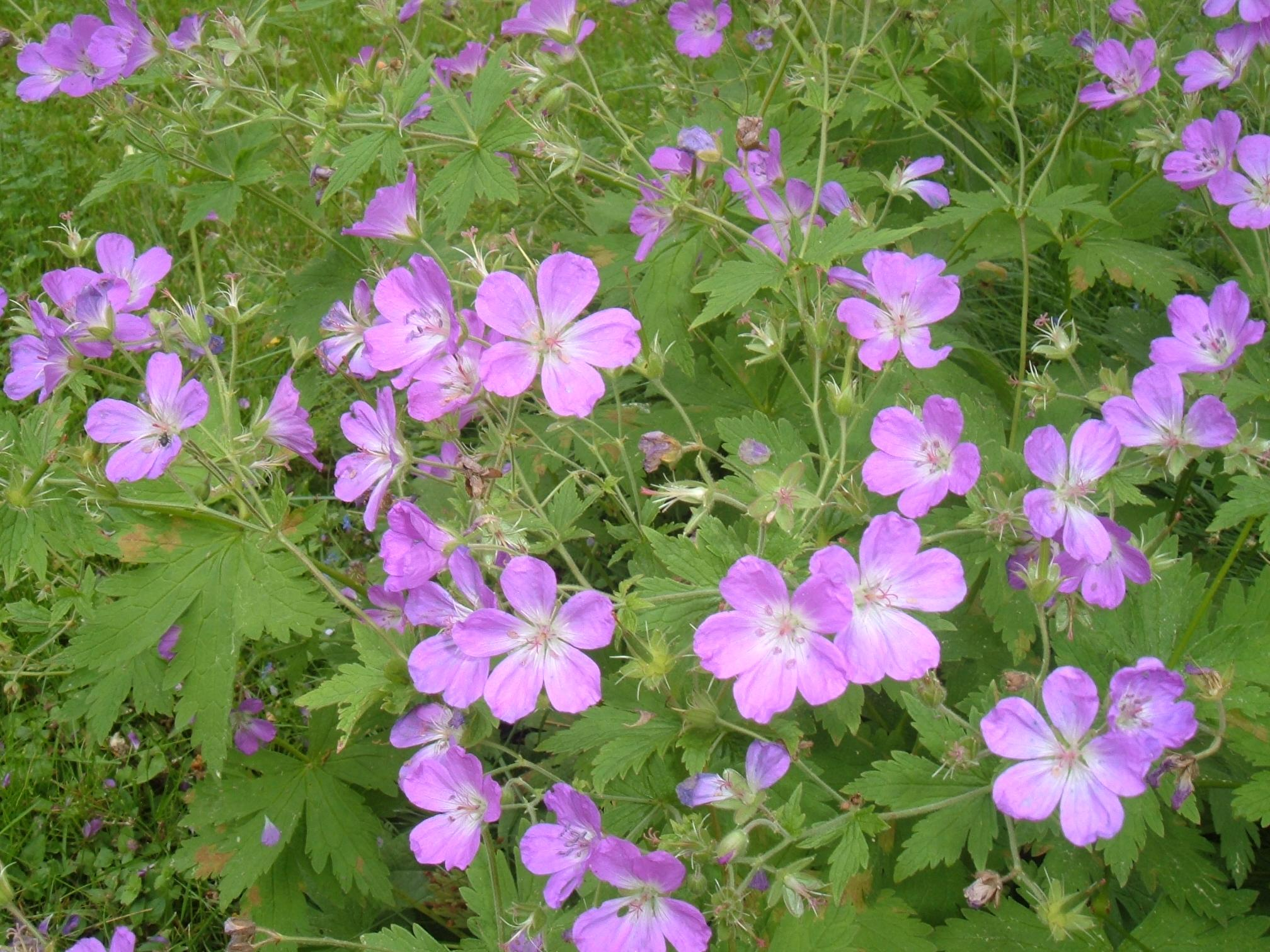
Midsommarblomster benämns på jämtska jænsmässgull, där gull betyder blomma och har fått sitt namn efter högtiden jænsmäss, precis som orten Jänsmässholmen i västra Jämtland.

Den mest kända är Jænsmäss, jämtska för "Johannes döparens mässa" (jämför med norska jonsok eller sankthans). Högtiden firades varje år den 23 juni och är parallell med den svenska högtiden midsommar, även om de inte infaller på samma dag då den svenska högtiden alltid infaller på en fredag. I Jämtland restes aldrig någon midsommarstång utan det viktigaste var att man var jænse, det vill säga utsmyckad med blomster. På kvällen tändes eldar och därefter var det logdans.
En liknande högtid är Orsmäss eller Olsmäss, Olofsmässa, en katolsk festhögtid helgad åt Olof den helige. Just Olof har haft en särställning i Jämtland, Olofsmässan hölls till minnet av dagen då han stupade i slaget vid Stiklestad, alldeles väster om Jämtland den 29 juli. Pilgrimslederna genom Jämtland, som givit Pilgrimstad dess namn, gick till Olofs reliker i Nidaros och hans namn har genom historien varit det absolut populäraste bland männen i Jämtland, varvid landskapet än i dag har en överrepresentation gällande Ols och Olofssöner. På Olofsmässan begav sig sockenborna till deras fäbodar för att där fira till minnet av Olof, ofta gick det långa folktåg från byarna ledda av spelmän. I Härjedalen söder om Jämtland firas högtiden fortfarande.
En annan äldre högtid i Jämtland är Sjursmäss eller Sjulsmäss som infaller den 23 december. Sjursmäss är en mycket gammal lokal katolsk högtid som har firats i Tröndelagen, området norr därom samt Jämtland och Härjedalen. Namnet Sjur eller Sjul är en avledning till namnet Sigurd men vem denne Sigurd som högtiden är helgad åt var vet man inte säkert. Möjligtvis en lokal biskop som helgonförklarades efter sin död. Högtiden förbjöds efter reformationen och namnet Sjul användes därefter av de protestantiska prästerna för djävulen, gammalsjul. Högtiden levde dock kvar och sjursmässdan används fortfarande i dialekten för den 23 december och innefattar storstädning inför julen. Hur mässan gick till i äldre tid är inte känt.

#### Matkultur

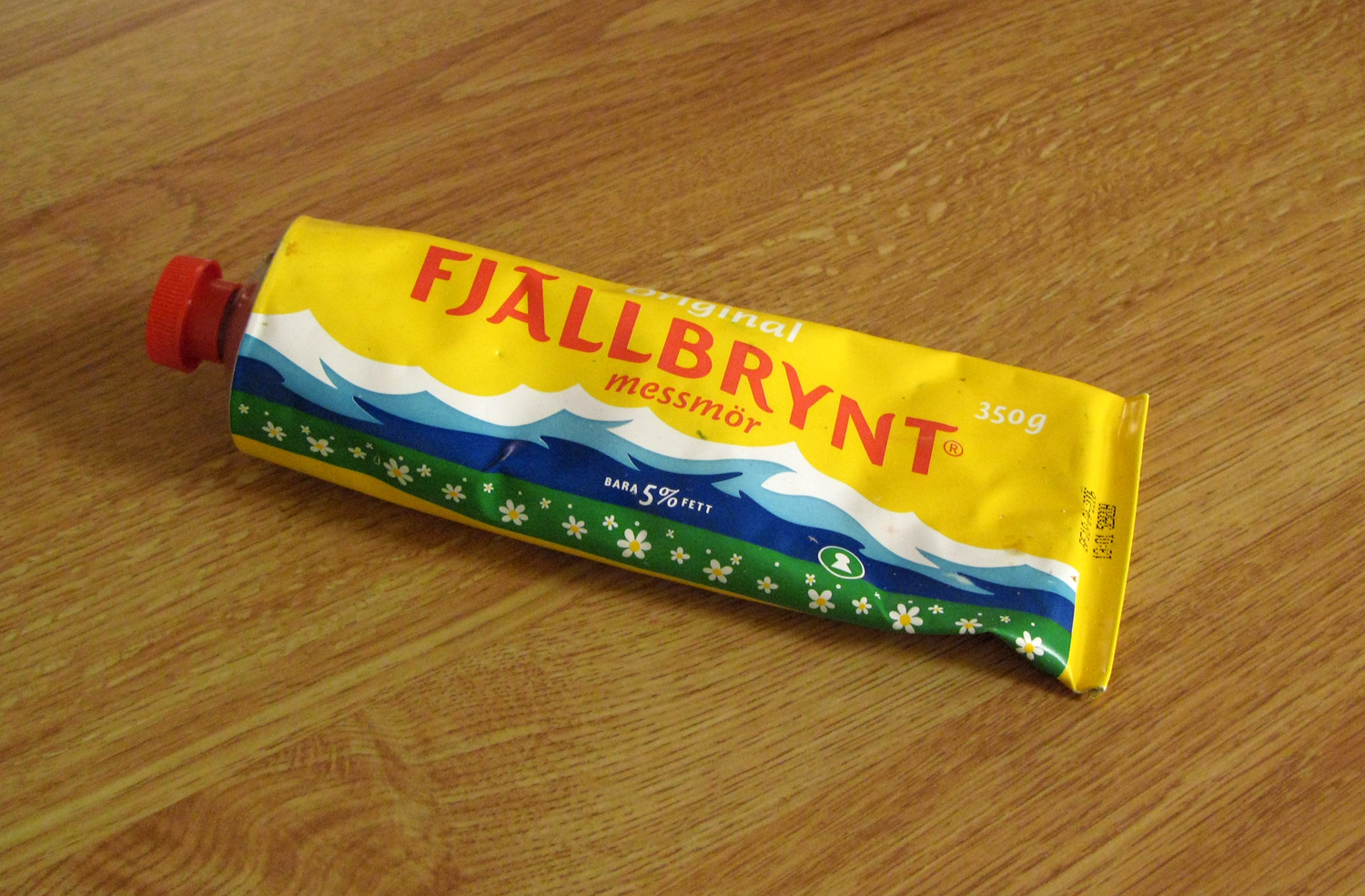
Messmör från Östersund.

Mattraditionen i Jämtland har överlevt i generationer från herdekulturen. Alla olika jämtska ostar (ost var det lättaste sättet att konservera mjölk) såsom mesost, koost, getost, grynost, rörost, sötost (som bland annat tillverkas i Skärvångens bymejeri) och annat såsom framför allt messmör, men även långfil, flötgröt, tunnbröd, kams, klobb, kjesfil med mera är ofta intimt förknippat med det jämtska köket.

#### Kläder
I Jämtland finns ett flertal olika folkdräkter. Till skillnad från andra delar av Skandinavien har det aldrig funnits någon enhetlig sockendräkt i Jämtland, undantaget är Hammerdals tingslag med sina brunrandiga tyger.
Jämtland brukas i stället delas in i tre dräktskicksområden, ett nordjämtskt (Hammerdals tingslag), ett östjämtskt (Ragunda tingslag) och ett storjämtskt (övriga Jämtland).
Det nordjämtska området uppvisar såväl konservatism som modernism i dräktskicket och har influerats av det nordångermanländska och det i södra Lappland. Emellertid omfattas inte Frostvikens socken, som befolkades sent av trönder. Det östjämtska dräktskicksområdet är minst ålderdomligt och påtagligt influerad av kustens dräkter. Det storjämtska området är mest ålderdomligt och konservativt och har folkdräkter med blåa sockar, röda så kallade jämtluvor bland männen, svarta bindmössor för gifta kvinnor och broderade röd-, blå- och brunfärgade för flickor och speciella bindmössor för utstötta ogifta kvinnor (gällde i hela Jämtland). Kjolarna är ofta enfärgade och männen har svarta eller blåa rockar av vadmal och sämskskinnsbyxor gjorda av älgskinn.
Den sydsamiska folkdräkten liknar allmogens äldre dräktskick, där männen har dräkter sydda av svart eller blå vadmal och kvinnorna hade till exempel bruna mössor, med röda kanter för ogifta.

#### Kultursymboler och viktiga personligheter
Jämtlands landskapsvapen fastställdes i sin nuvarande form 1935 och registrerades hos Patent- och registreringsverket 1974.
Vidare var Kung Carl XVI Gustaf under sin prinstid hertig av Jämtland. Traditionellt har svenska kungar slutat använda sin hertigtitel, då de tillträtt tronen, eftersom kungatiteln är högre och de då regerar över alla landskap. Kung Carl XVI Gustaf tycks ha inlett en ny tradition, då han ibland använder sin hertigtitel även som kung.